# 京都丹波高原国定公園

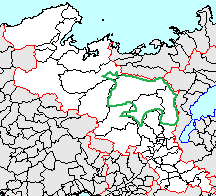
京都丹波高原国定公園の範囲
（緑線内）

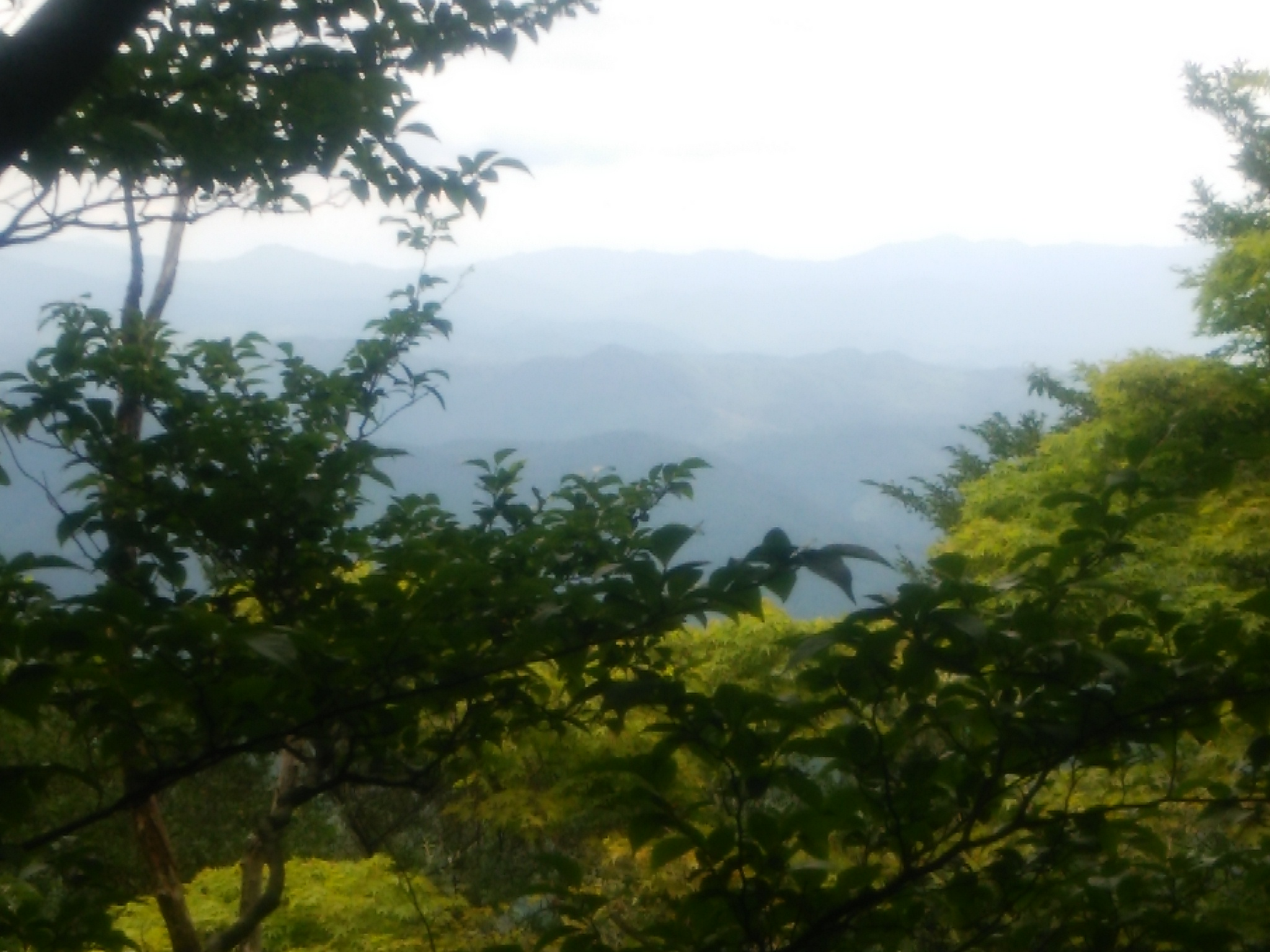
愛宕山から京都丹波高原を望む（愛宕山は国定公園ではないが、愛宕信仰は国定公園内の文化と密接な関係にある→下記「信仰・祭礼」参照。なお、北尾根伝いの竜ヶ岳脇を流れる芦見川流域は国定公園範囲）

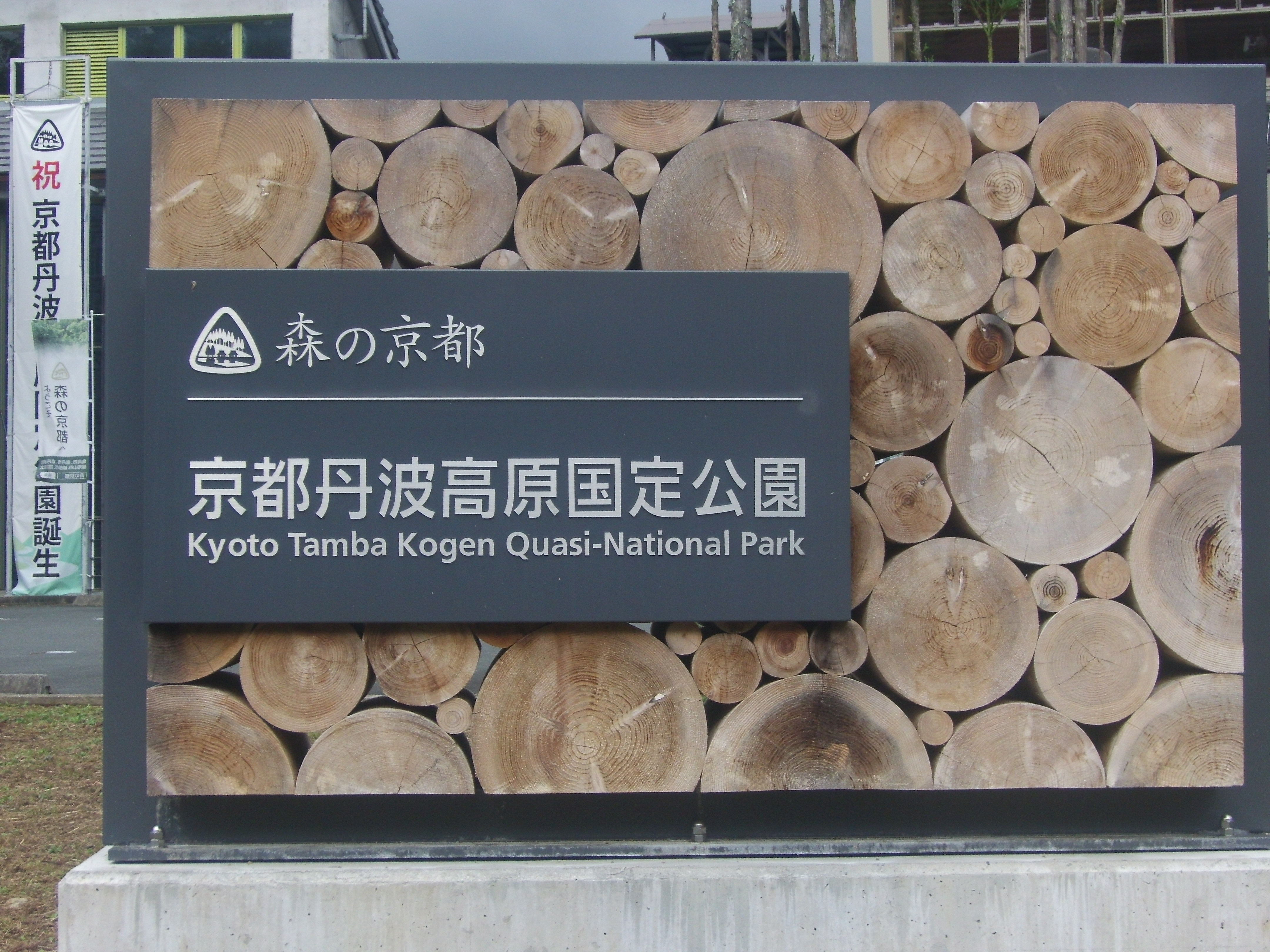
京都丹波高原国定公園記念碑
（南丹市美山文化ホール）

京都丹波高原国定公園（きょうとたんばこうげんこくていこうえん）は、兵庫県東部・京都府・大阪府北部・滋賀県西部・福井県南西部に広がる丹波高地（丹波高原）のうち、京都府の南丹市、綾部市、京丹波町（船井郡）、京都市左京区・右京区に跨る範囲を主体とし、北側は由良川水系の上中流域と上林川（由良川水系・国定公園域外合流）上流域、南側は桂川水系の上中流域（大堰川・保津川）、東側は滋賀県との府県境、西側は由良川と桂川が開削した亀岡盆地東縁部の範疇に設定された国定公園で、2016年（平成28年）2月23日付で中央環境審議会より答申、3月25日に64番目の国定公園に指定された。なお、亀岡盆地と丹波高原とは尾根続きの、福井県側や滋賀県の比良山地などは国定公園には含まれない。
国定公園指定を記念し、2016年は3月26日に南丹市の美山文化ホールにおいて記念式典と記念碑（右下画像）の除幕、7月21日の自然公園の日や制定後初実施となる8月11日の山の日に指定地内で各種行事が催行され、10月9日には南丹市の府民の森ひよしにおいて皇太子（当時・現今上天皇）臨席のもと第40回全国育樹祭が開催された。
京都府では国定公園制定をうけ、日本三景の天橋立、重要伝統的建造物群保存地区の伊根の舟屋、日本遺産の舞鶴港など日本海側を「海の京都」としているのに対し、国定公園域を「森の京都」と位置付け（後述する「森の京都」の節参照）、世界遺産「古都京都の文化財」を中核とした社寺などに代表される京都市中の文化財とは異なる京都の魅力発信と観光客の市中一極集中を分散させることを期待する。

## 概要
丹波高原は日本海側と太平洋側を分かつ脊梁山脈で、特に国定公園指定区域は双方の気候帯の移行部にあって降水量が多い（年間降水量2000mm）。そのため、冷温帯ブナ林・暖温帯常緑広葉樹林・温帯性針葉樹林が交錯し、スギを中心にブナやミズナラそしてアシウスギ（芦生杉）などの自然林が西日本屈指の規模で分布している。
この他、高木ではカシ・モミ・ツガ・ヒバ（アスナロ）・ヒノキ・カエデ・モミジ・トチノキ・ネムノキ・マツ・カヤ・コウヤマキ・ヤドリギ・ユズリハなどが杉の中に紛れており、林間にはコシアブラ・ウリノキ・オオバアサガラ・マンサク・ミヤマシキミ・サンショウ・ヤマボウシ・タニウツギ、林床にはササ・シダ、沢沿いにはトチノキやサワグルミといった渓畔木、低木・野草ではとても珍しいギバナヤマボウシはじめ春にはミヤマカタバミ・イワウチワ・ショウジョウバカマ・ミヤコアオイ・シャガ・クリンソウ・ネコノメソウ・ムラサキケマン・マムシグサ・ヤマシャクヤク・イカリソウ・タニウツギ・ヤマボウシ・ウスギヨウラク・エビネラン、夏にはヤマアジサイ・ヤマユリ・マツカゼソウ・ムラサキサギゴケ・ギンリョウソウ・オタカラコウ・イワガラミ・ヒヨドリバナ・ノリウツギ・ヤマヒメアザミ・メイゲツソウ、秋にはアケボノソウ・ミズヒキ・イタドリ・ムラサキシキブ・ミカエリソウなどが四季折々に花を咲かせ畿内の山間部としては有数の種が自生し、特に長老ヶ岳山頂部は北近畿では数少ない高山植物（シャクナゲやイワカガミ）の自生地である。また、キンキマメザクラは、平安京を彩った桜の古代種である。
上記のような植物相に育まれ、動物相としては南方・北方系双方の昆虫が生息し、左京区芹生谷は四方を山に囲まれ沢が多いことから京都市街地に最も近い蝶の群生地で、ヒヨドリバナが咲くことからその蜜を好む渡り蝶のアサギマダラの休憩地となり、隣接する花脊周辺にはウラジロガシが茂ることから幼虫時にこの木葉を食樹とするヒサマツミドリシジミが京都ではこの地域にだけ見ることができる。哺乳類・鳥類では、天然記念物のニホンカモシカや絶滅危惧種のイヌワシも生息する。
2007年に指定された丹後天橋立大江山国定公園に次いで自然と人間の共生を重視し、自然と人間の相互作用・共同作業の象徴としての伏条台杉、北山杉による林業（自然利用）景観、里山の集落、山間部を貫く鯖街道、自然と一体化した寺社境内における人為的植生（天然記念物の植木）など自然と宗教（自然崇拝）といった森林文化・精神文化の関係（文化科学）、さらに人造湖といった人工物を含めた文化的景観も包括する。但し、区域内の峰定寺(左京区・大悲山)や常照皇寺(右京区京北井戸町寺山)等の堂宇は対象ではない。
また、区域に跨る愛宕山(右京区)や桟敷ヶ岳(京都市北区)などは国定公園指定地から外されている（下記「国定公園未指定の山」の節も参照）。

### 森の京都

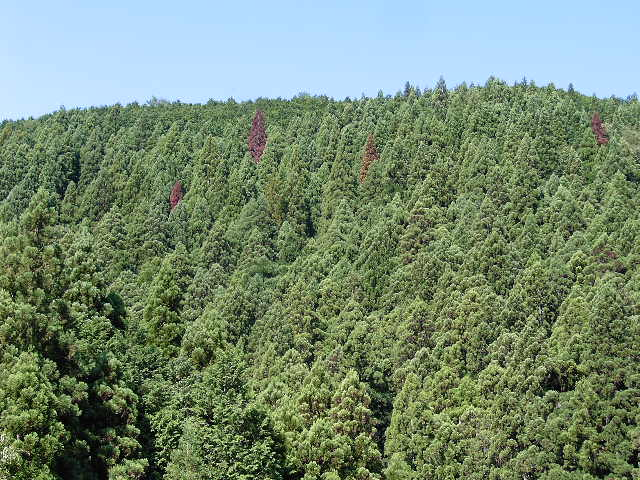
杉の天然林(京丹波町上乙見)

京都の中山間地域～山間部に広がる森林は府域の74%（35万ヘクタール）を占め、原生林・天然林・人工林のエコトーンを形成することで、そこに暮らす人々に自然の恩恵を与えるとともに、独自の文化も形成することになった。これを「森の京都～森・川・里を守り継ぐ自然と文化」として顕彰し、身近な自然として体感してもらいたい。

## 指定地域と主要対象

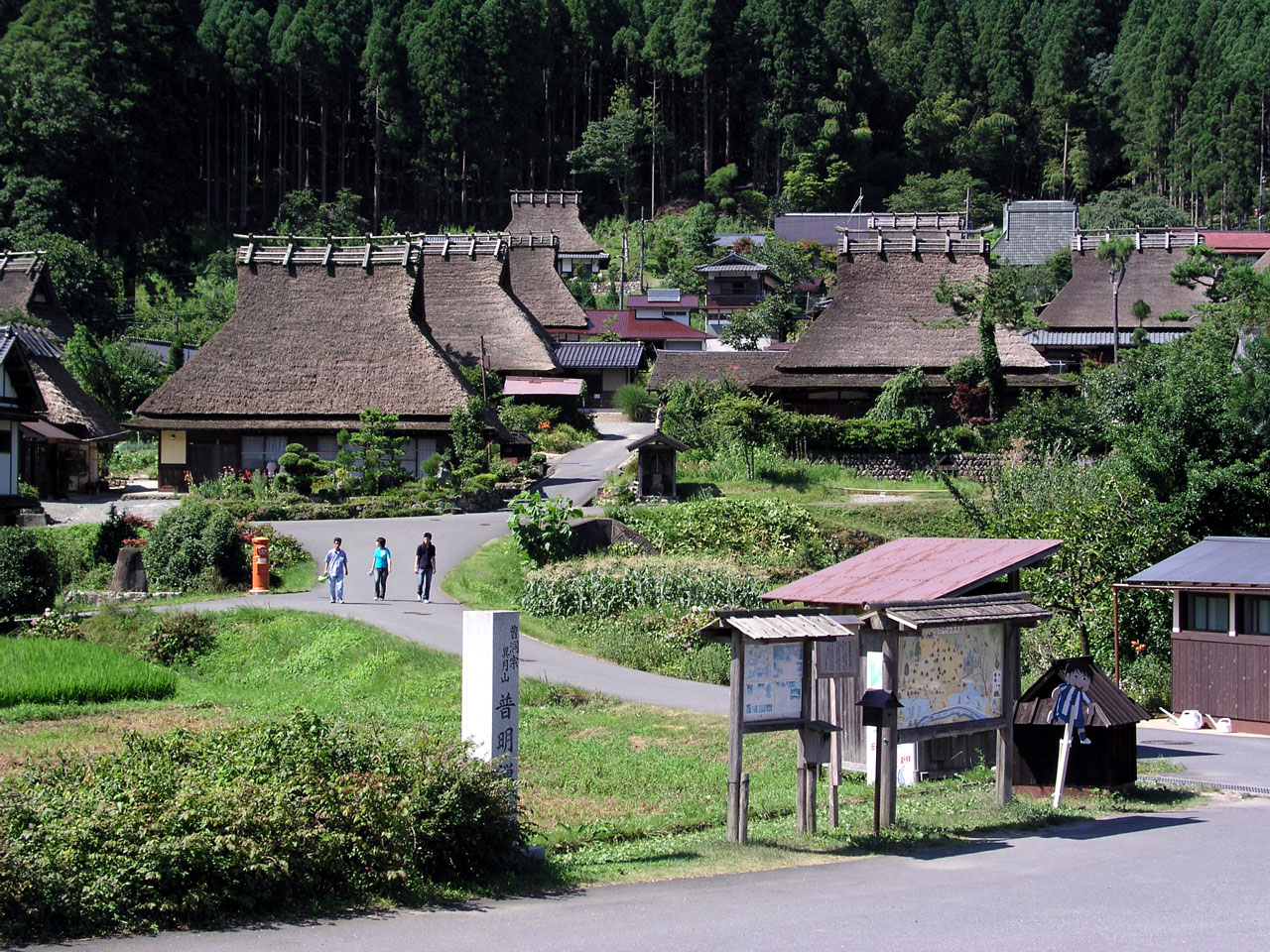
美山の茅葺集落（北村）

- 美山エリア（南丹市）- 中・西部(平屋・鶴ヶ岡・知井地区)と芦生地区…重要伝統的建造物群保存地区のかやぶきの里・北村と京都大学フィールド科学教育研究センター森林ステーション芦生研究林や八ヶ峰
- 綾部エリア（綾部市）…頭巾山、光明寺(君尾山)など
- 京丹波エリア（京丹波町）…長老ヶ岳
- 左京区北部エリア（京都市左京区）…久多の京都府立大学演習林と山村集落、八丁平[7]、大悲山[† 8]、皆子山、花脊高原（雲取山）、山村都市交流の森[† 9]など。なお大悲山の内、峰定寺境内地は指定から除外されているほか、いくつかの除外地がある。
- 右京区北部(京北)・天若湖エリア（京都市右京区・南丹市）…寺山[† 10]、日吉ダム、府民の森ひよしなど。なお寺山の内、常照皇寺境内地は指定から除外されているほか、いくつかの除外地がある。

## 指定区分と対象地

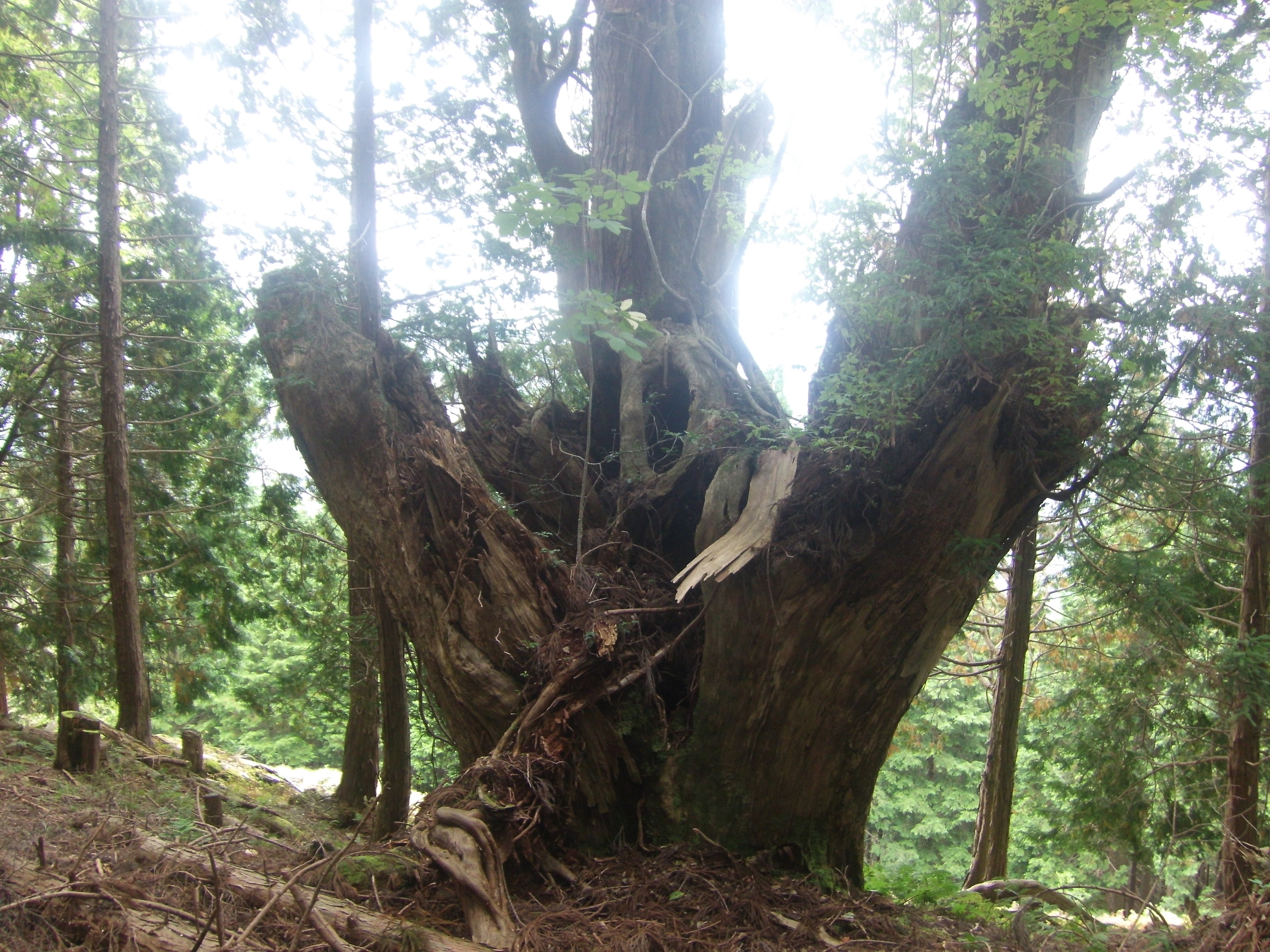
伏条台杉株は他の植物も着生させ生物多様性を賄う

1. 第1種特別地域（2485ha）：芦生、三国岳、頭巾山[† 11]、長老ヶ岳、八丁平
2. 第2種特別地域（1850ha）：君尾山、古屋（綾部市）、洞谷（南丹市美山町豊郷）、北（南丹市美山町）、久多
3. 第3種特別地域（56153ha）：南丹市美山町（第2種特別地域の豊郷と北以外）および日吉町と八木町の一部、綾部市五津合町・故屋岡町・光野町と睦寄町の一部（旧中上林村・奥上林村）、京丹波町上乙見および仏主の一部、左京区花脊・広河原および大原町の一部、右京区京北（京都府道78号佐々江下中線と京都府道443号佐々江京北線沿道を除く）
4. 普通地域（河川に接し道路が敷設され集落や田畑がある場所[† 12]）：綾部市古屋の草壁川流域、南丹市の大野ダム（虹の湖）を下限とする由良川[† 13]と同水系の棚野川・知見谷川・内杉谷川・河内谷川・砂木谷川・原川・西川・山森川流域および日吉ダムを下限とする桂川、左京区内の桂川と同水系の別所川・能見川・寺谷川および琵琶湖に注ぐ滋賀県を流れる安曇川水系の左京区内にある大見川・百井川・久多川・大谷川・針畑川流域[† 14]および天ヶ森[† 15](ナッチョ[† 16])、右京区内の桂川と同水系の小塩川・細野川・余野川・灰屋川・片波川・芦見谷川流域
5. 自然環境保全地域：美山町大野（肱谷）－京都府立大学大野演習林、大悲山、寺山[† 17]、黒田の伏条台杉群生地（鍋谷山・井ノ口山）[† 18][† 19]

※鯖街道は第3種特別地域と普通地域を縫うように貫通する

## 域内の主な山
上記の第3種特別地域が国定公園の指定範囲全域となる。その域内には複数の山が存在する。以下に列挙するのは標高700メートル以上のもの。

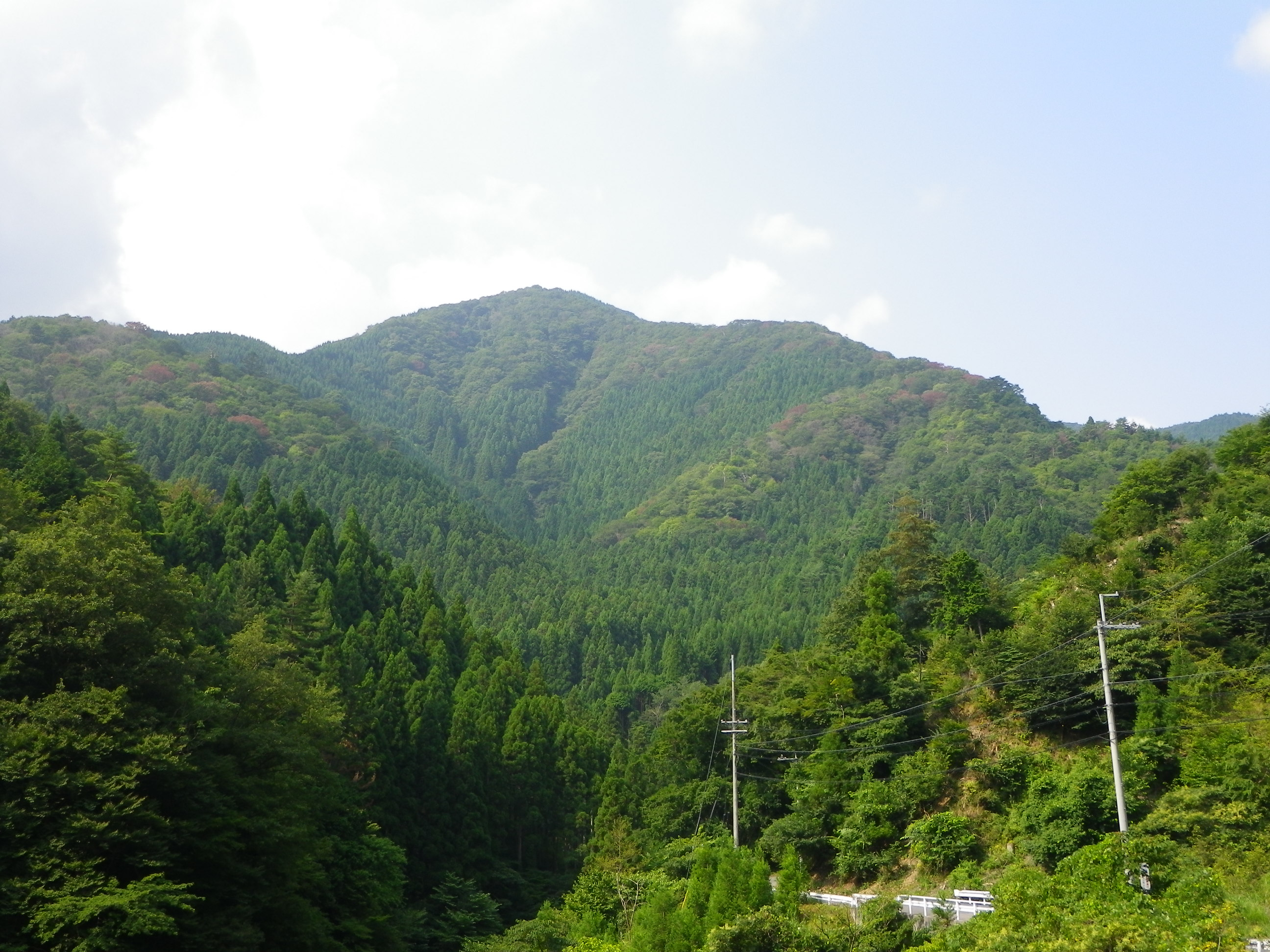
京都府最高峰の皆子山

- 左京区／皆子山(972m=京都府最高峰)・滝谷山(876m)・雲取山(911m)・井ノ口山(779m)・峰床山(969m)
- 左京区・右京区／湯槽山(763m)・鍋谷山(859m)
- 左京区・南丹市／小野村割岳(931m)
- 右京区／三頭山(728m)・竜ヶ岳(921m)・鴨瀬芦谷山(778m)・ソトバ山(806m)
- 右京区・南丹市／品谷山(880m)・掛橋谷山(765m)
- 南丹市／ホサビ山(750m)・ハナノ木段山(703m)・大段谷山(795m)・奥ノ谷山(811m)・白尾山(748m)・鉢ヶ峰(778m)・天狗岳(928m)
- 南丹市・京丹波町／長老ヶ岳(917m)

## 指定地画像
※画像キャプションのⅠ⃝は上記「指定区分と対象地」の第1種特別地域、Ⅱ⃝は第2種特別地域、Ⅲ⃝は第3種特別地域、普⃝は普通地域、自⃝は自然環境保全地域であることを示している

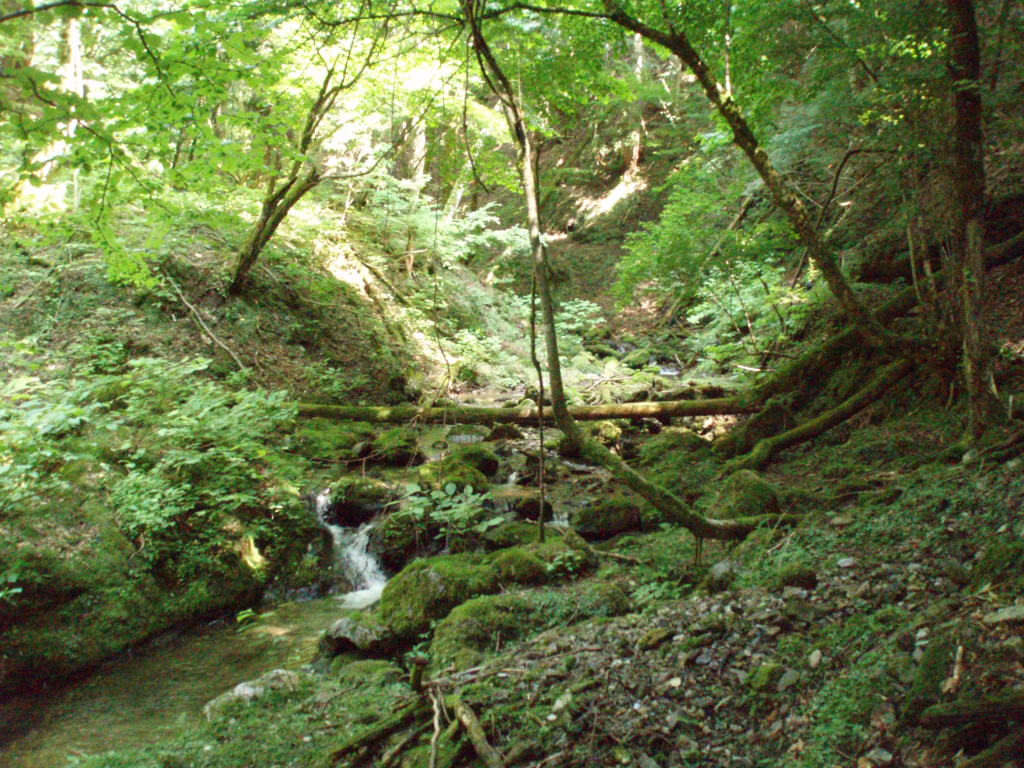
芦生研究林：Ⅰ⃝
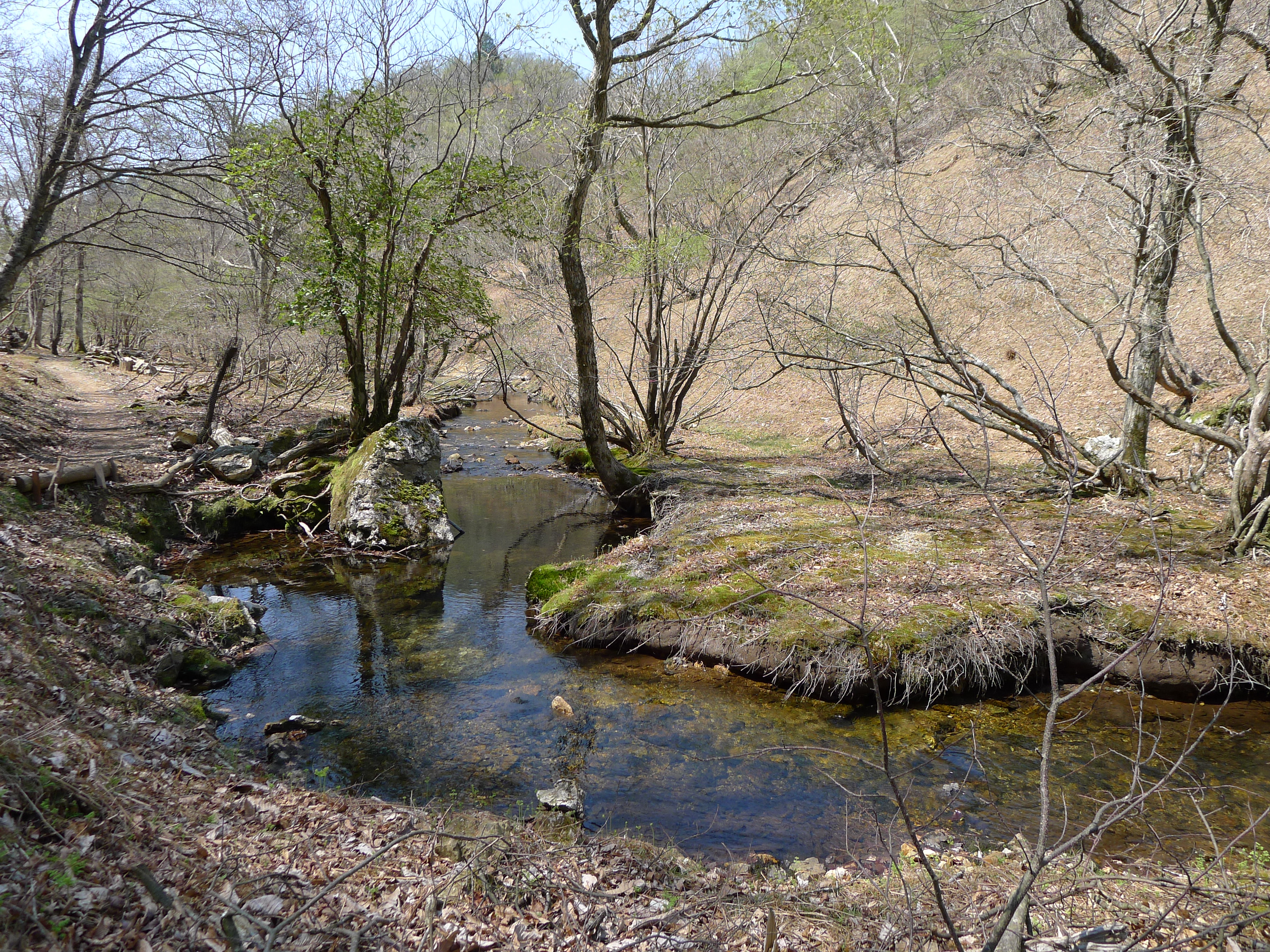
八丁平：Ⅰ⃝
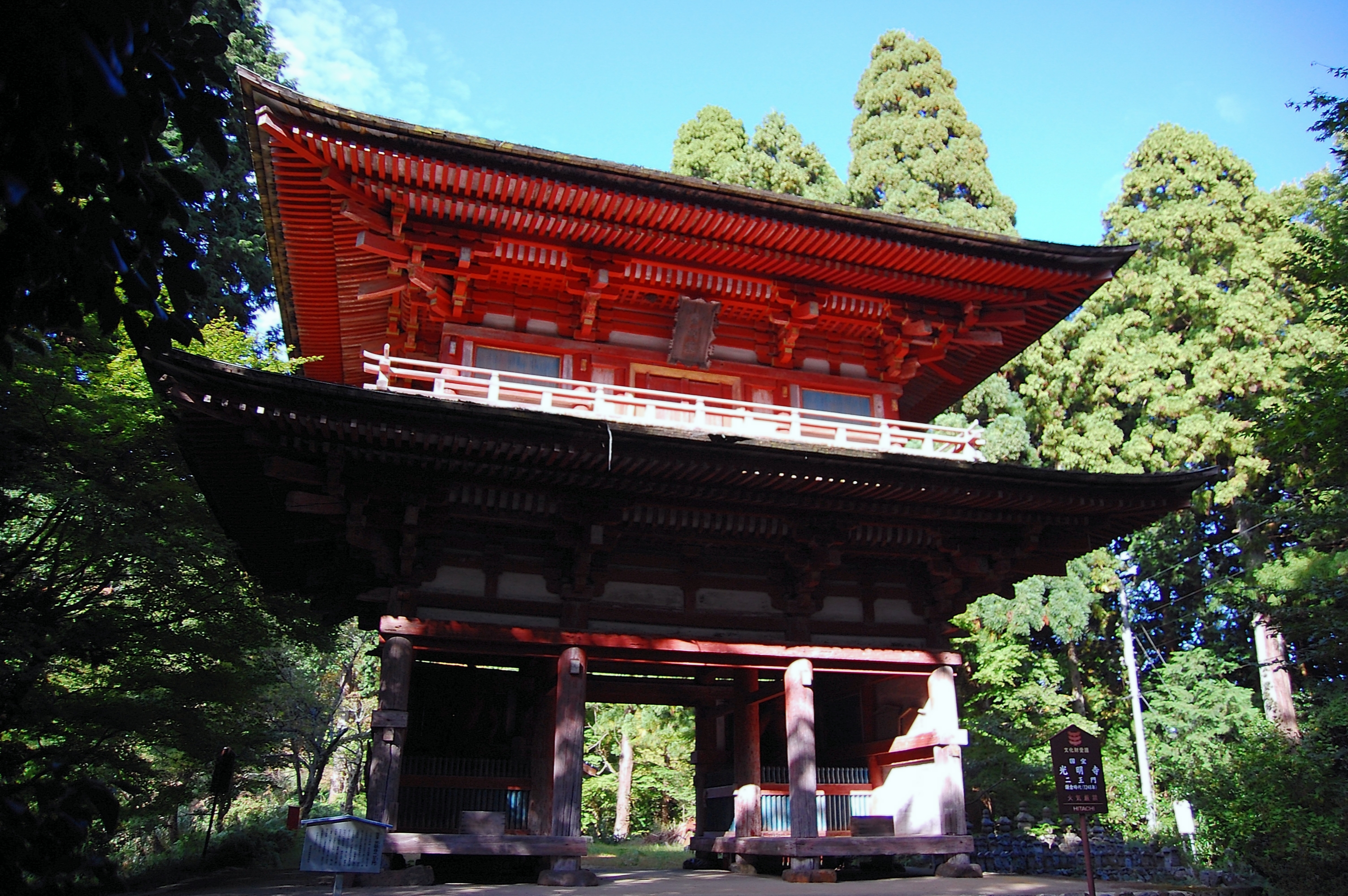
君尾山(光明寺)の植生：Ⅱ⃝
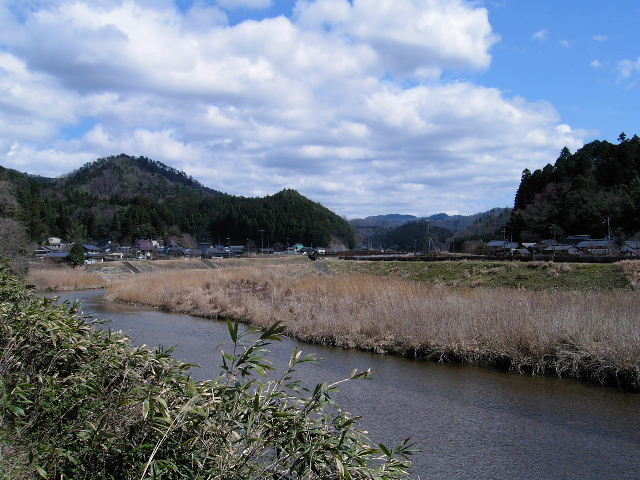
古屋：Ⅱ⃝
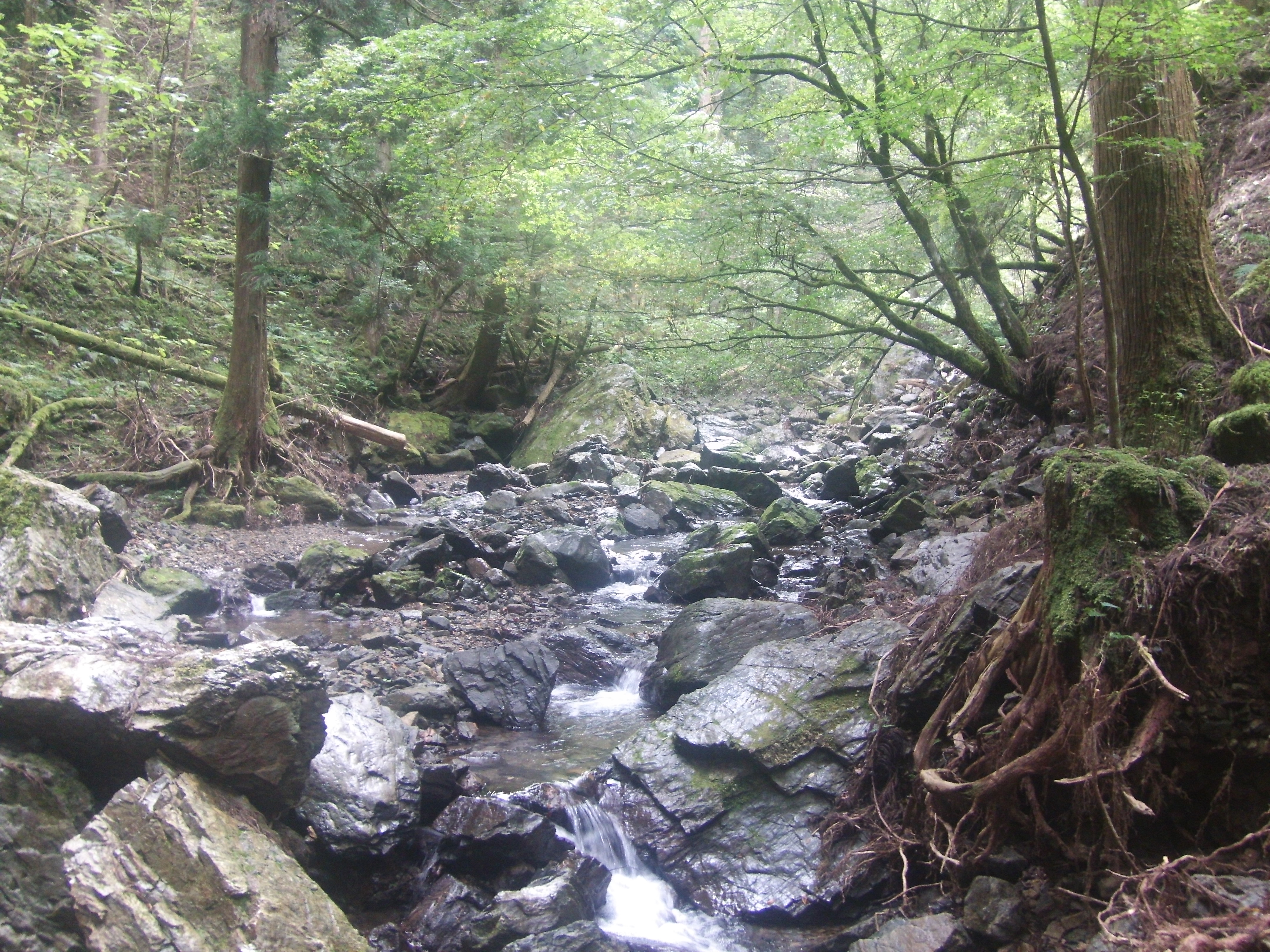
洞谷原生林：Ⅱ⃝
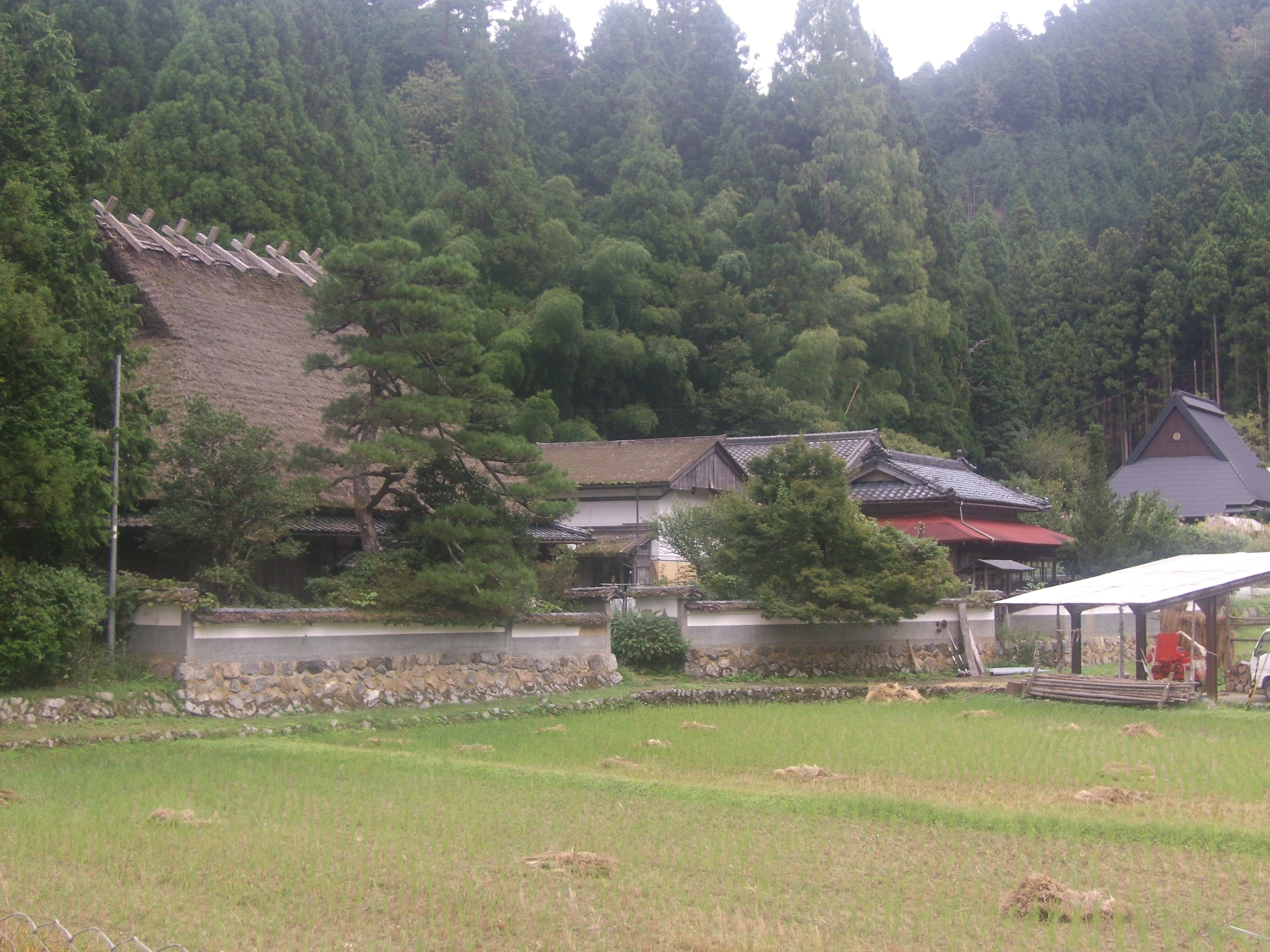
洞集落：Ⅱ⃝
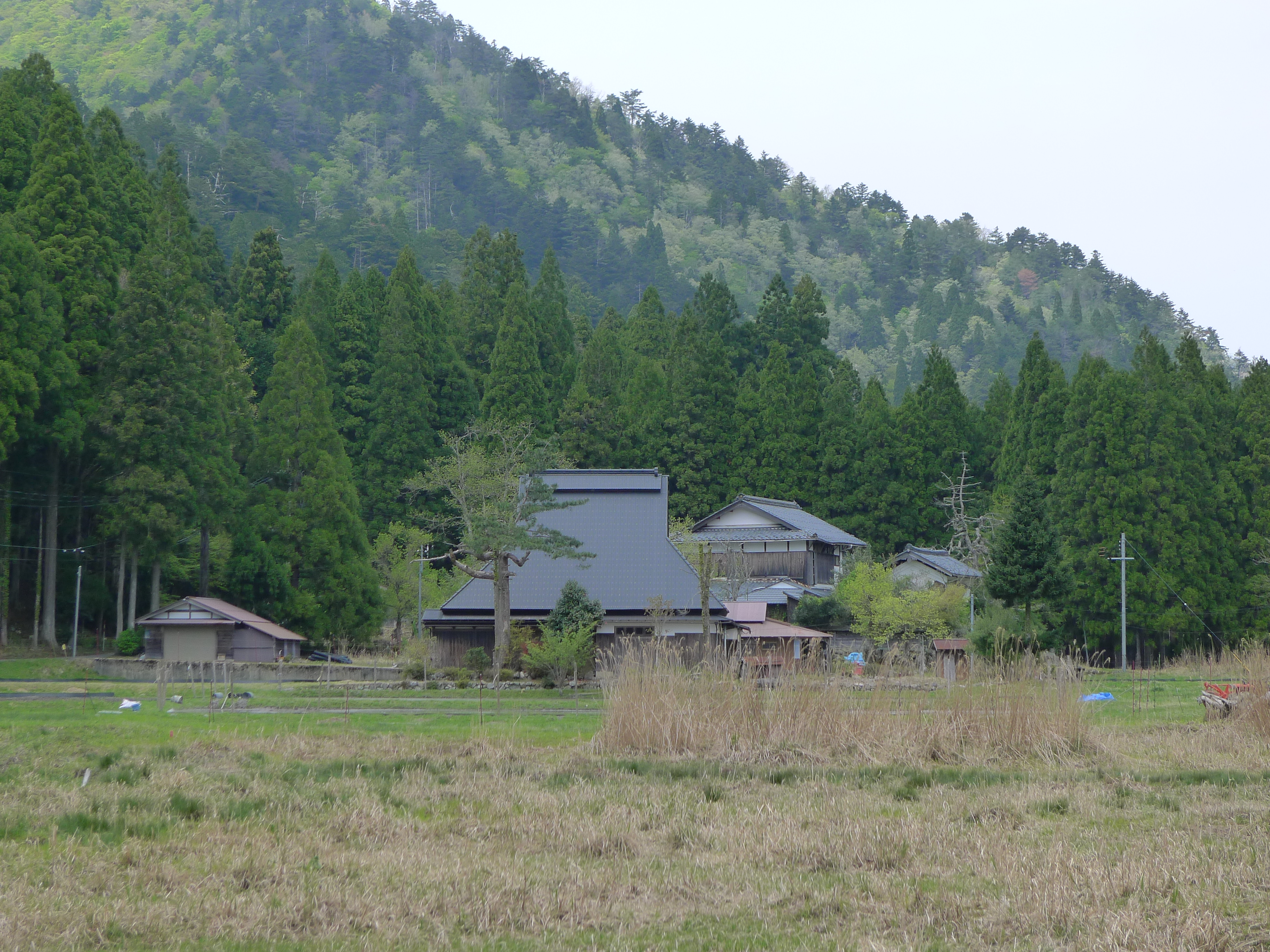
久多：Ⅱ⃝
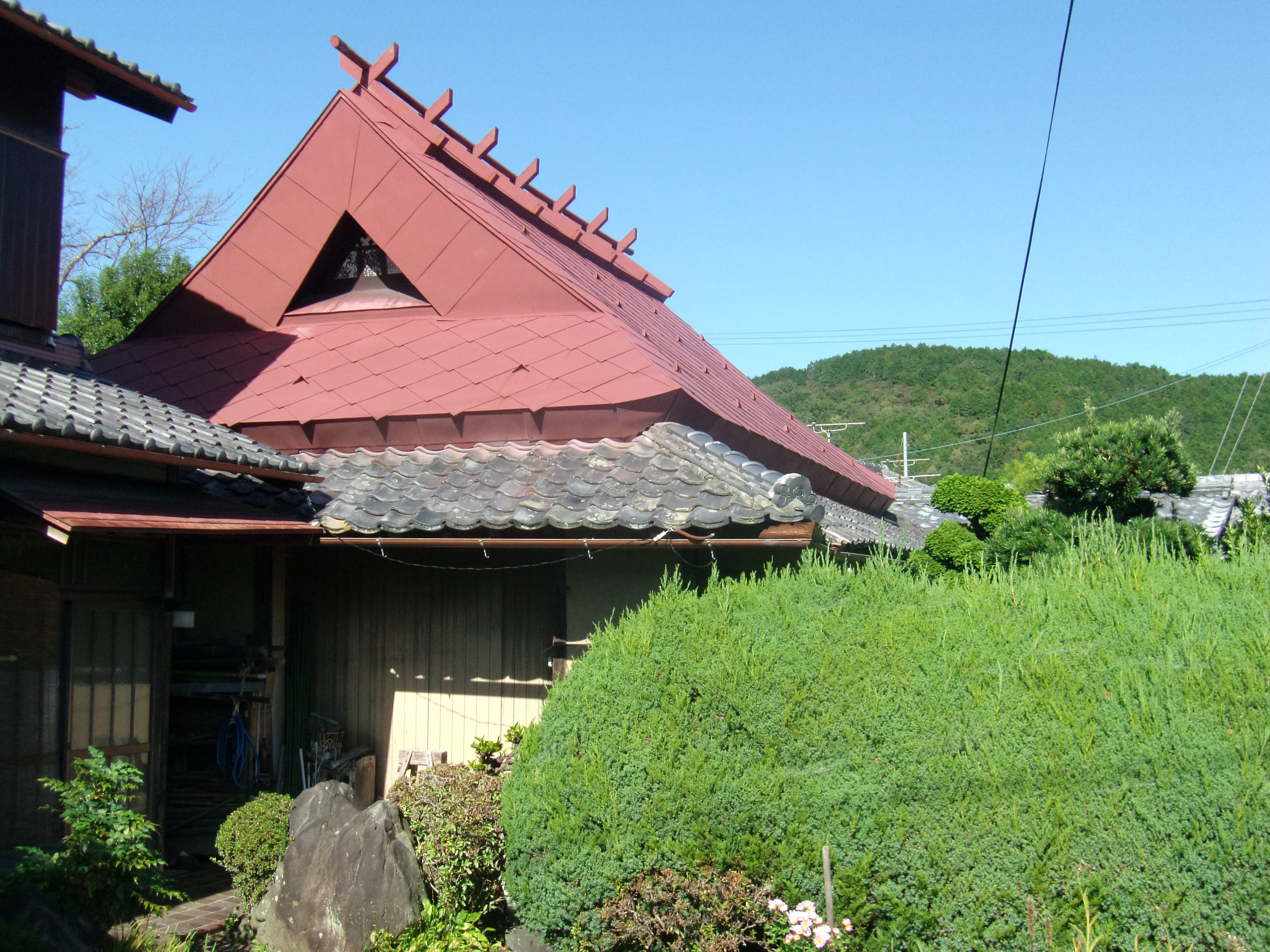
南丹市八木町：Ⅲ⃝
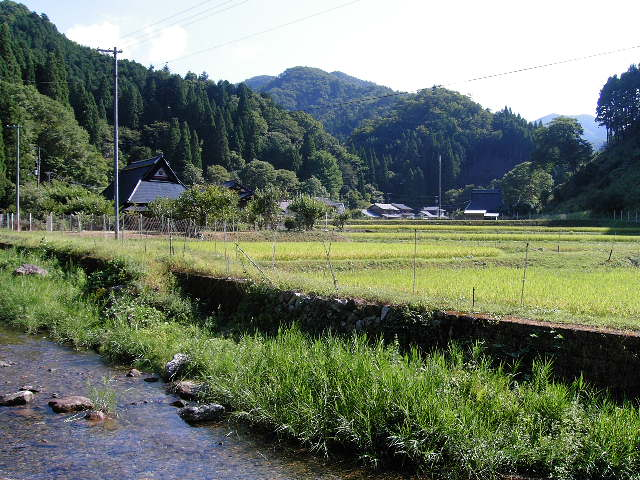
京丹波町仏主：Ⅲ⃝
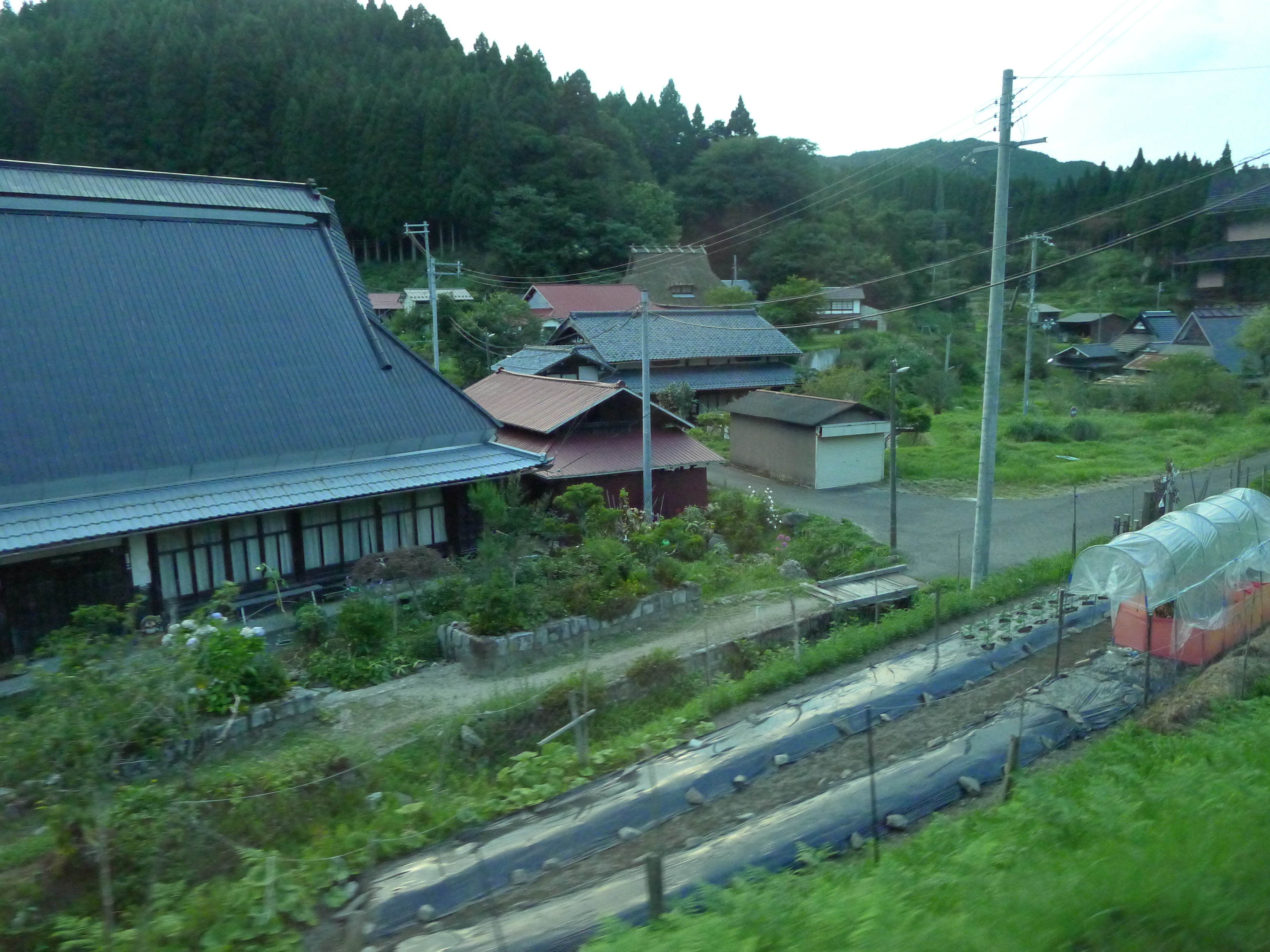
花脊別所町：Ⅲ⃝
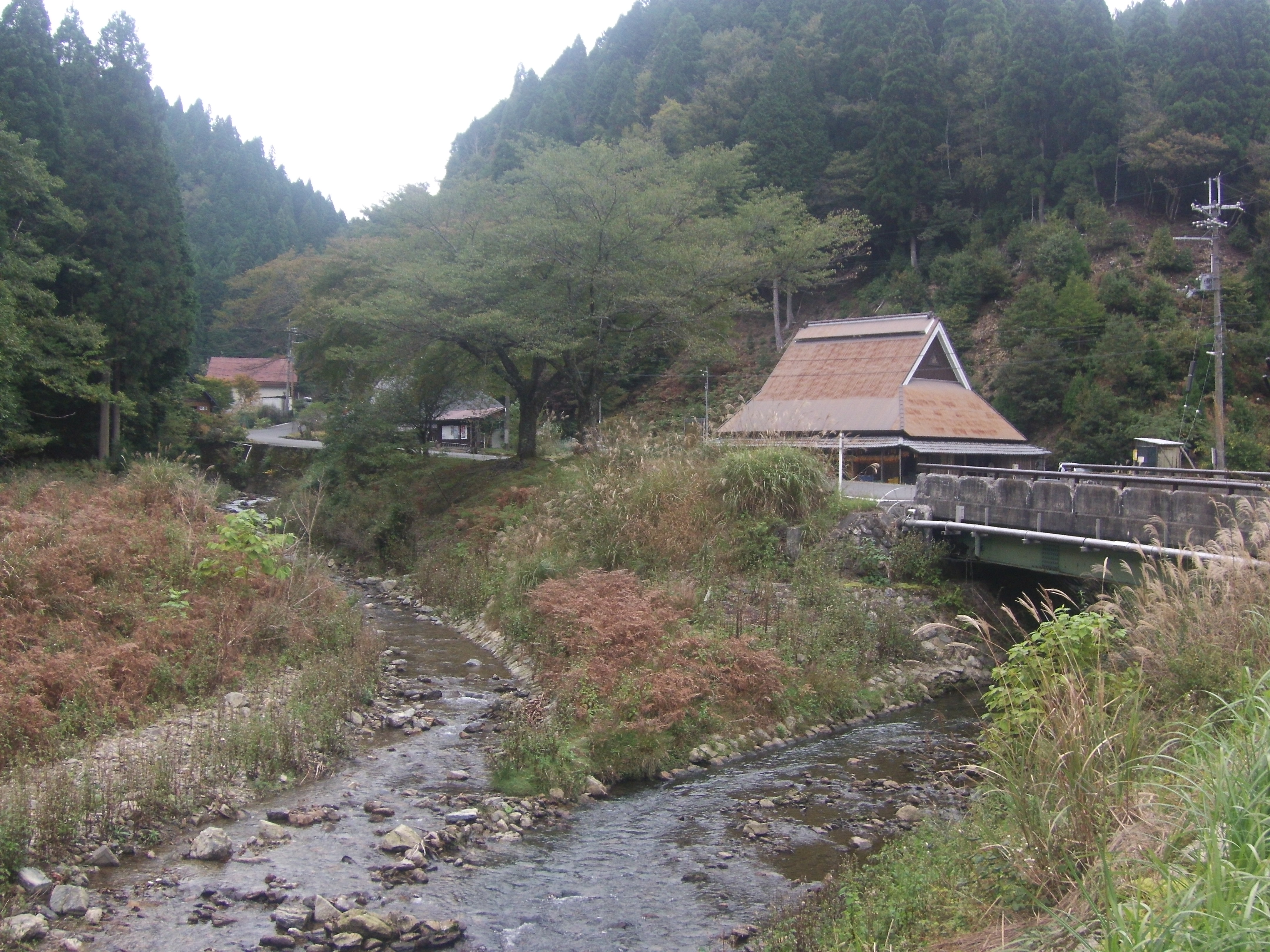
広河原尾花町：Ⅲ⃝
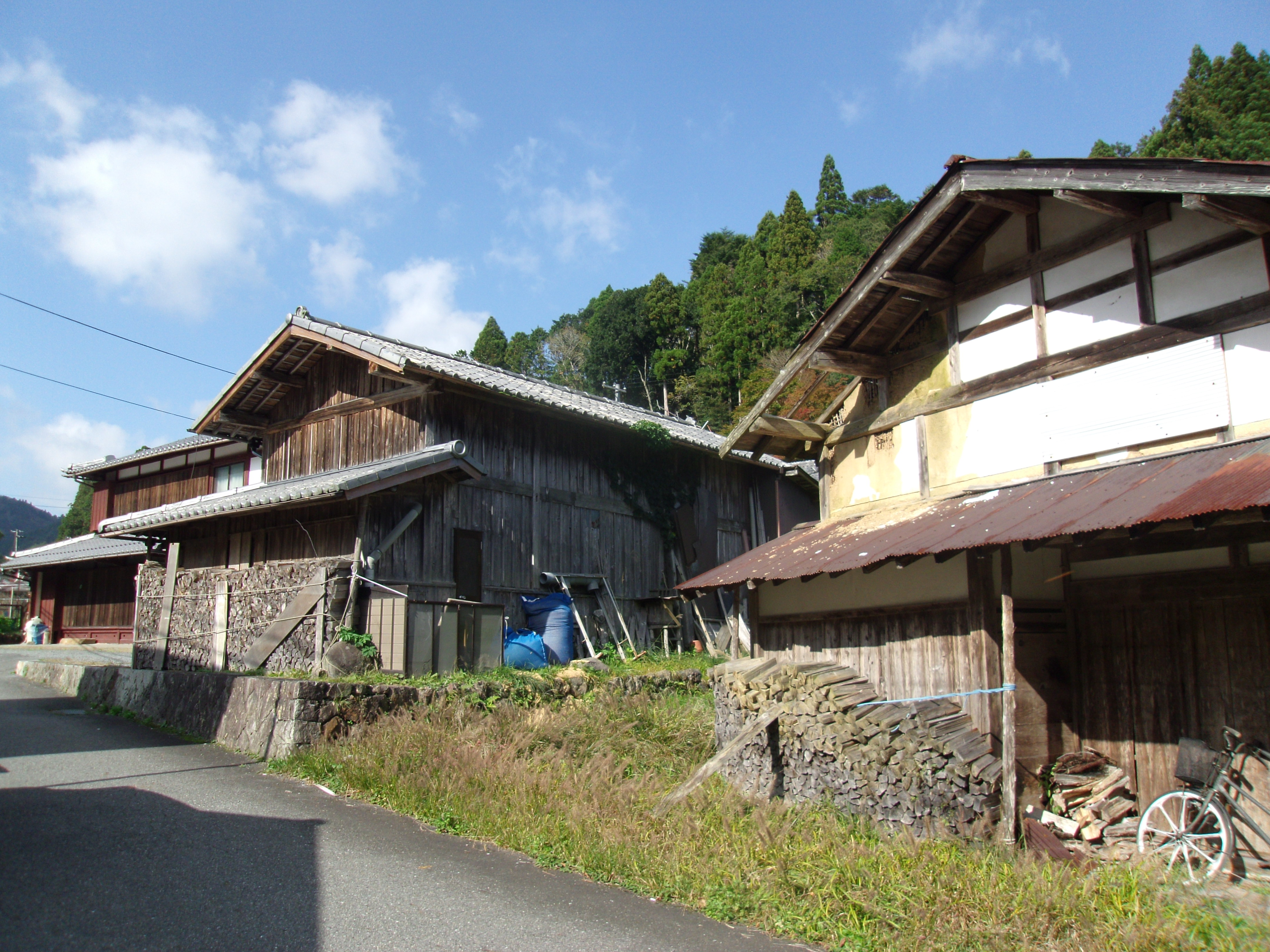
大原百井町：Ⅲ⃝
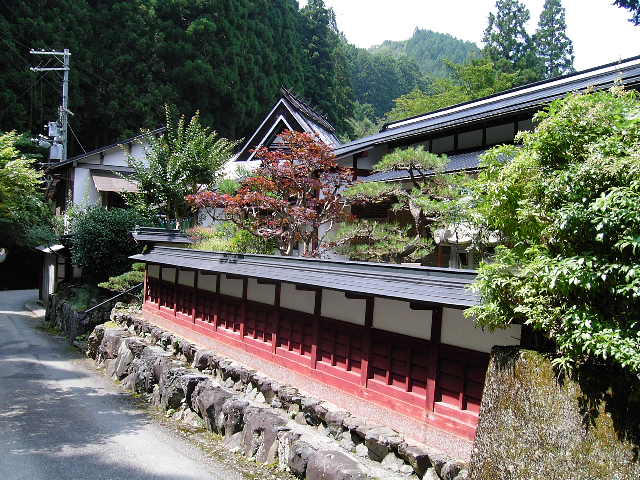
芹生の里(京北)：Ⅲ⃝
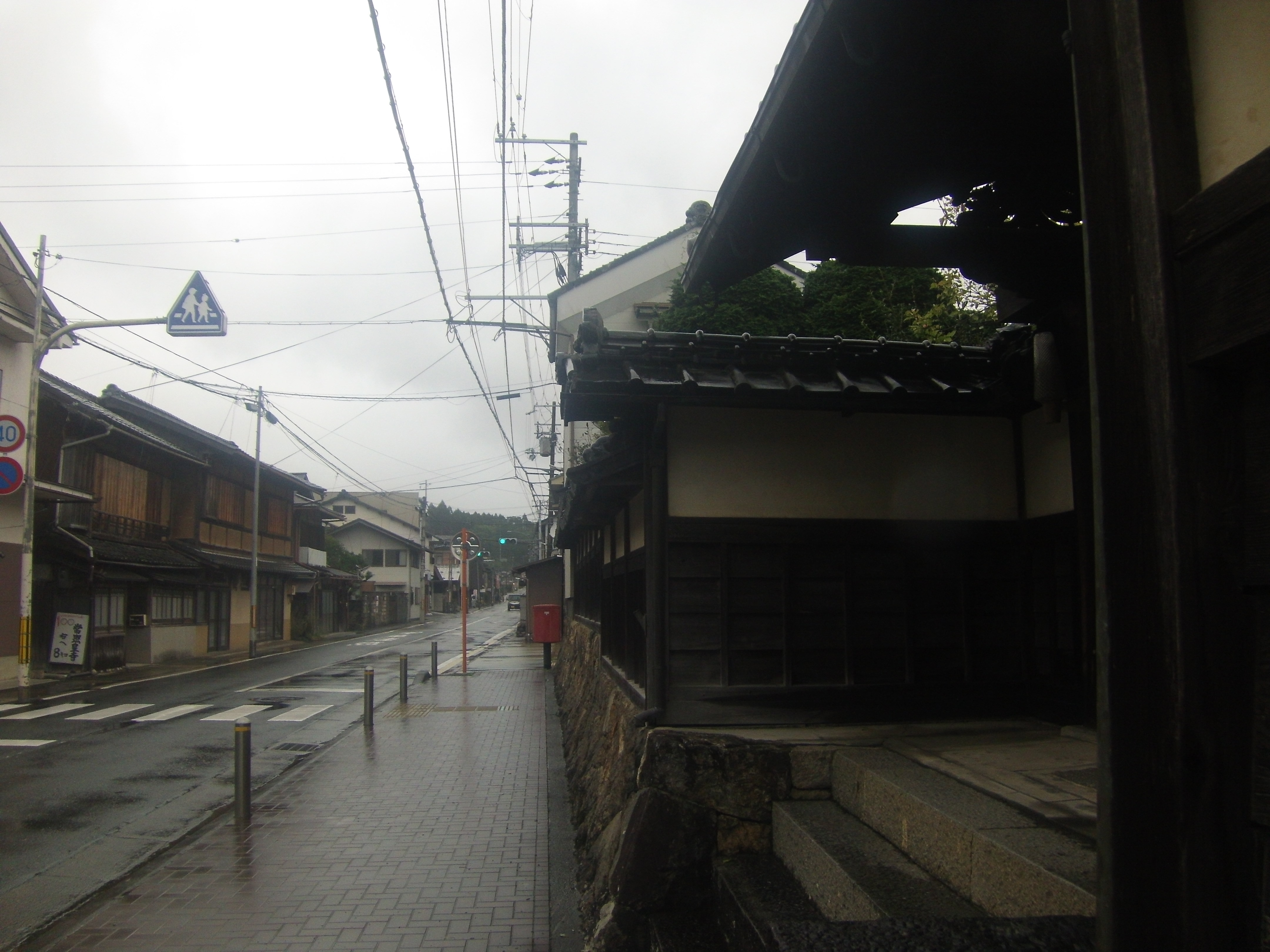
周山の宿場町景観：Ⅲ⃝
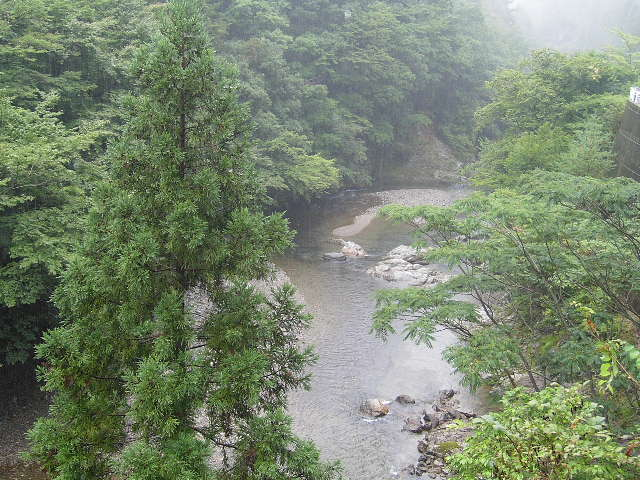
唐戸渓谷(由良川上流域)：普⃝
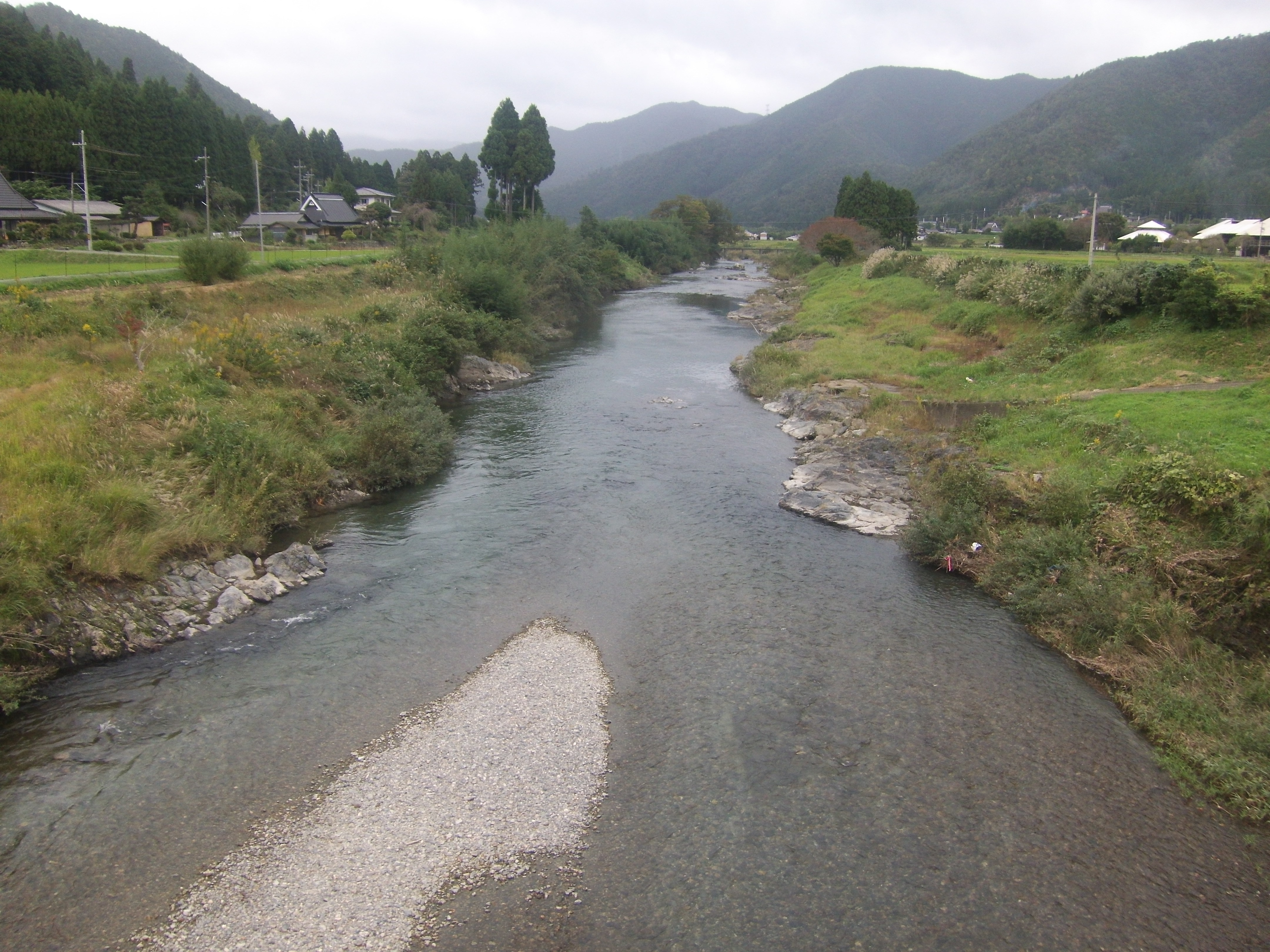
由良川：普⃝
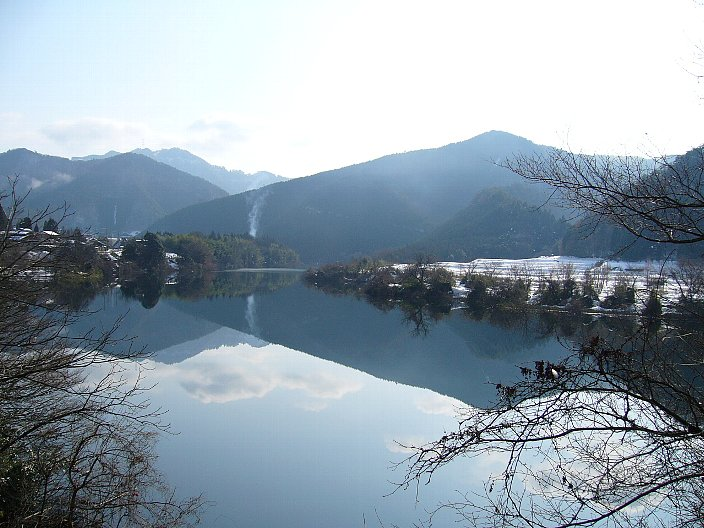
虹の湖(大野ダム)：普⃝
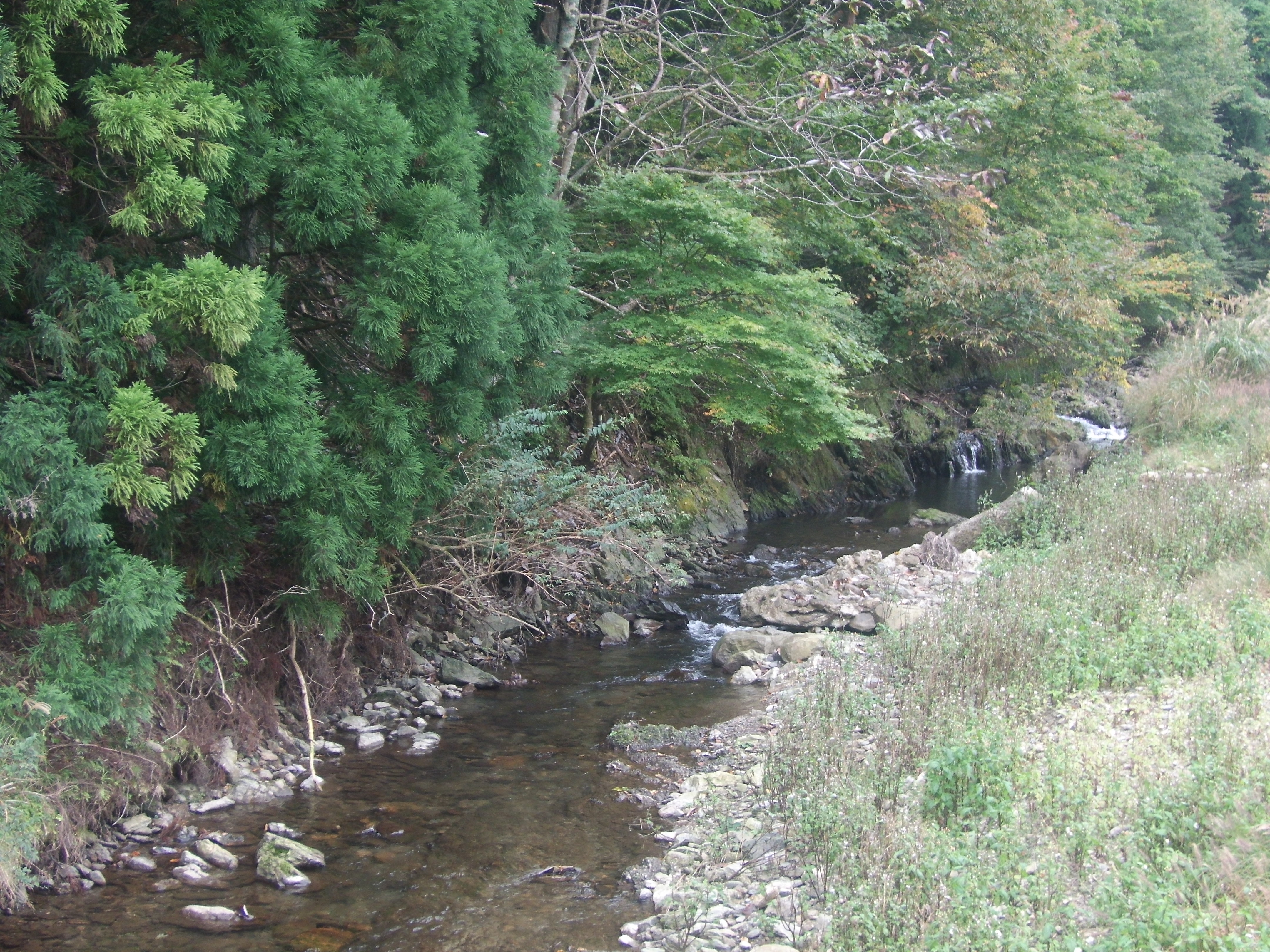
桂川源流域：普⃝
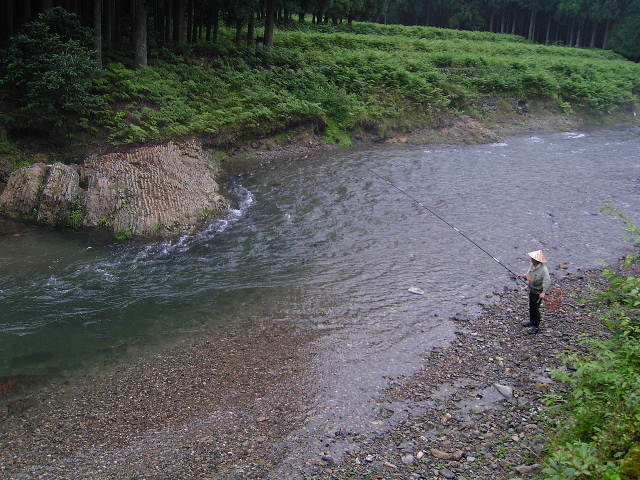
桂川上流域：普⃝
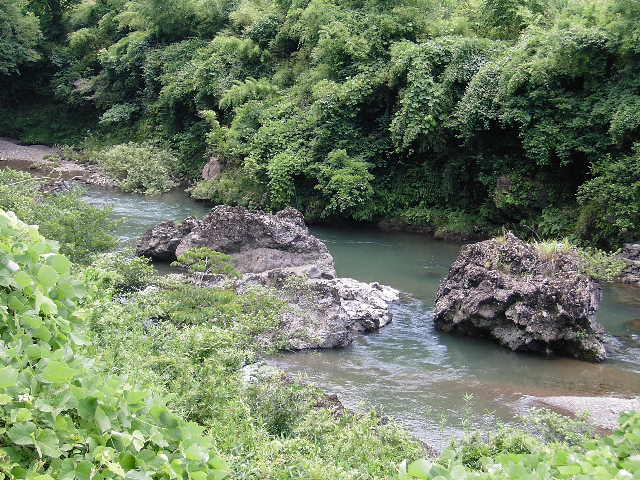
宇津峡(桂川中流域)：普⃝
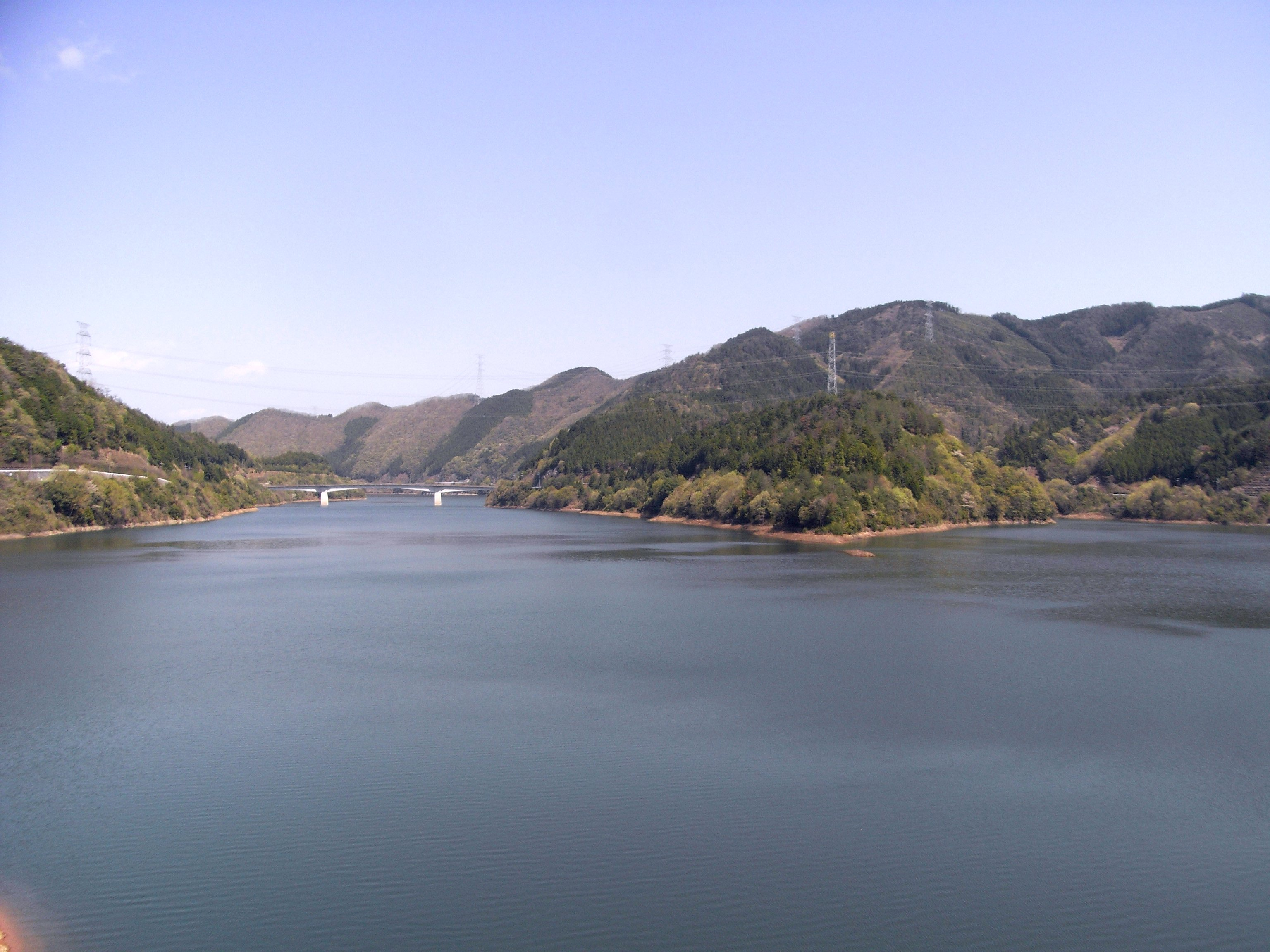
天若湖(日吉ダム)：普⃝
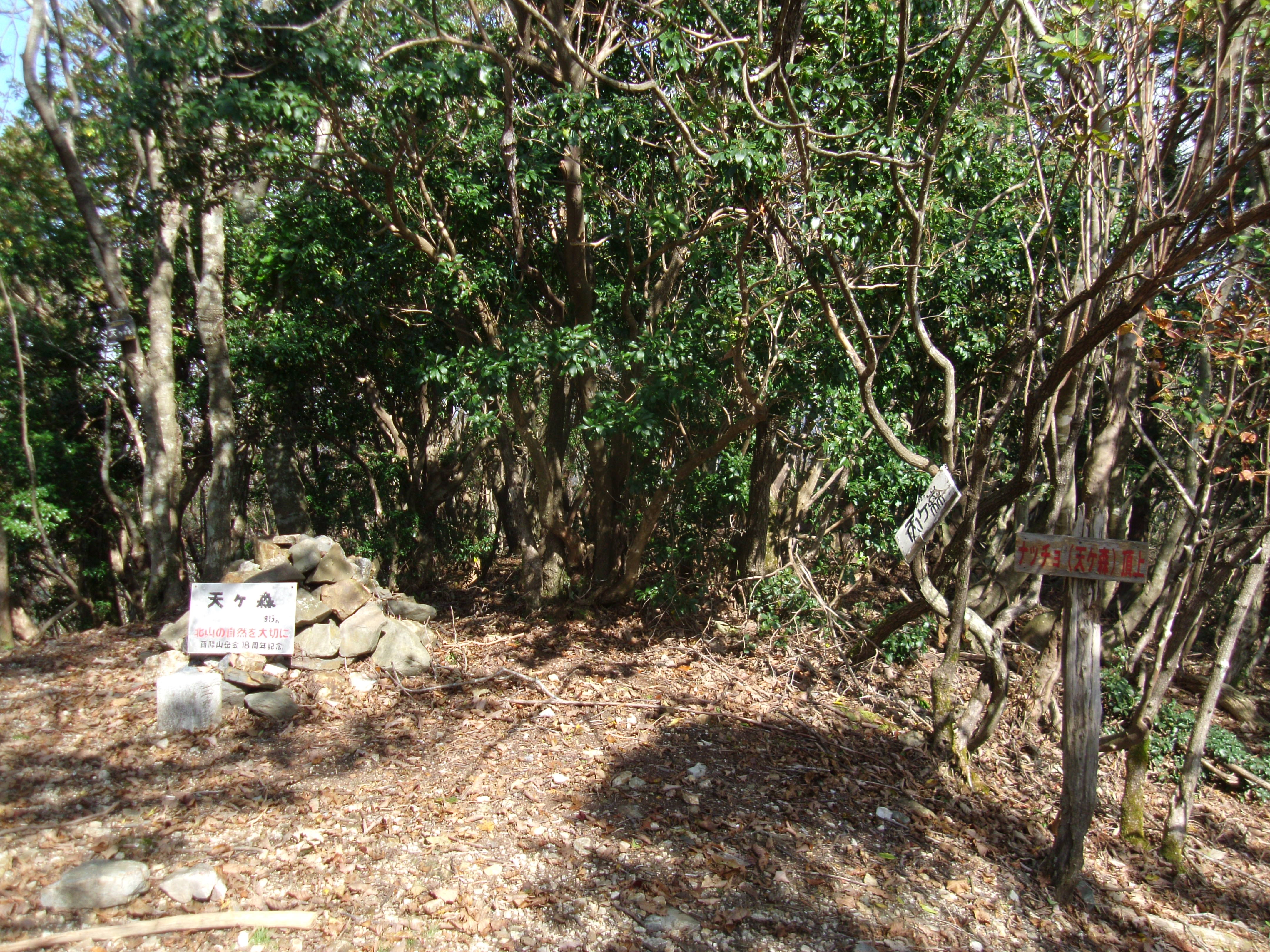
ナッチョ(天ヶ森)：普⃝
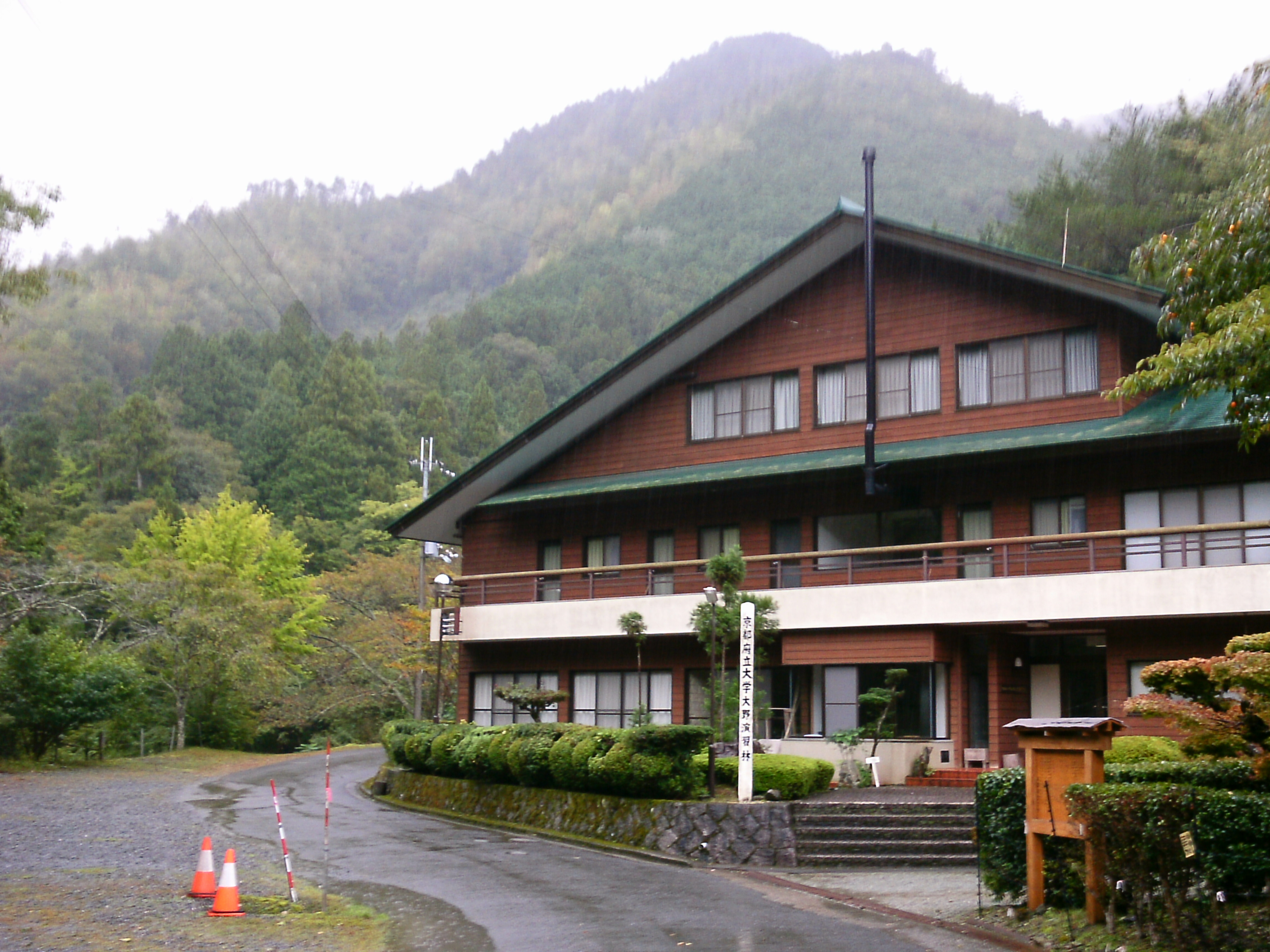
京都府立大学大野演習林：自⃝
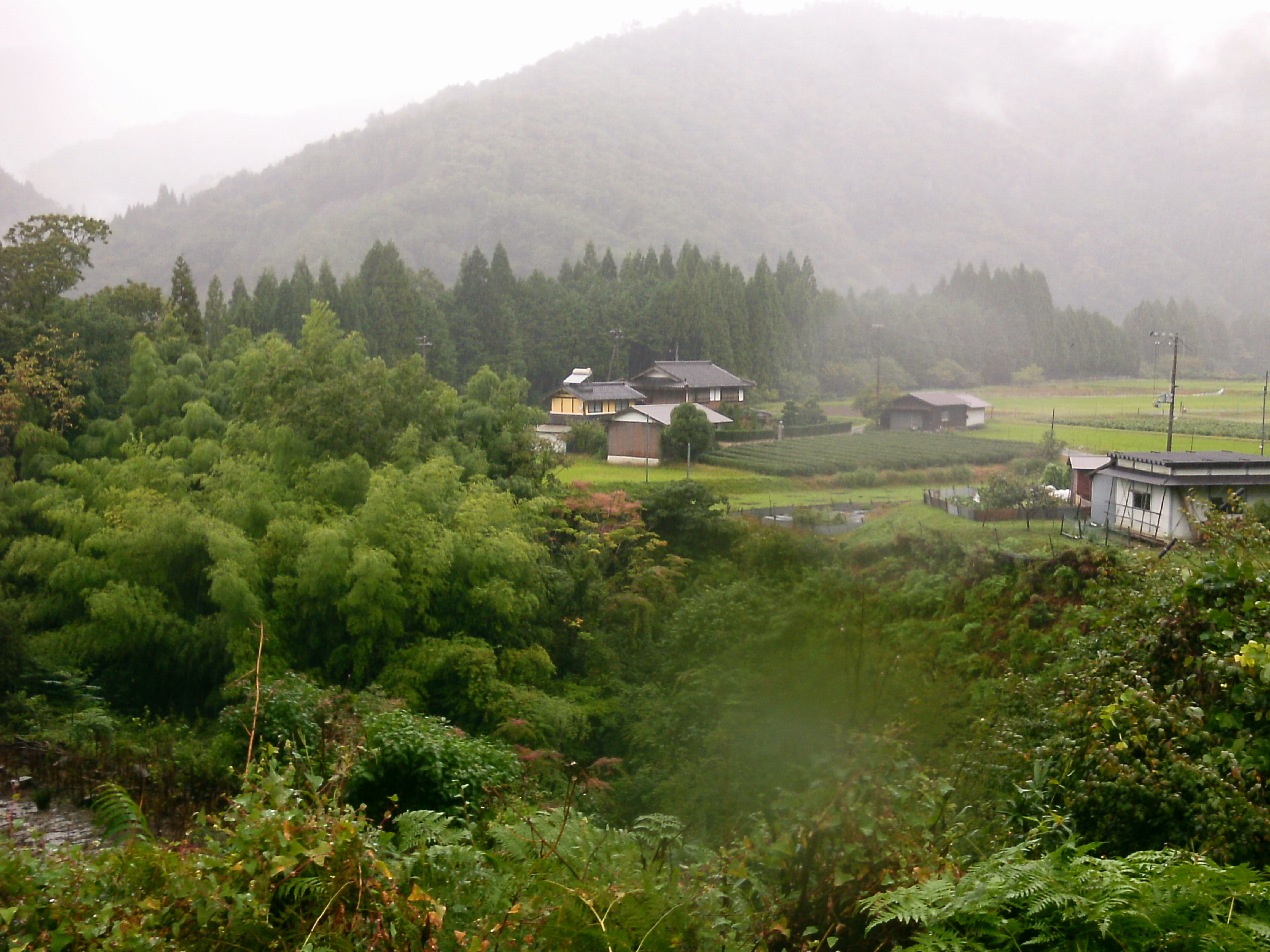
肘谷集落：自⃝
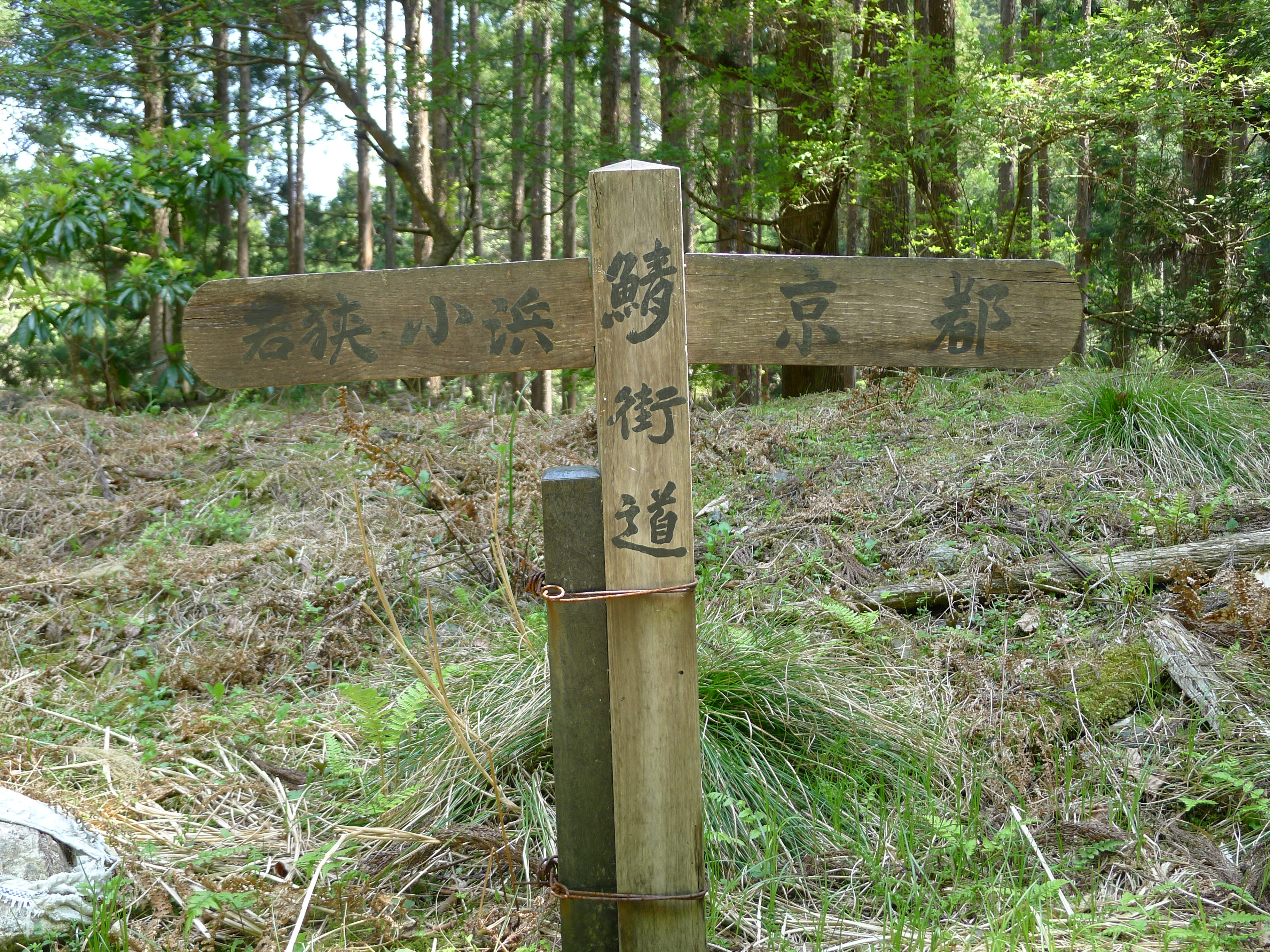
鯖街道 （鞍馬街道・久多）
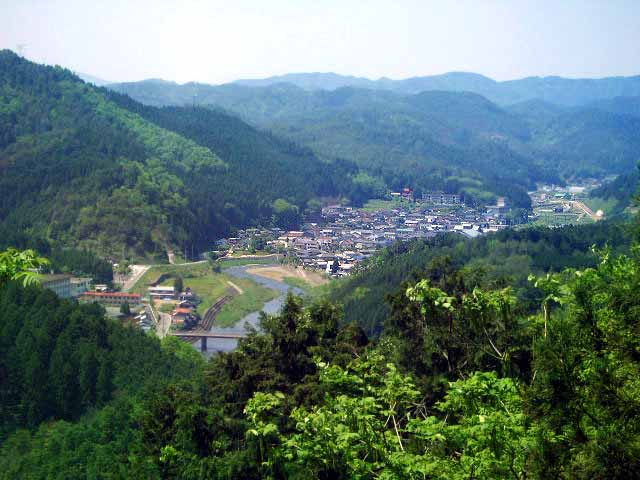
鯖街道 遠景 （小浜街道・京北）
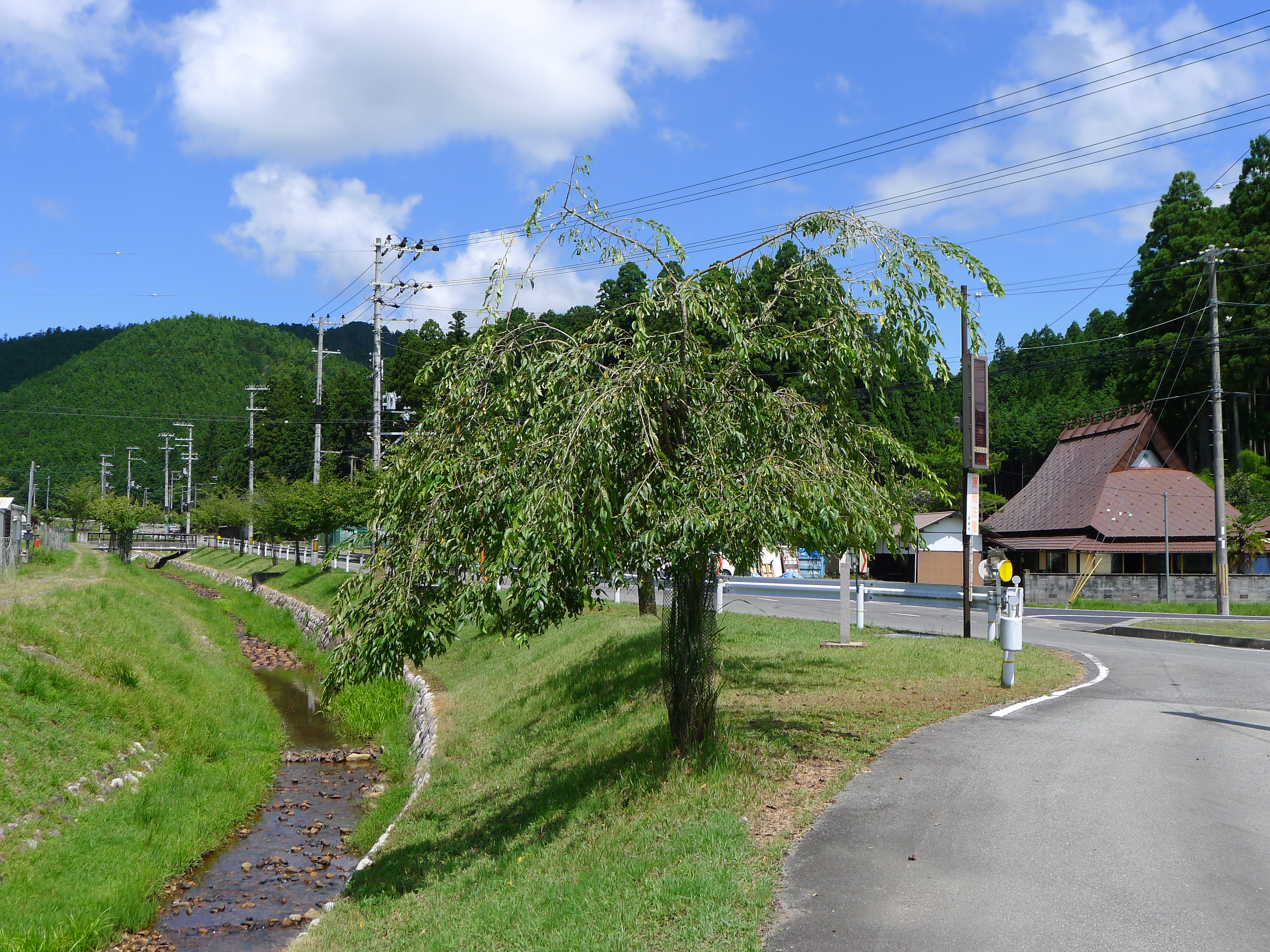
西の鯖街道 （府道366号線へ）

## 地形・地質
丹波高原は全体が3億年から1億5千万年前に海底で形成された海洋プレート層（海成層）である丹波層と、その上部に堆積した沖積層から成る丹波帯でできており、1500万年前頃の新第三紀中新世に起きた地殻変動で隆起し、火山噴出物（花崗岩）の被覆層がさらに堆積した。芦生の山奥ではこうした岩盤の露出が見られ、その上にアシウスギなどの植生が根付いた。また、丹波層内に含まれるマグマ由来の古い花崗岩や化石が入ったチャートの一部は隆起に伴い地表に現れ、花脊などで確認できる。丹波層は硬いため、由良川や桂川が蛇行し河川争奪する要因となり、由良川水系を日本海と太平洋へ分かつ分水界を作っている。
高原南面には45万年前の断層運動で木津川構造線が走り、1万年前に最終氷期が終わると構造線上の断層が河川となって開削したことで段丘面や盆地を生みだした。この時に取り残されたのが八丁平湿原である。構造線の南側は被覆層の花崗岩が砕け砂礫層となった領家帯で、その上に上流域から押し流されてきた植生由来の黒ボク土が氾濫原となったことで、有機質に富み水はけが良い農業を営むのに適した土壌となった。また、領家帯側では沖積層まで洗い流されたため、丹波層に含まれる石灰岩層が地表から浅い部分で到達する。桂川（保津峡流域）の乳緑色の水は溶けだした石灰岩成分にもよる。
丹波高原はアムールプレートの日本海東縁変動帯（中央日本マイクロプレート）の直上にあり、新潟-神戸歪集中帯に含まれ三方・花折断層が走ることから、文治地震・慶長伏見地震・寛文近江若狭地震など歴史上京都を襲ったいくつかの地震の震源であった可能性も示唆されており、盆地が形成され地表堆積層が薄い高原縁辺部の日吉や綾部では温泉が湧いている。
京都市における丹波高原縁辺部は標高100ｍ程から始まり、右京区京北で標高約240ｍ、左京区久多で標高約250ｍ、南丹市のかやぶきの里で標高約500ｍ、綾部市睦寄町(上林)で標高約220ｍの高地性平坦部（高原）に集落が形成されている（京都駅界隈の標高が約30ｍ、洛北の北山麓で80ｍ）。

## 地誌

### 地域史
広域区分では綾部市の上林川上流域と京丹波町および南丹市の由良川北岸側と源流域が中丹、由良川南岸と中流域までが南丹、京都市・桂川流域が京丹と呼ばれる。

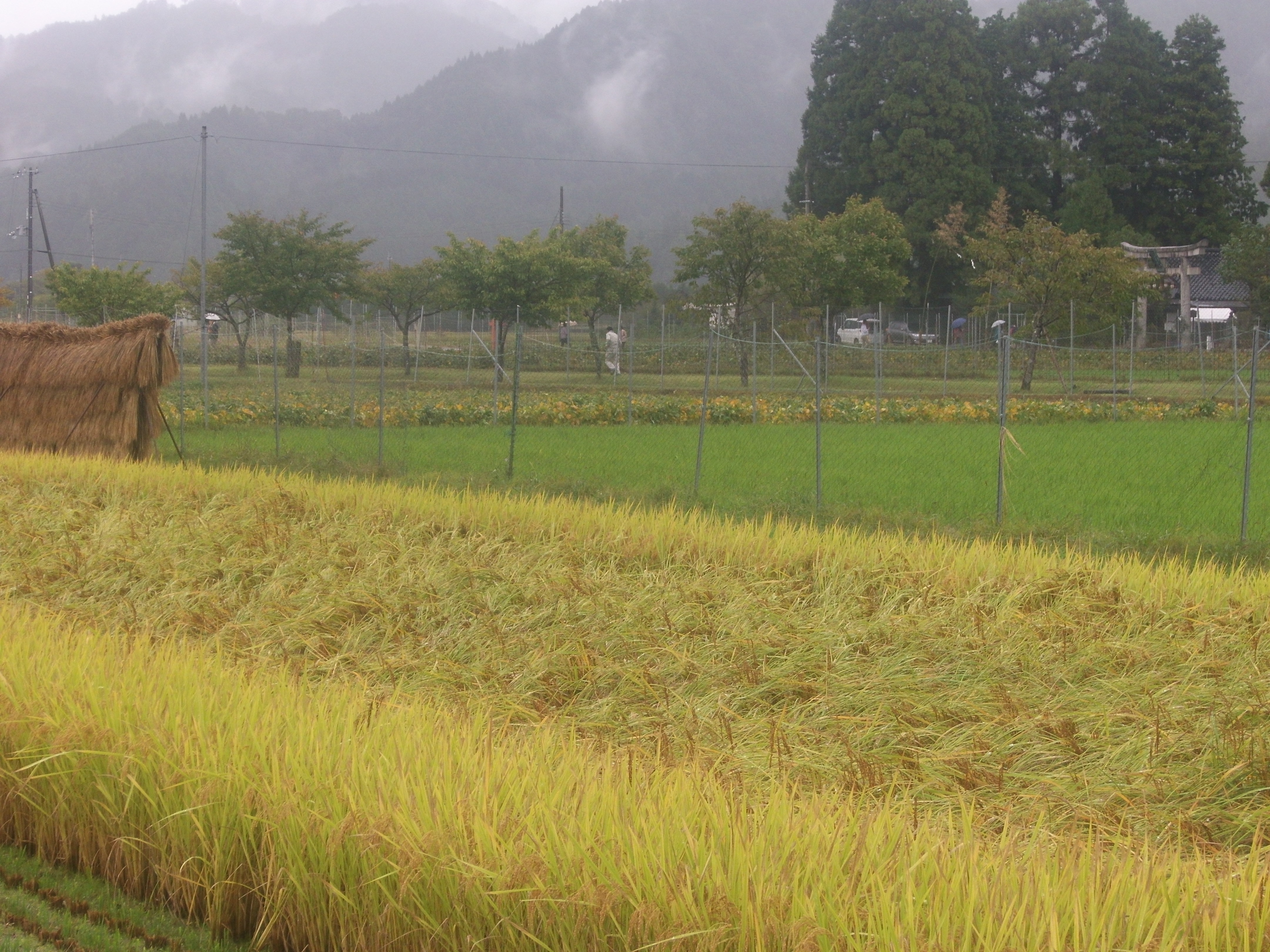
伝 貞享の主基田（京北鳥居町）

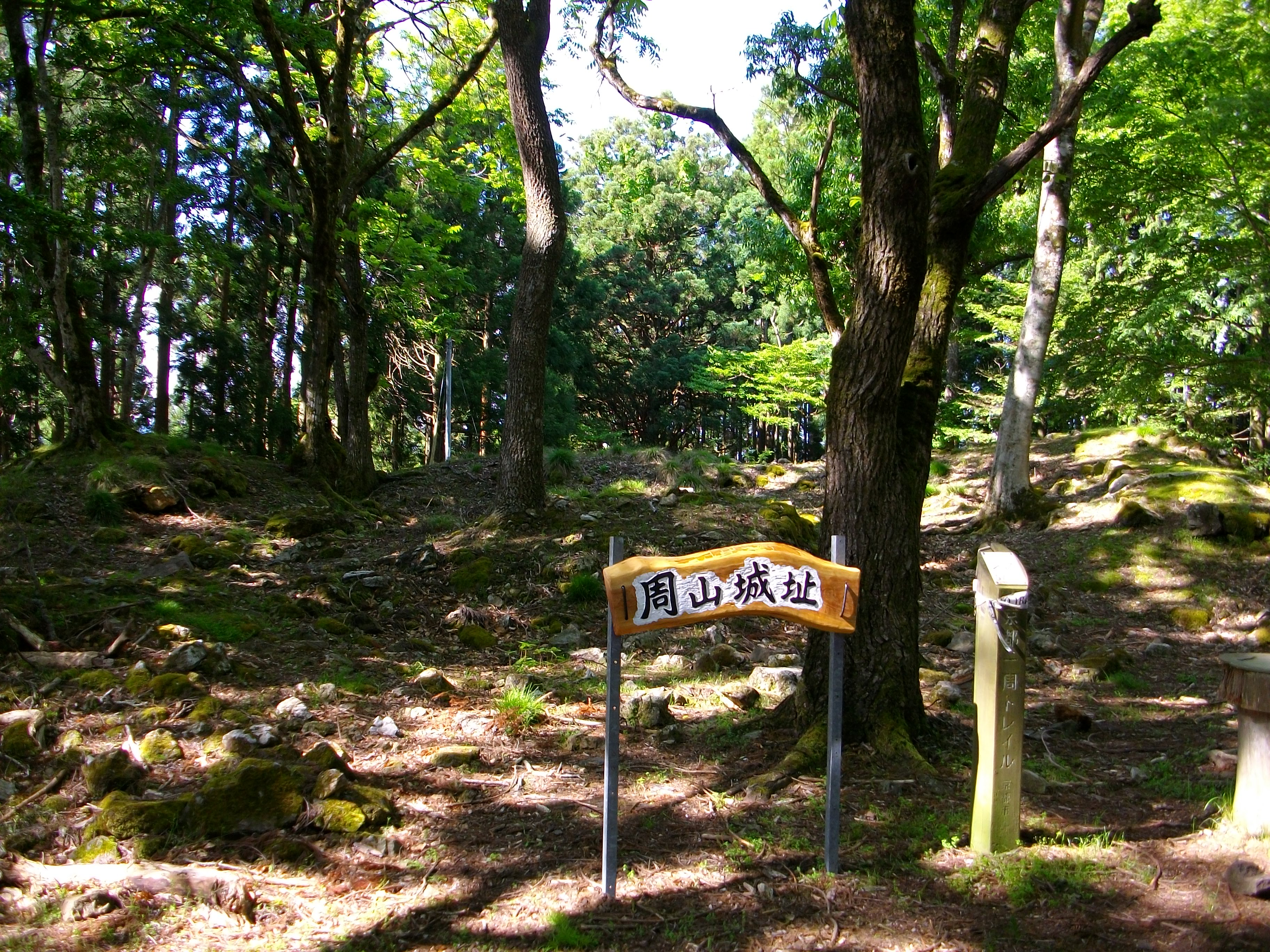
周山城跡 - 本丸跡

令制国の五畿七道では、中丹・南丹と京丹の桑田郡（京北・広河原）が山陰道の丹波国、その他の京丹が畿内の山城国に区分。但し、京丹北東部の久多は東山道の近江国に属していた。平安時代に編纂された『和名類聚抄』では、桑田郡内に山国郷や弓削郷といった現在の地名に引き継がれる郷名がみられる。特に山国郷は長岡京造営時に木材を供給したことから、平安京建都の際に杣としての山国荘（山国庄）となり、公田としても禁裏御料であった。また、中世においては惣村を形成する集落もあった。
江戸時代の幕藩体制では、中丹の何鹿郡が綾部藩・山家藩、南丹の西寄りが園部藩、南丹の東寄りと京丹が京都所司代（京都代官）所轄のもと公儀御料・公家領・旗本領・寺社領・豪商所有の山林・新田などが複雑に入り込み、桑田郡黒田村（広河原・灰屋・芹生）は篠山藩、久多は朽木藩領であった。この間、1645年（正保2年）に京丹北部の花脊村（大布施・八桝・別所）が山城国愛宕郡に編入され、久多が京都になったのは明治時代になってからのこと。また、明治初期には桑田郡が北桑田郡へと再編された。
2019年（令和元年）は天皇の御代替りに伴う一世一代限りの大嘗祭が11月14・15日に行われ、その儀式に用いられる奉納米を西日本から選定する主基田に南丹市八木町氷所の新東畑が選ばれたが、八木町氷所の北部は日吉ダムに接する国定公園域に属している。なお、長らく中断していた大嘗祭が江戸時代に東山天皇によって1687年（貞享4年）に復興した際、最初の主基田として選ばれたのが禁裏御料であった現在の右京区京北鳥居町であった。
右京区の周山町には、2020年のNHK大河ドラマ『麒麟がくる』の主人公・明智光秀が築いた周山城跡や光秀とされる木像が伝わる慈眼寺があり、国定公園の第3種特別地域に包括されている。

### 典籍書見

#### 古誌

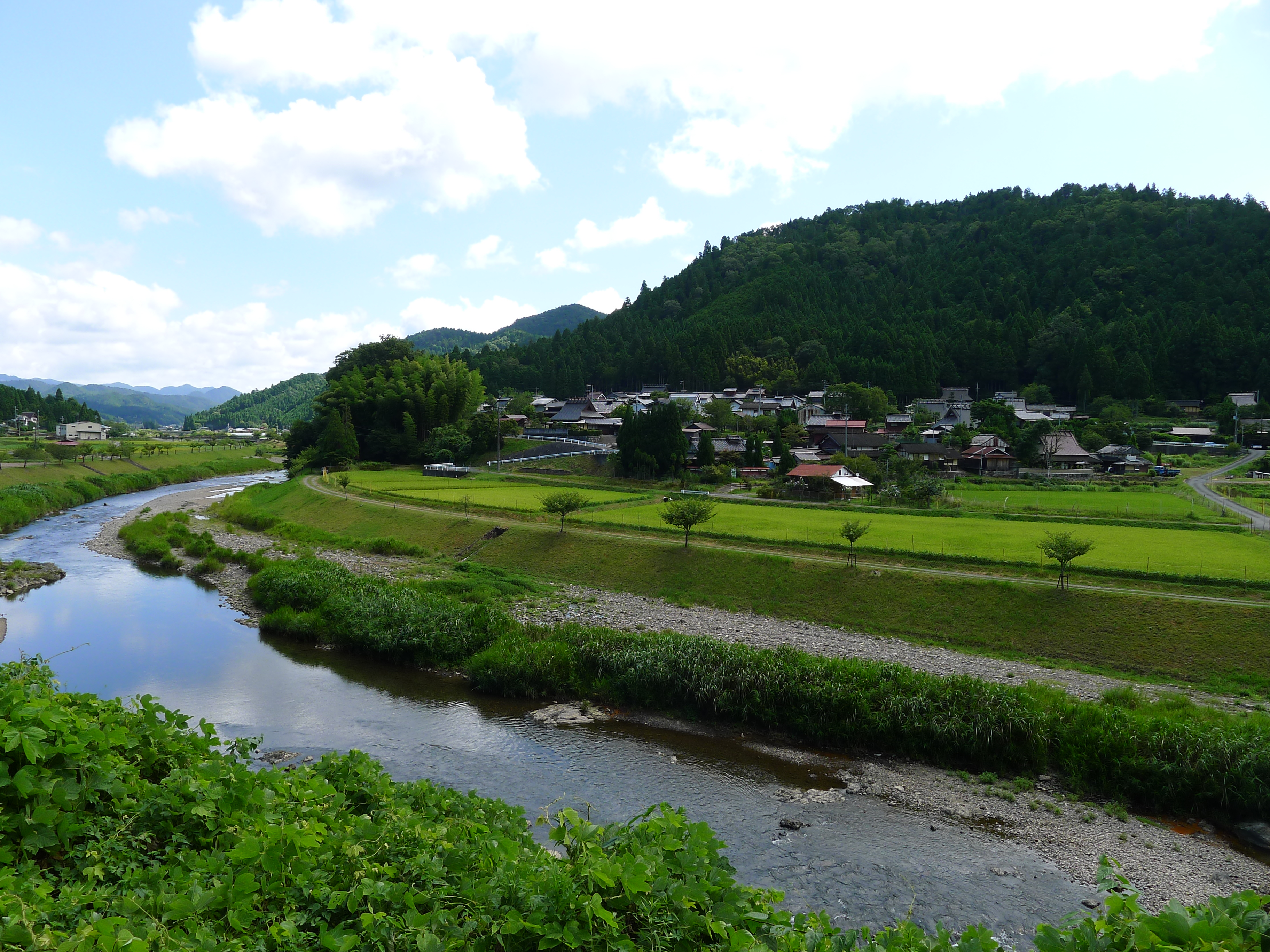
山国荘の杣林と水田の景観を伝える京北下町

『和名類聚抄』では丹波の旧称を「太邇波(たには)」と伝え、これは「田庭」に置き換えられる。奈良時代に百万町歩開墾計画などで米の収穫量向上のため、開墾を奨励しつつも灌漑の重要性から森林がもつ涵養力に着目し伐採を禁じたが、田庭の所以たる水田を支えたのが丹波高原であり、乱開発を免れた。平城京から出土した『長屋王家木簡』には「桑田郡山国里 泰長椋伊賀加太万呂二人六斗」と記されたものがあり、山国郷から米が届けられていたことが確認された。山国荘とその周辺の京北一帯については『黒田地区文書』と呼ばれる時代を跨ぐ古文書群の一括史料から往時の様子が窺い知れ、平安時代に貴族の荘園として開拓が進み、平氏の所領を経て、鎌倉幕府の御家人で畿内の守護となった大内氏により検地された。なお、花脊別所町には平家の落人伝承があり、小規模な棚田が形成された。
『続日本紀』には文武天皇4年（700年）に「二月戊子 令丹羽国献錫」の記載があり、丹波高原から錫を産出していたことが窺える。

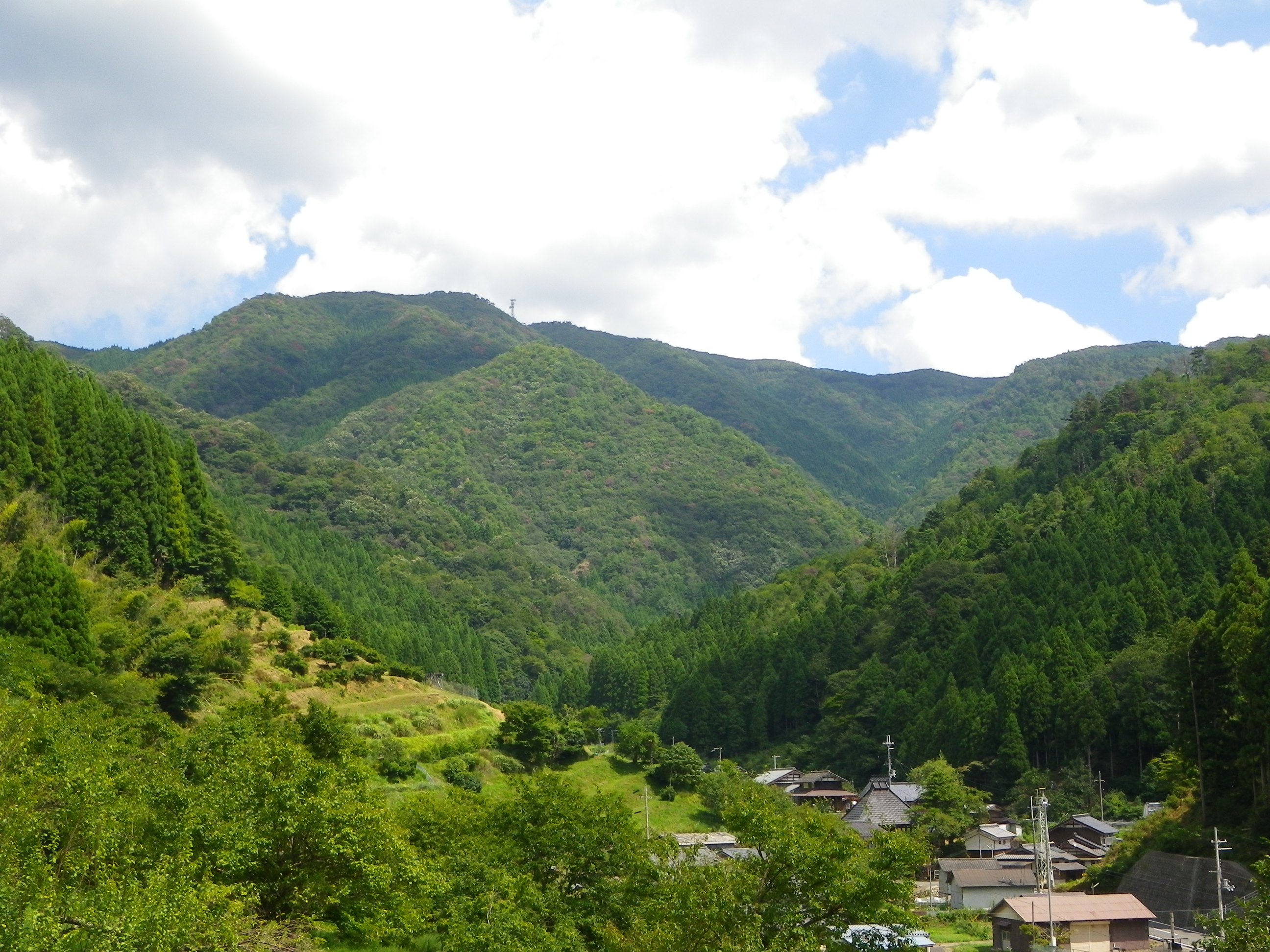
長老ヶ岳にかかる積乱雲の丹波太郎

戦国時代に書かれた『人国記』の丹波地方（南丹）の記述には「丹波は四方山々にて、皆名門の人家なり。寒雪も北国ほどはなけれども、もつとも烈し。山谷の内の民なれば偏屈に狭かるべきことなれども、儒弱なる所以はこの国山城に隣りて都近きが故に、上邦の風俗を見るに慣れて自気の精出で、本強の質を失へり。」とあり、京の都に近いことからその影響を受けていることを指摘する。修理職領であった山国荘は室町時代には代官人事により禁裏領となり、応仁の乱後は宇津氏が違乱を行うものの、織田信長が朝廷の直務支配を回復したことが『御湯殿上日記』に見られる。江戸時代になると『丹波志』『山城名勝志』『山州名跡志』『丹哥府志』『峰山明細記』など多くの地誌が編纂され、自然環境に根差した文化がつぶさに書き伝えられており、上田秋成は『胆大小心録』で旧暦六月に丹波高原に湧き出る「丹波太郎」という積乱雲に触れているが、この雲がもたらす雨こそが丹波高原の生態系を形成する要因となっている。
一方で中丹側は山陰道に属していたことから出雲国系の文化の影響も示唆される。『丹波志』では丹波国は出雲の神によって拓かれたとし、一宮は亀岡市に鎮座する出雲大神宮になる。『日本書紀』では丹波を平定すべくヤマト王権から丹波道主命が派遣されたことになっており、『釈日本紀』に収録された『丹波国風土記』逸文ではこの時に桑と蚕が持ち込まれたとされ、丹波高原の気候が桑栽培に適していたこともあり旧桑田郡の地名が示すように養蚕が広まった。史実としては綾部は渡来人の漢氏に由来する養蚕が行われ、『延喜式』に記されている丹波国の租庸調には絹があり実際に養蚕が行われていたことが確認できる。

#### 新誌
柳田國男は『丹波志』の記述を引用し、由良川流域に「島」が付く地名が多いことに触れ、「シマ」が一定の領域や集落を指していた古い時代の名残とその独立性を示している地域であるとしている（1951年（昭和26年）「島の人生」）。
1971年（昭和46年）に新潮社から刊行された白洲正子の『かくれ里』中、「山国の火祭」で花脊（八桝）と広河原（下之町）に伝わる松上げ火祭りが峰定寺界隈の自然と密接な関係にあることを示唆している。
1972年に発表された司馬遼太郎の『街道をゆく』「洛北諸道」では、花脊・峰定寺・山国神社・周山などを訪ね、一帯が山伏・修験者の世界であるとしている。
田中淳夫の『森と日本人の1500年』（平凡社）では、山国荘の杣が日本の木造建築の原点であり、世界最古の林業の地と説いている。
田嶋謙三の『森林の復活』（朝日新聞社）によると北山杉林業は丹波高原に自生するツツジの枝を杉の幹に巻き付けシボ加工を施す伝統技法があり、人工林の維持に地域資源としての天然資源を利用してきたことに触れている。

### 民俗誌

#### 信仰・祭礼

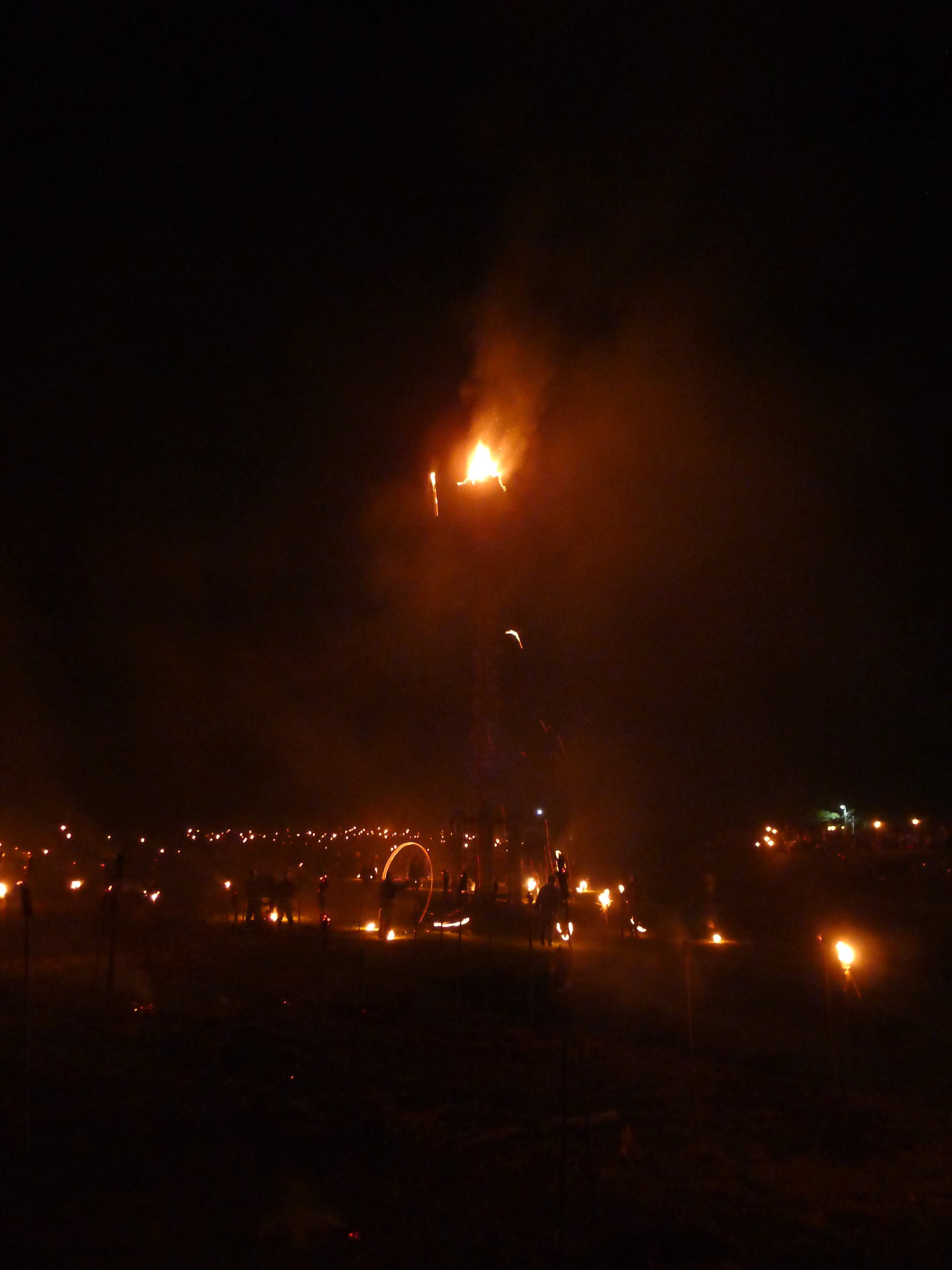
広河原の松上げ

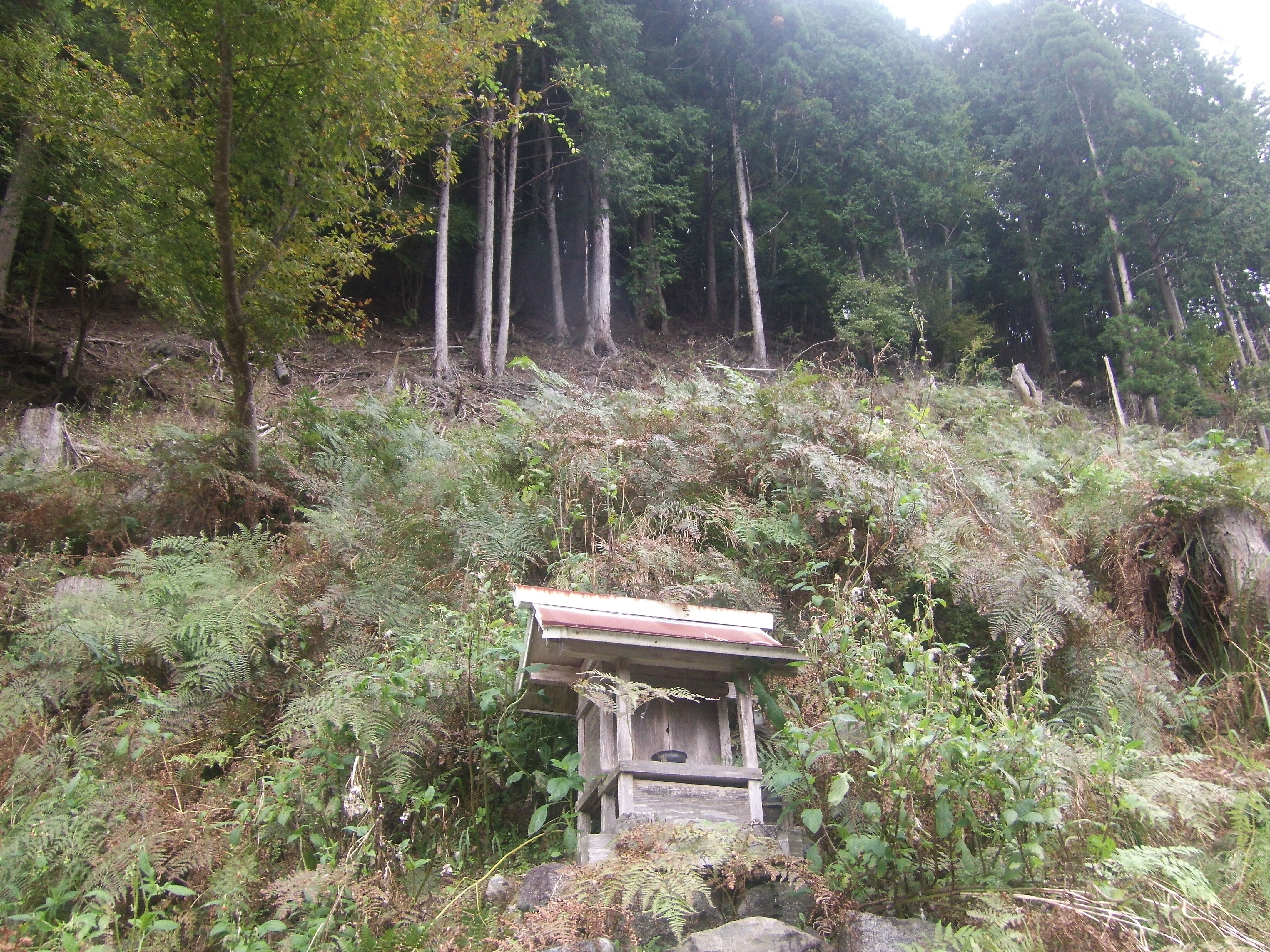
営林地に祀られる大山祇神

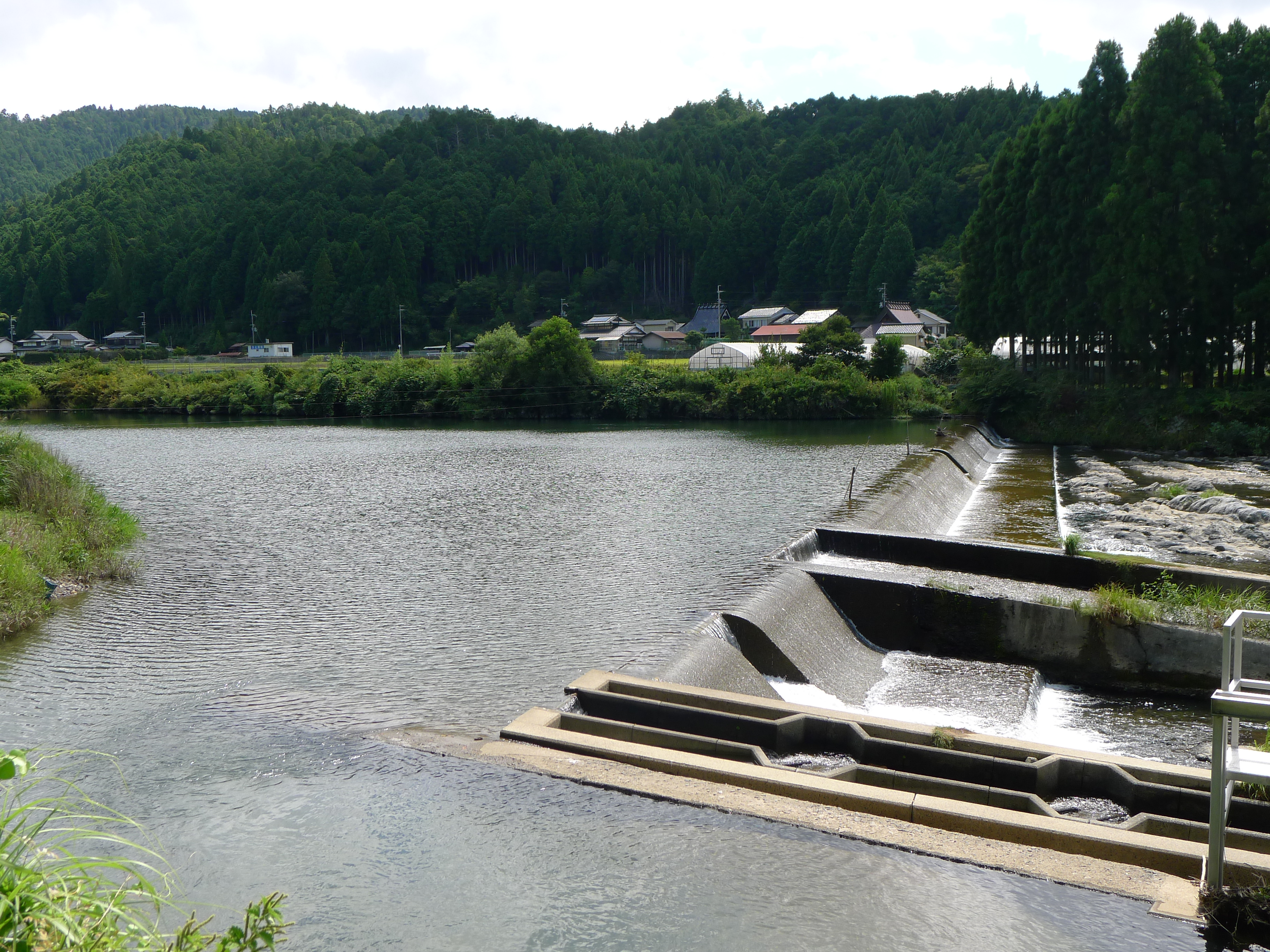
桂川に設けられた用水頭首工（京北）

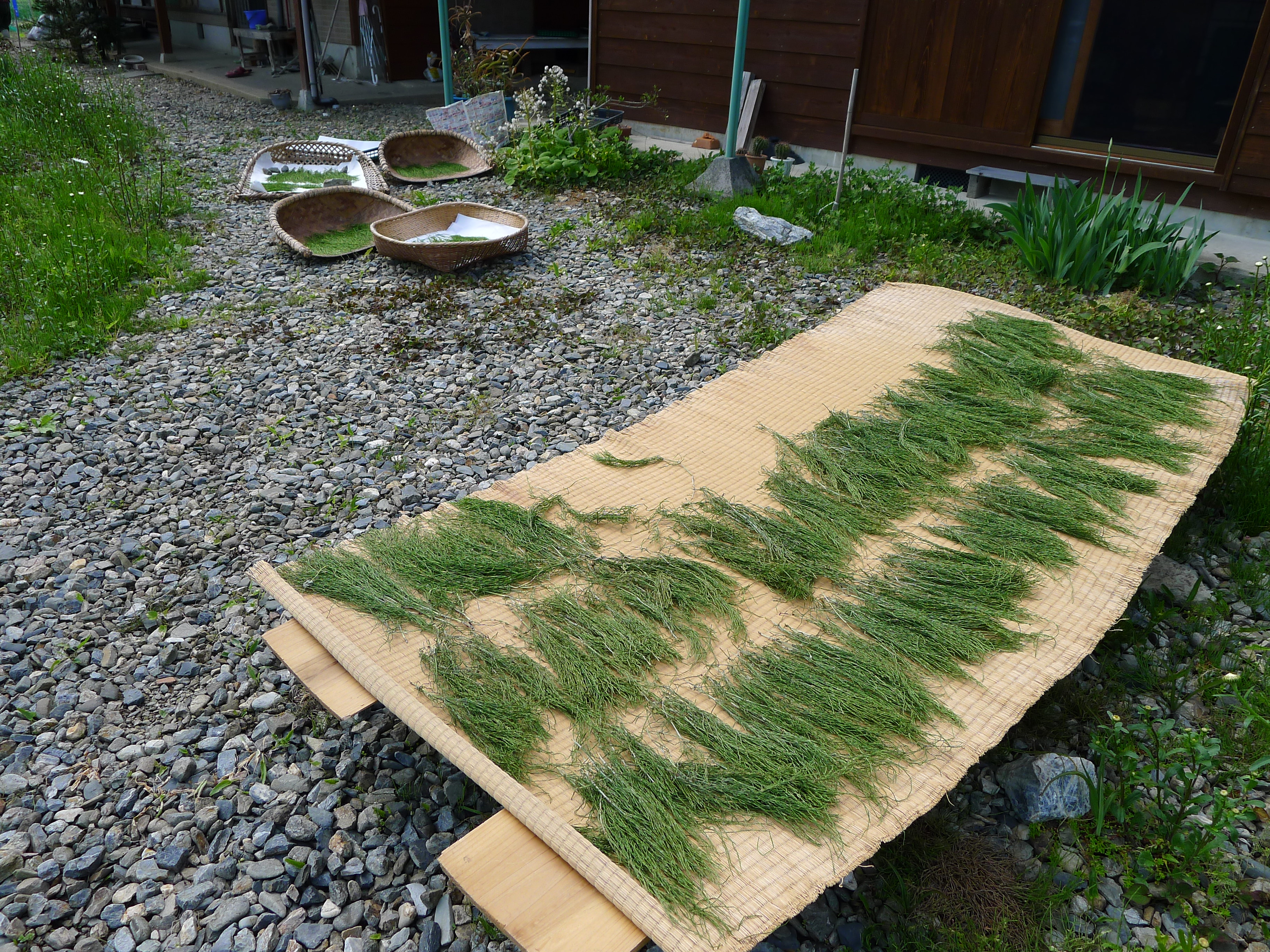
美山でのスギナ干し

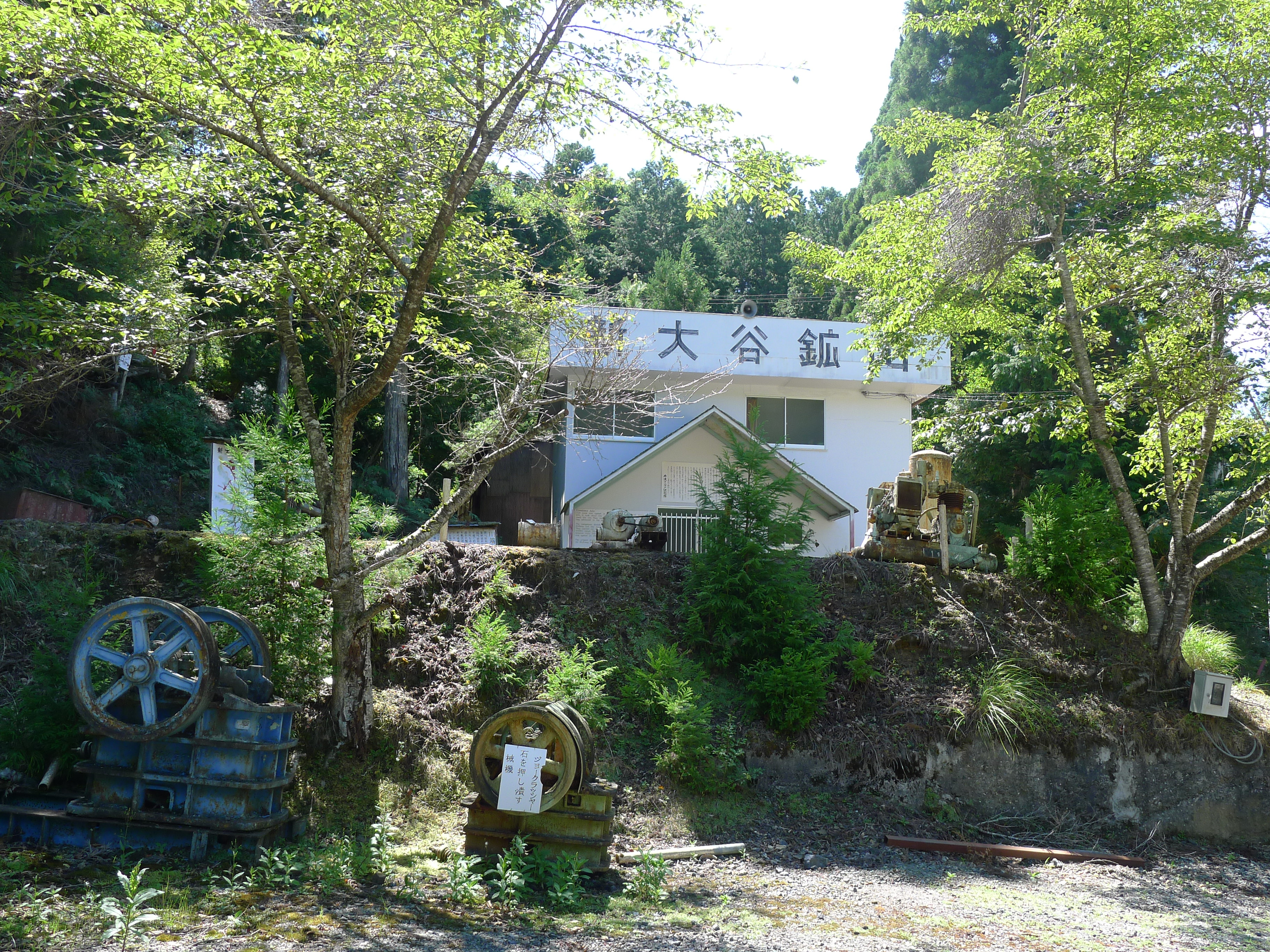
丹波マンガン鉱山

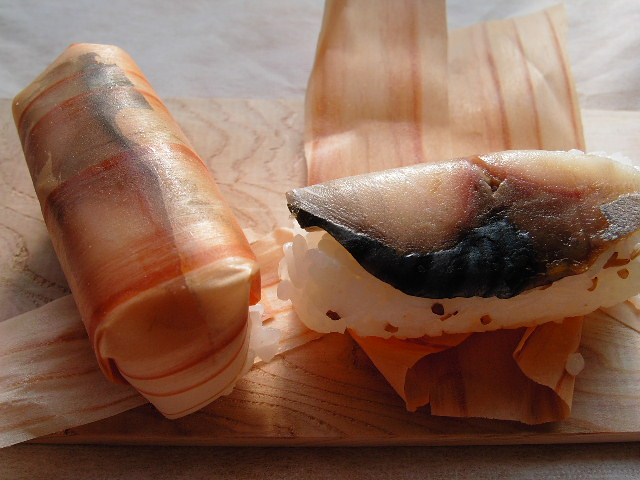
北山杉の経木で包んだ鯖寿司（道の駅ウッディー京北にて）

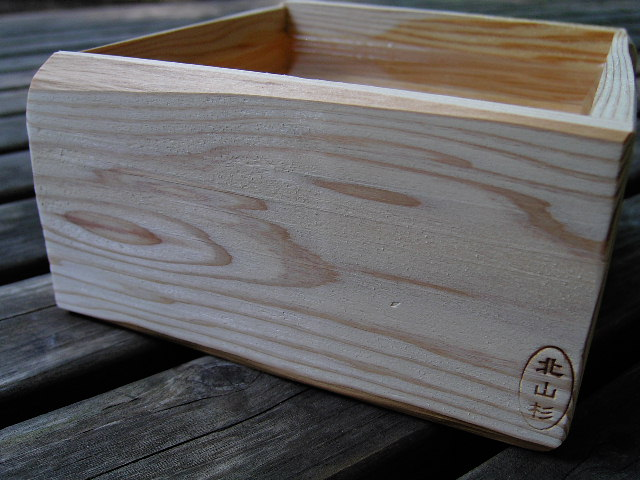
北山杉の枡に注がれた地酒（道の駅ウッディー京北にて）

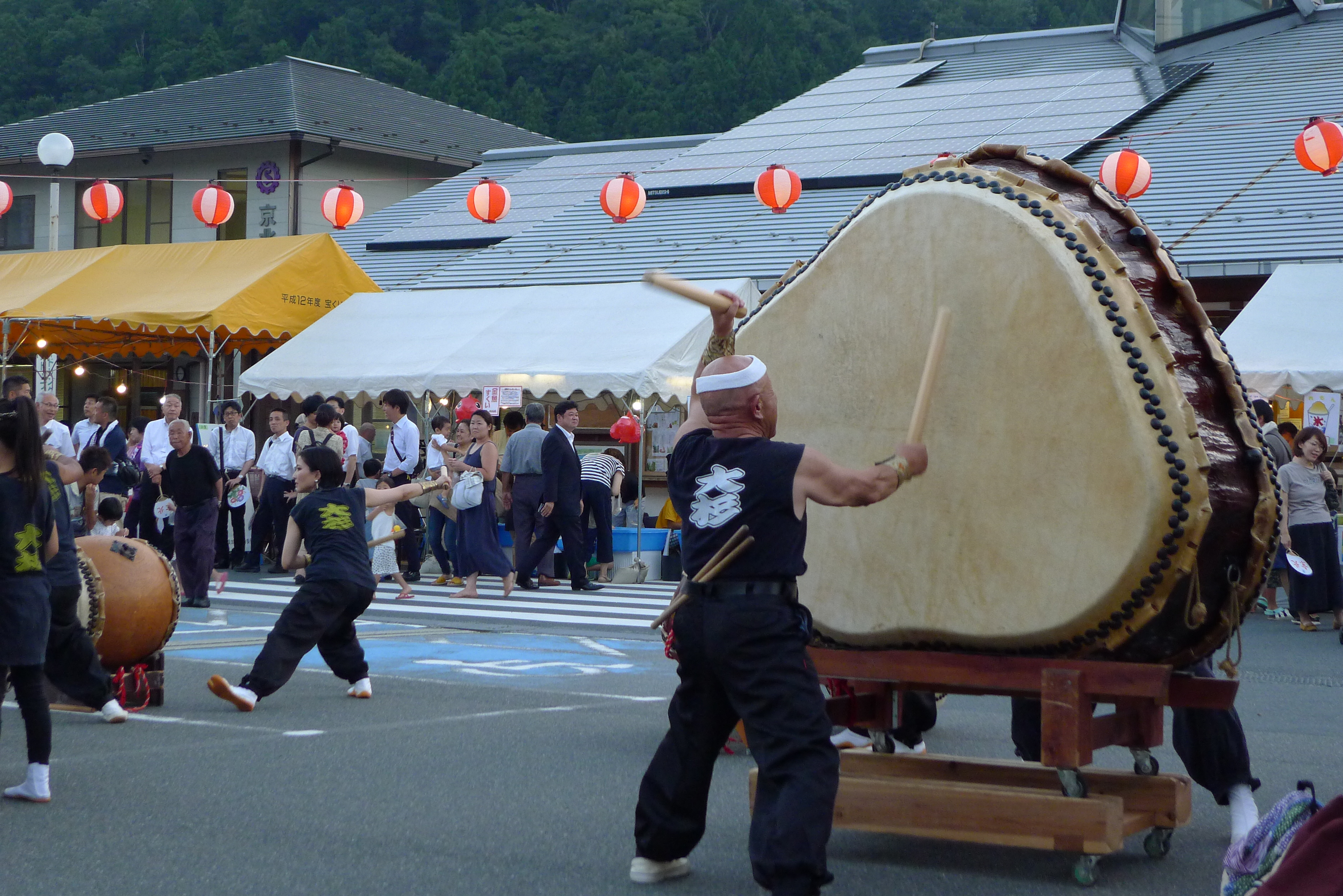
大杉太鼓（京北夏まつりにて）

京都では鞍馬の火祭が知られるが、国定公園内では左京区の久多・花脊・広河原、右京区の小塩、南丹市美山一帯で「松上げ」の名称で火祭りが行われている。鞍馬の火祭は松明を持って練り歩くものだが、松上げは高さ約20ｍの「燈籠木」という柱（大松明）の上に据えられた「笠（傘）」と呼ばれる受籠に、火のついた「放り上げ松」という紐付きの小松明を放り投げ着火させるもので、最後は燈籠木を倒す。山間部ならではの山火事を警戒し、火伏（防火）に霊験高い愛宕神社を崇拝する愛宕信仰に由来するが、お盆（地蔵盆）の時期に行われ神仏習合の要素がある。神職による神事等はなく、村人の手のみで催される。
林業においても営林地の門扉に愛宕神社の「火迺要慎」と書かれたお札が貼られていたり、山の神であるオオヤマツミを祀る習慣が現在でもみられ山肌には大山祇神社を勧進する祠が点在し、火伏祈願の火焼け地蔵を祀る光景も見られる。
また、大原では切り出した木材を川流しで運搬したことから、河童由来のしこぶち神を祀る思古淵神社が点在する。

#### 家屋
京都丹波高原国定公園では美山の茅葺き集落が重要な構成要素となっているが、国定公園指定地内の民家は地域・集落毎に多様な建築様式を見ることができる。基本構造は切妻造で、以前は茅葺きが主流であったが、現在では屋根の傾斜などはそのままにトタン葺きが大半を占める。久多・花脊・広河原では典型的な平入様式であるのに対し、右京区で国定公園境界に跨る嵯峨越畑地区では摂丹型と呼ばれる構造になるが、綾部市上林・古屋では北摂地方（現大阪府能勢町）に起源があるとされる能勢型となる。また、国定公園に接する北区の北山界隈では北山型という独自の形式となる。
なお、美山町樫原にはこれらの家屋様式の原形とされ、現存する日本最古の農家家屋として重要文化財指定の石田家住宅がある。
これらの家屋に共通するのは北山杉を地産地消している点で、屋根材の茅（チガヤ）も桂川や由良川の河川敷に自生する環境財を利用している。
また、家屋の壁や庇、外塀をベンガラによって赤く塗った光景が見られ（上掲指定地画像内の画像「芹生の里」参照）、これには魔除けの意味があり、下記地場産業の節で触れるが、土壁材の黄土ともどもベンガラは地元産である。
一方、綾部では妻側の妻飾りに防火の意味を込めた「水」の文字を掲げる風習がある。

#### 水・灌漑
ブナが生育する丹波高原は落ち葉が堆積した腐葉土に雨水が浸透し、石灰岩や花崗岩の地層・地盤に濾過されることで養分やミネラルを豊富に含んだ名水が湧き流れ出て、桂川や由良川へと注ぎ込む。右京区の桂川水系灰屋川支流が流れる武路谷が「武地谷水源の森」として水源の森百選に選ばれており、綾部市でも由良川水系に面した地域を「水源の里」として条例により保護と活用を両立している。
山国荘では古くから耕作のため桂川から用水路を引き込み、特に比賀江・中江・塔・辻・鳥居・下の六集落のために六ヶ井堰が設けられた。これをさらに細分岐して各戸に引き込み、滋賀県高島市の針江・霜降にみられる「川端(かばた)」と呼ばれる水場に似た「いとや」を構築した。

#### 地場産業
国定公園域における主要産業は林業になるが、材木以外に箸や杓子といった木工製品、そして炭にも加工されていた。
その他の産物として京都市の伝統産業74品目に含まれる和蝋燭の原料となるハゼノキ（櫨）の栽培がある。京都では寺院での灯明の需要があり、室町時代頃より丹波高原に自生するヤマハゼが利用されるようになり、江戸時代以降は琉球から伝来した品種を用いるようになった。櫨は温暖な気候を好む植物で、南丹側は冬に雪が多いながらも瀬戸内海式気候のため丹波高原山裾里山の植生移行帯で栽培されてきた。木蝋以前に蜜蝋を製作していた時代には養蜂が丹波高原で行われていたことなども地誌に記されている。また、都での行灯の需要から、菜種油を作るためアブラナの栽培も行われていた。この菜の花は養蜂における蜜源になり、油は火祭りにも用いられるなど文化循環がみられる。
江戸時代、綾部藩に招聘された佐藤信淵は丹波高原の温暖湿潤気候を活かしチャノキ（綾部茶）の栽培など勧農を推進し、伝統的な養蚕も奨励させたことで綾部は近代以降も繊維産業が受け継がれてきた。この他、綾部では和紙（黒谷和紙）の原料となる楮、南丹ではヨモギ等の薬草、京丹では祇園祭で頒布される厄除けの護符である粽用の笹（チマキザサ）など、丹波高原から享受される生態系サービスによる遺産の資源利用があり、持続可能な循環型社会が構築されてきた。
地質的な恵みとしては石灰岩が産出できることで白壁などの漆喰需要を賄い、右京区京北細野町で採掘される鳴滝砥石は丹波層に含まれるP-T境界付近の層位から産出する。1889年（明治22年）～1983年（昭和58年）まで日本一の掘削量を誇るマンガン採掘も行われていたほか、京丹波の和知町ではタングステンを採掘する鐘打鉱山や和知鉱山もあった。そもそも丹波の字を当てたのは、平安京を彩った朱塗りの原料である丹（辰砂・ベンガラ）の供給地の一つとしての「丹場」であったとする説もある。また、京都では伏見の稲荷山産が有名な日本家屋の土壁に用いられる黄土が左京区の芹生谷でも採取できる。

#### 食
国定公園域の里山では、食糧の一部を山に求める狩猟採集が行われてきた。山菜はその典型であり、マツタケは丹波の地名を冠した地域ブランドとして確立している。丹波黒豆や丹波栗は現在では篠山市（2019年5月1日より丹波篠山市）などの平野部での栽培が主流となったが、本来は丹波高原に自生していたものが原種である。自然の恵みを活かした伝統的な郷土料理も伝わり、綾部ではトチノキが多く栃餅やおかきなど栃の実を活かした食品が多い。
稲作が困難な山間部ではソバや大豆も栽培され、大豆は味噌などの調味料や納豆にも加工され、京北一帯では常照皇寺発祥の山国納豆とそれを練り込んだ納豆餅が食されてきた。
現在、京都市としての右京区・左京区域では伝統的な京野菜が栽培されており、南丹市や京丹波町ではブランド京野菜の栽培が盛んに行われている。
桂川の鮎や、鯖街道が通過することで鯖寿司やへしこ・西京味噌の西京漬け・醤油煮付けをほぐしたおぼろを用いたばら寿司など鯖料理も多く、バルク・エキメキを模したサンドイッチを提供する店も現れている。近年ではジビエとして注目される獣肉も古くから食されてきた。鮎料理の必需品である蓼酢の原材料となるヤナギタデも丹波高原に自生する。
京都で日本酒といえば伏見が有名だが、伏見の酒は仕込水こそご当地の地下水であるものの、米は伏見港に運ばれてきた他地域のもので、醸造後に再び各地へと送り出されたことから、伏見の酒は地酒とはされない。それでも近年では京都の奨励品種である祝米を用いるようになったが、その祝米の産地の多くが国定公園内にあり、京北では北山杉による樽で仕込んだり、南丹市美山では丹波杜氏による伝統的な酒造りが行われている。もちろん杉玉も北山杉製である。

#### 舟運
桂川では切り出した木材を筏に組んで運搬する水運が平安京造成時から行われ、角倉了以によって河川改修が行われた後は、前述の産物を京の都まで供給するための舟運が盛んとなった。広河原は最上流の集積地として賑わい、川湊が設けられ河岸となった嵯峨にちなみ、丹波材は嵯峨丸太とも呼ばれた。筏下りは農閑期の秋～翌春にかけて行われた。
舟運に関わる者が水神で航海安全を祈願する金毘羅権現を勧進したことから、通常海運関係者に祀られ海辺に多い金毘羅山・金毘羅神社が内陸の桂川流域に点在する。
1951年（昭和26年）に世木ダムが完成したことで水路が遮断され、同時期に道路の拡幅や舗装化とモータリゼーションが普及したことで舟運は途絶えたが、近年になり伝統技術の継承と観光資源として筏下りを復活させる試みが始まった。

#### 文芸・芸能
貴船の先、灰谷川沿いの「芹生の里」（右京区京北芹生町）は人形浄瑠璃や歌舞伎の『菅原伝授手習鑑』（四段目の寺子屋）で菅原道真の遺児が隠れ棲んだ舞台にされた。また、田中澄江の小説で、NHKのドラマにもなった『花ぐるま』（1974年・講談社） の舞台でもある。
浄瑠璃の節回しを旋律にして動きも取り入れた「浄瑠璃くずし丹波音頭（踊り）」が江戸時代に成立し、京北を中心に南丹・中丹へ広まり、現在でも盆踊りとして親しまれているほか、京丹波町の和知や福井県の名田庄では「文七踊り」として継承されている。また、盆踊りの際には伏状台杉大木の幹を輪切りにし芯を刳り貫いて作った和太鼓の大杉太鼓が欠かせない。不整形・不均等で厚み（幅・奥行）がない独特の形状から繰り出される音色は、叩く位置によって音階や残響が異なる不思議な和音を奏でる。
- 国定公園内におけるその他の景観

"国定公園内におけるその他の景観
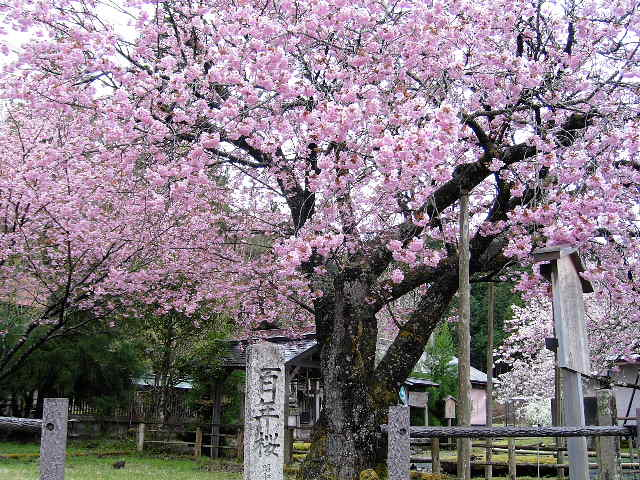
黒田の百年桜
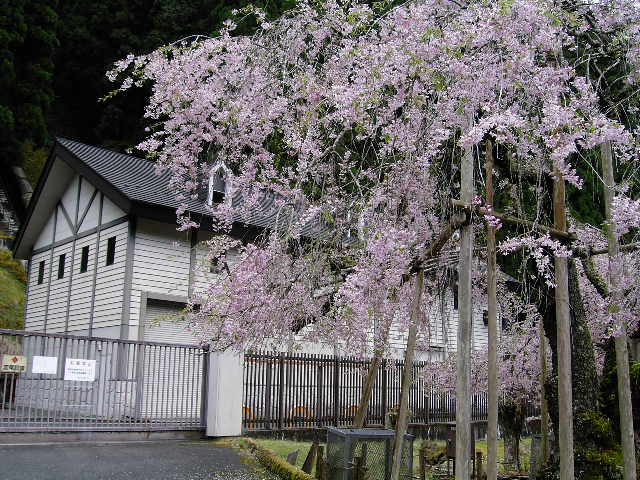
黒田水力発電所の水守桜（枝垂桜）
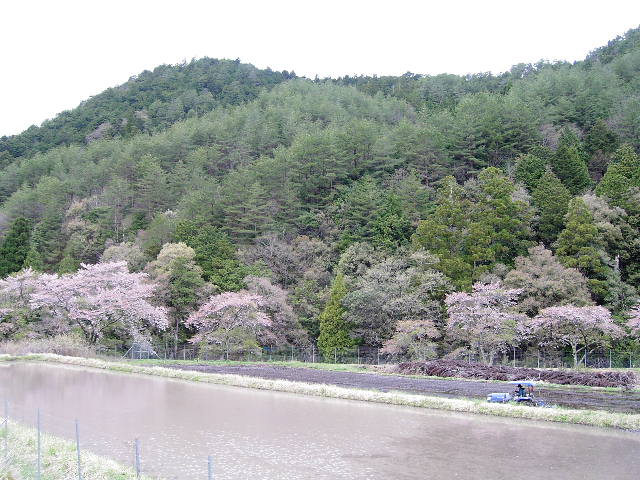
吉野山の山桜が咲くと田の神が降りてきたとして田植えの準備が始まる
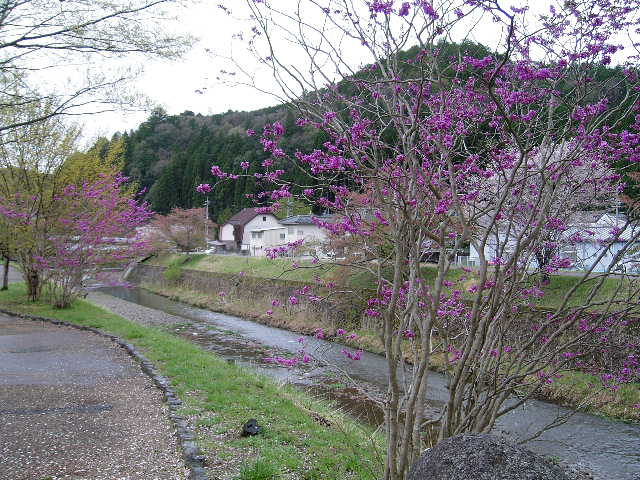
都市の美観風致を維持するための樹木の保存に関する法律指定の弓削川散策路のおかめ桜（周山町）

## 森林経営

### 世界最古の民需育成林業

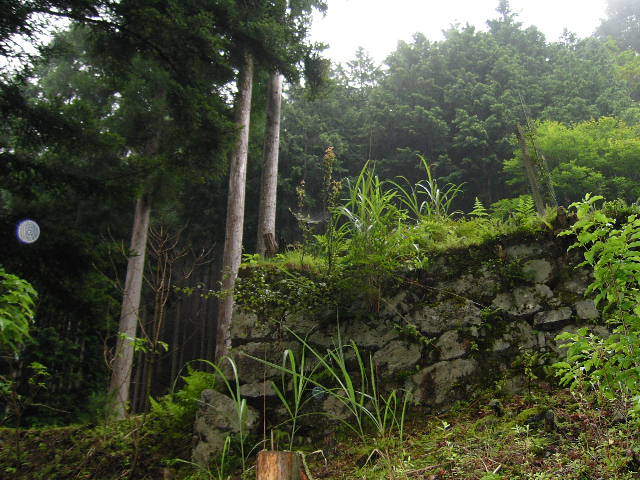
北山杉林では地崩れと獣害防止を兼ねた石垣が積まれてきた

古今東西、建築資材や燃料として森林が切り拓かれ、環境の変化から文明が崩壊した事例は枚挙にいとまなく、古代の日本においても同様であった。このような伐採一辺倒で数十年から百年単位での自然回復に委ねる林業に対し、植樹という発想が西洋で生まれたのは近世になってからのこと。一方日本では、計画的植林が9世紀には既に行われていた記録が残る。但し、それらは有力な貴族や寺社の建築資材調達という限られた特定用途であった。そうした中で京都北山から国定公園域では14世紀頃には、橋などの公共インフラから庶民の家屋の建築資材としてまで供給するために植林する社会性が伴う循環型林業が成立しており、これは世界最古のことといえる。

### 林業遺産

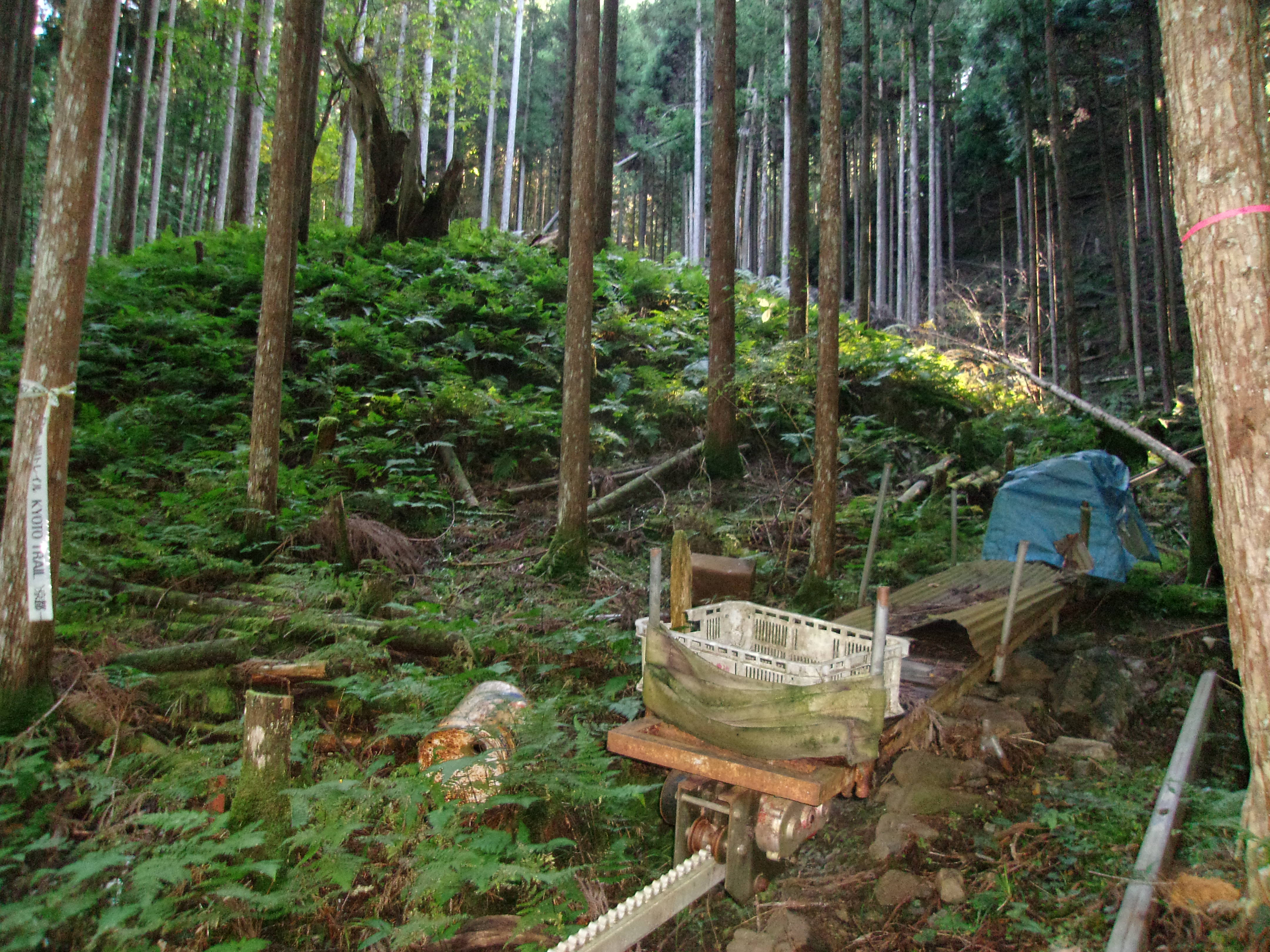
林業用モノレールがある林業遺産選定地（京北細野町）

日本森林学会が、林業発展の歴史を示す景観や施設、体系的な技術、特徴的な道具類、古文書等の資料群を顕彰選定する林業遺産に、「北山林業」として台杉を含む北山杉営林地と関係施設および京都北山杉の里総合センター所蔵資料が2017年に登録された。国定公園域内からは、右京区京北細野町と宇津地域、南丹市八木町・日吉町・美山町が選出されている（左京区・京丹波町・綾部市からは未選）。

### 見せる林業

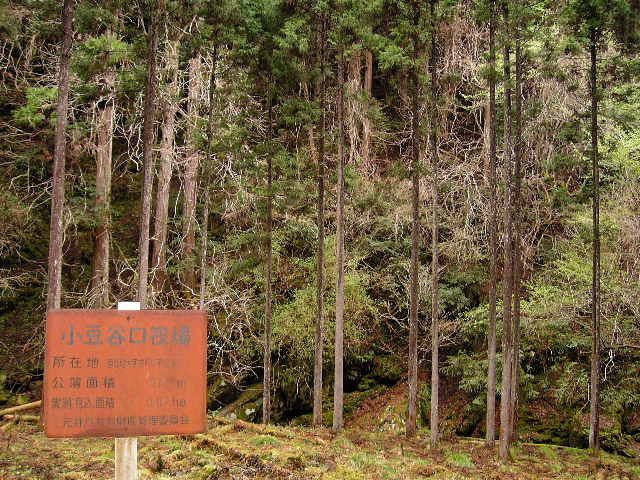
祖父谷展示林（小豆谷口筏場）

真直ぐな木材を作るため適度に枝打ちした北山杉の人工林は林床にまで太陽光が届くため、冒頭の概要で紹介した低灌木や下草を育むことで豊かな生物多様性をもたらしている。また、切りそろえられた北山杉が立ち並ぶ景観は森林美学として捉えられ、京北井戸町の祖父谷には京都府が展示林に指定した杉林もあり、エコツーリズム・グリーンツーリズムの対象として定着しつつあり、周辺の田園風景と組み合わせたアグリツーリズムへの広がりも見せている。
ヘリテージツーリズムは日本では工場のような二次産業主体に捉えられがちだが、発祥のヨーロッパでは一次産業も対象となっていることから、林業そのものを見せる試みも始められている。
さらに、新型コロナウイルス感染症の流行で遠出旅行が敬遠される中、京都市街地の人に同じ京都市に属する京北地区へ関心を高めてもらうマイクロツーリズムへの取り組みも始まった。
一方、国定公園に隣接する北区北山では、北山杉の林業景観を活かし重要文化的景観の選定を目指しており、国定公園と足並みを揃えた保護運用を試行錯誤する。

### 稼げる林業

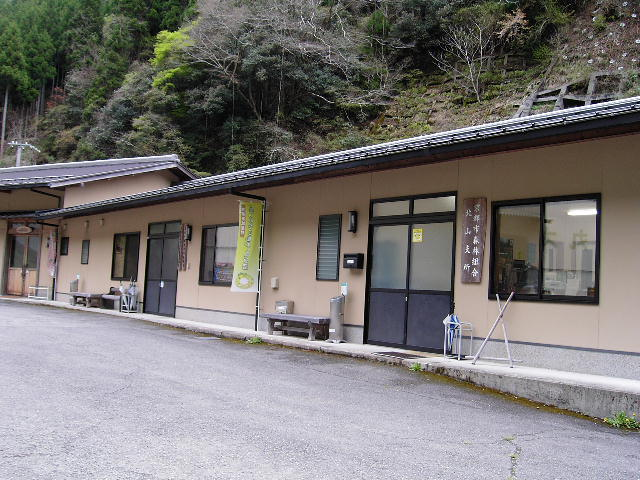
北山杉材の販売や加工拠点となる総合センター

安倍政権が成長戦略に「強い農林水産業」を掲げたこともあり、斜陽産業だった林業がにわかに注目され、特に北山杉を擁する京都では「稼げる林業」を標榜し、自然保護と並立して産業（一次産業）として自然を活用するため法正林の考えに基づく森林計画が練られ森林認証制度の適用をうけることでブランド化を図る。
2018年（平成30年）には森林経営管理法が成立したことで林業への企業の参入が可能になり、北山杉生産に関心を示す業者もあることから今後の動向が注目され、既に林業コンサルタントが介在し、自伐型林業を採用する地主も現れている。また、地域おこし協力隊も新しい林業（緑の雇用）の在り方を模索している。
さらに国定公園の森林は、京都議定書における二酸化炭素吸収源となる位置付けで、国連の持続可能な開発のための2030アジェンダによる持続可能な開発目標(SDGs)での森林による持続可能性の役割も担うことから、排出取引の対象にもなる。
2019年に成立した森林環境税及び森林環境譲与税に関する法律に基づく森林環境税を「森の京都」のために用いる検討も始まった。
北山杉の間伐材を木質ペレットに再生する森の力 京都のような企業も現れた。
2020年頃より世界的な木材価格の高騰と輸入木材不足のいわゆるウッドショックが始まった。これに伴い北山杉の需要が高まり、急激な価格上昇が見られた。単価が高くなることは林業関係者にとっては喜ばしい反面、伐採や加工に従事する人手不足、需要に応えるため過度な伐採による環境負荷など問題も多い。
一方で、社団法人京都府森と緑の公社が債務超過に陥り、民事再生法を申請して解散。関連事業は公益社団法人京都モデルフォレスト協会に引き継がれるなど迷走している側面もある。
2013年には森林の利活用をさらに効率的、効果的なものとするため丹波広域基幹林道が全線開通した。道路建設に伴う残土の処理場が付近に散在する。

### その他の取り組み

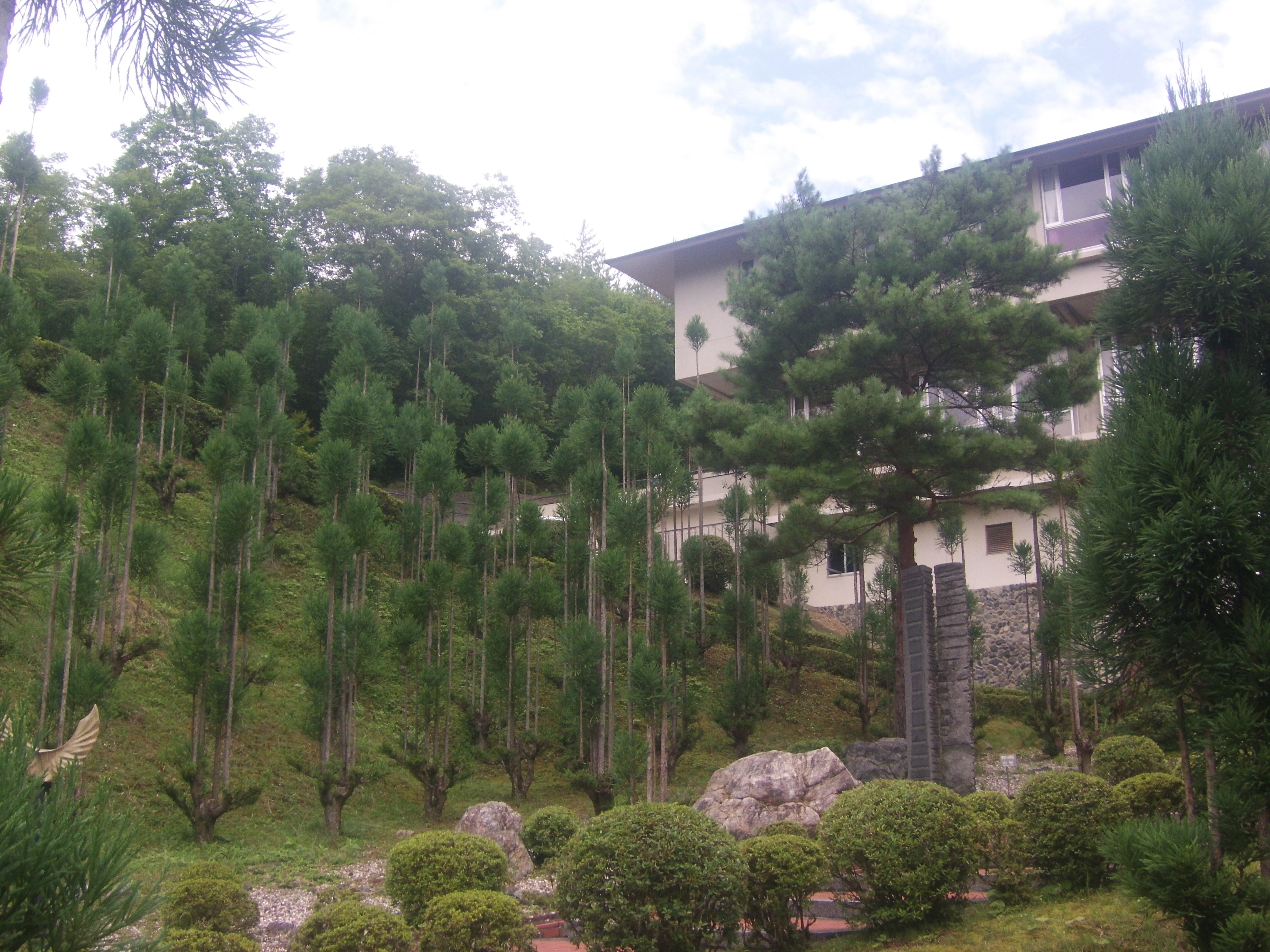
エシカルビレッジの拠点あうる京北

国定公園域では林業を基調とした観光プランを提案しており、2022年に観光庁が募集した『第2のふるさとづくりプロジェクト』の実証事業に「"京北エシカルヴィレッジ"構想～ギフトエコノミー 贈与経済の開発による地域貢献型交流の創造～」（京北）と「地域に通う、心が通う、課題解決型ラーニングツーリズム事業」（美山）の二件が選定されたほか、美山では『サステナブルな観光コンテンツ強化事業』に「都市と地域をつなぎ地域保全を図る相互扶助機能の構築」が、『将来にわたって旅行者を惹きつける 地域・日本の新たなレガシー形成事業』に「トロッコを活用した新しいエコ／環境ツーリズム創出」が選ばれた。

### 文化資材を支える
2020年に屋根の修復と舞台床の張り替えを終えた清水寺は数百年後の大規模修復を見据え、京北や花脊の山林を買い取りヒノキを植林して文化資材の自己調達の場としている。

## 森林に親しむ
上記にあるように国定公園域では森林や里山が育む自然環境に触れるエコツーリズム・グリーンツーリズム・ラーニングツーリズムが盛んになりつつあり、民間経営も含めそうした施設も充実している。特に2022年になりグランピング施設やアウトドアサウナなどの開業が相次いだ。

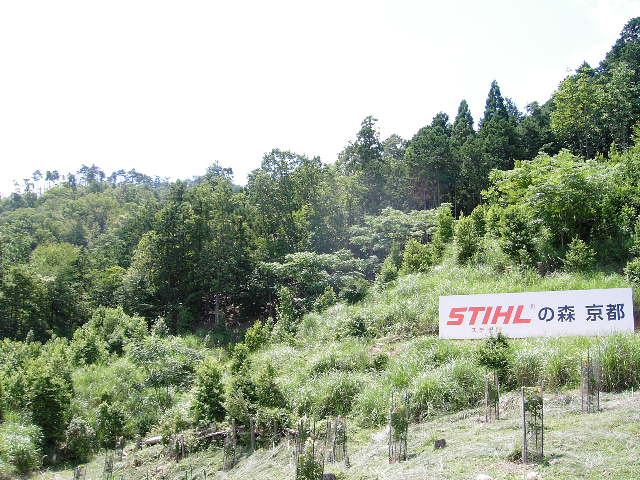
府民の森ひよし（南丹市）
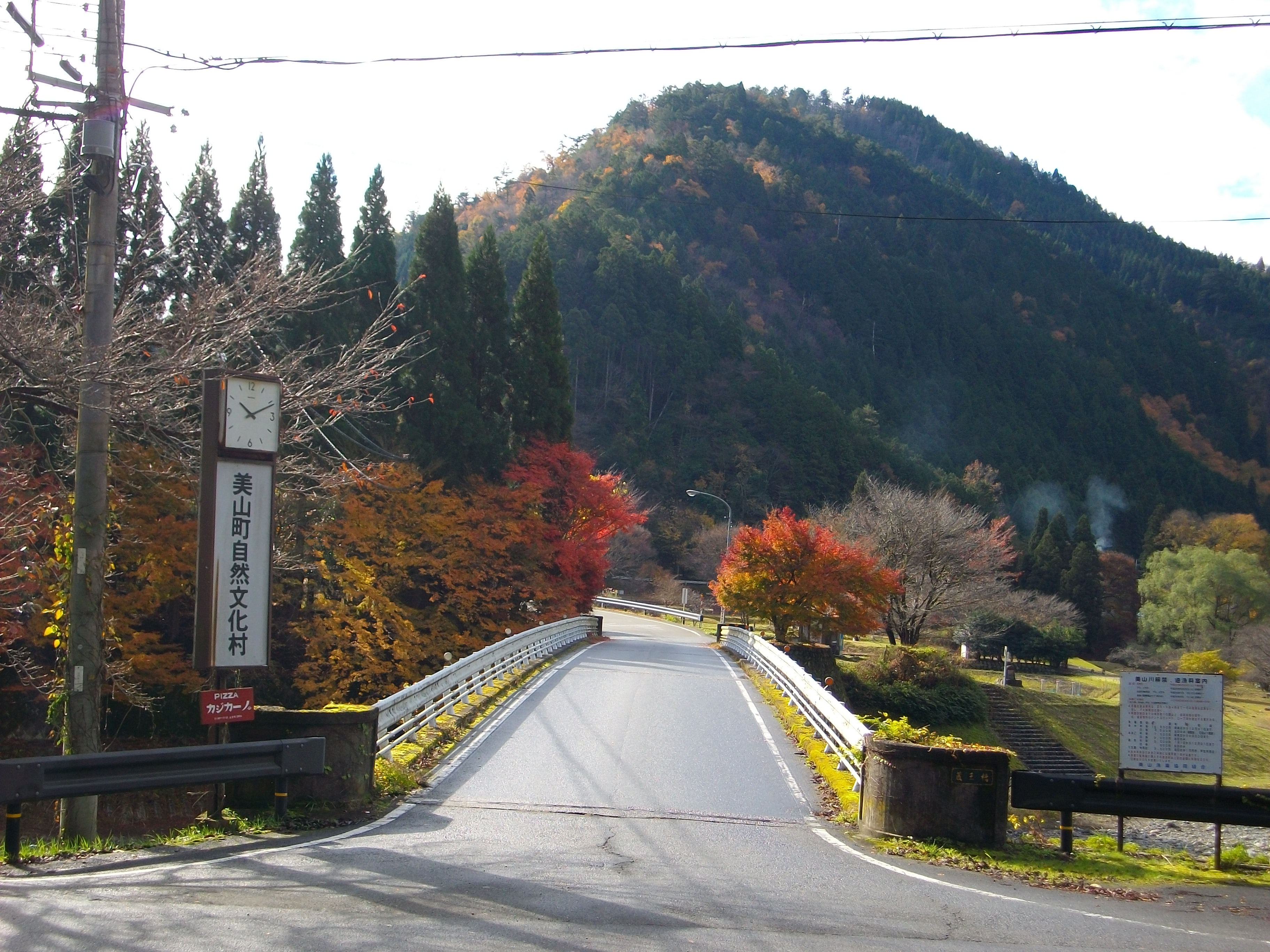
美山町自然文化村（南丹市）
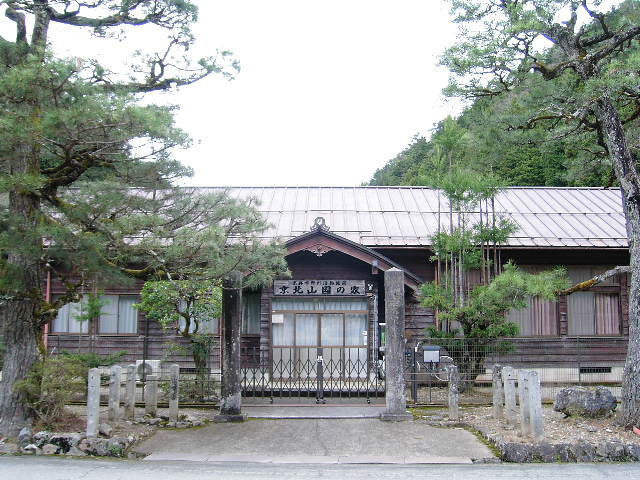
京北山国の家（京都市右京区）[† 36]
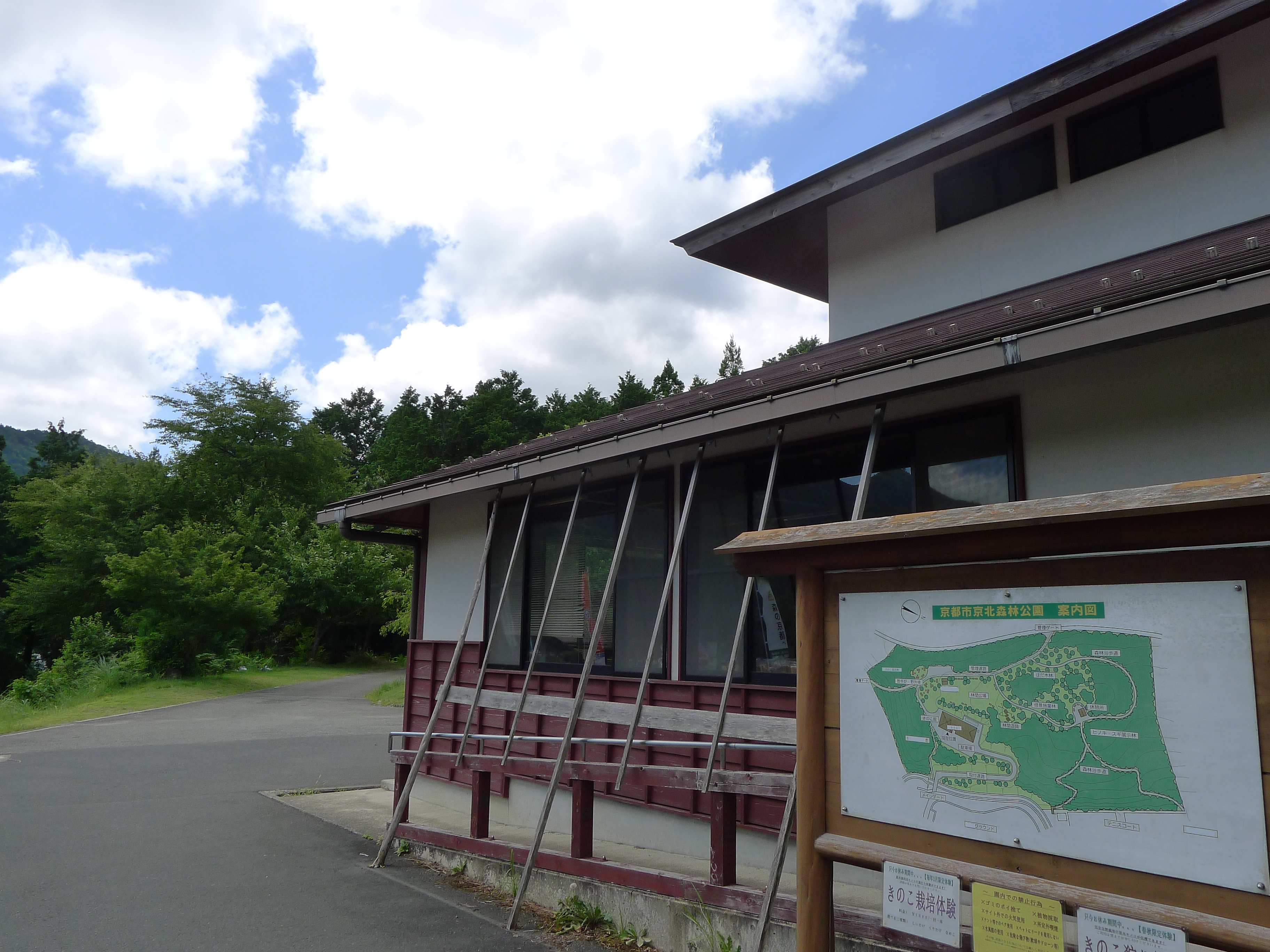
京北森林公園（京都市右京区）
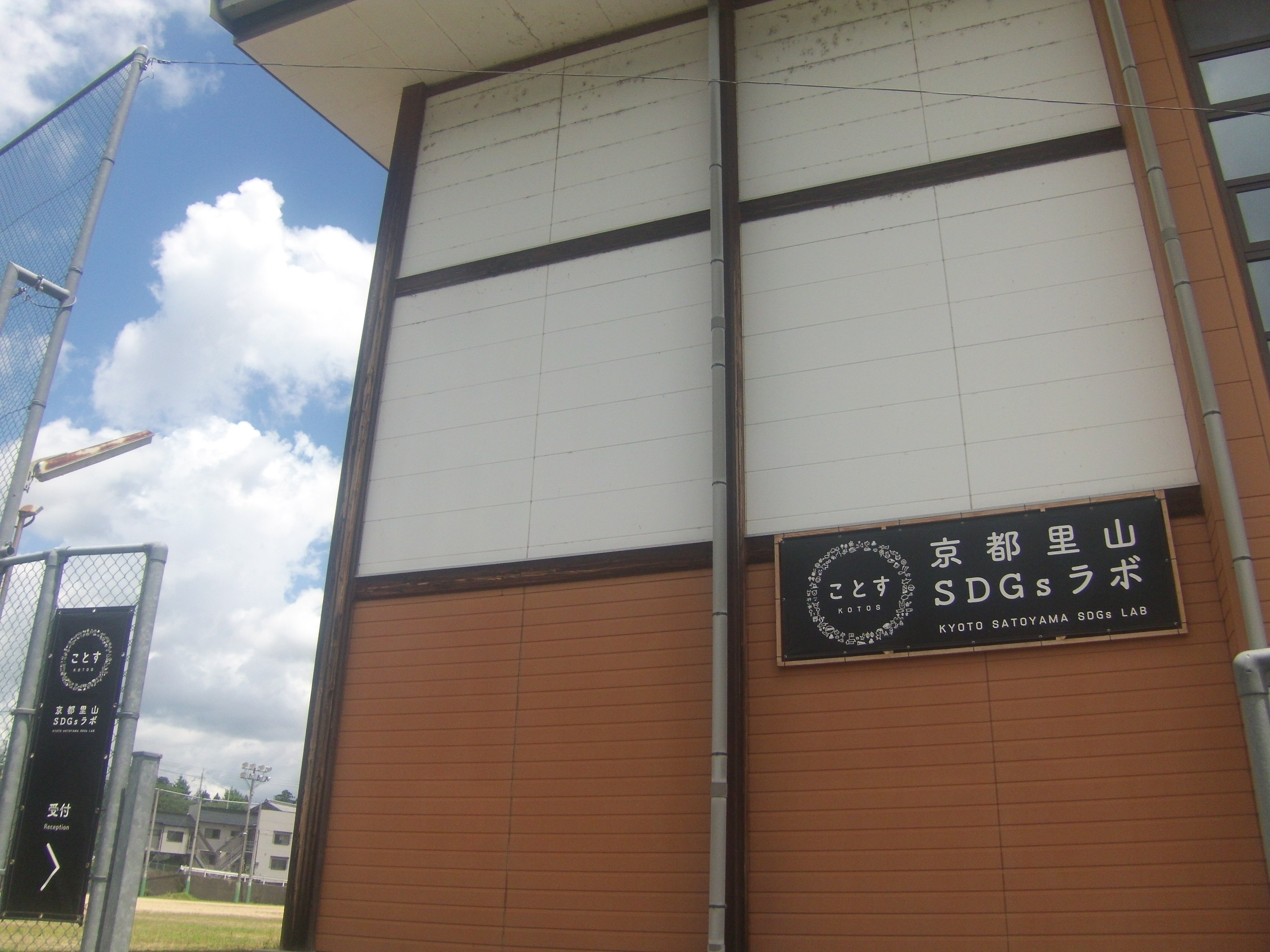
京都里山SDGsラボ ことす（京都市右京区）
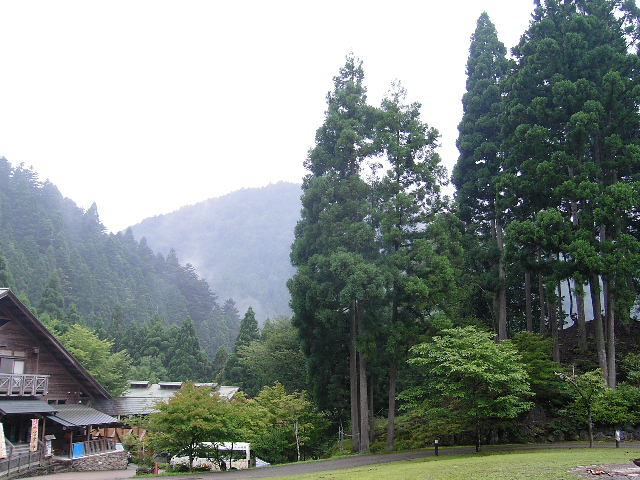
山村都市交流の森（京都市左京区）
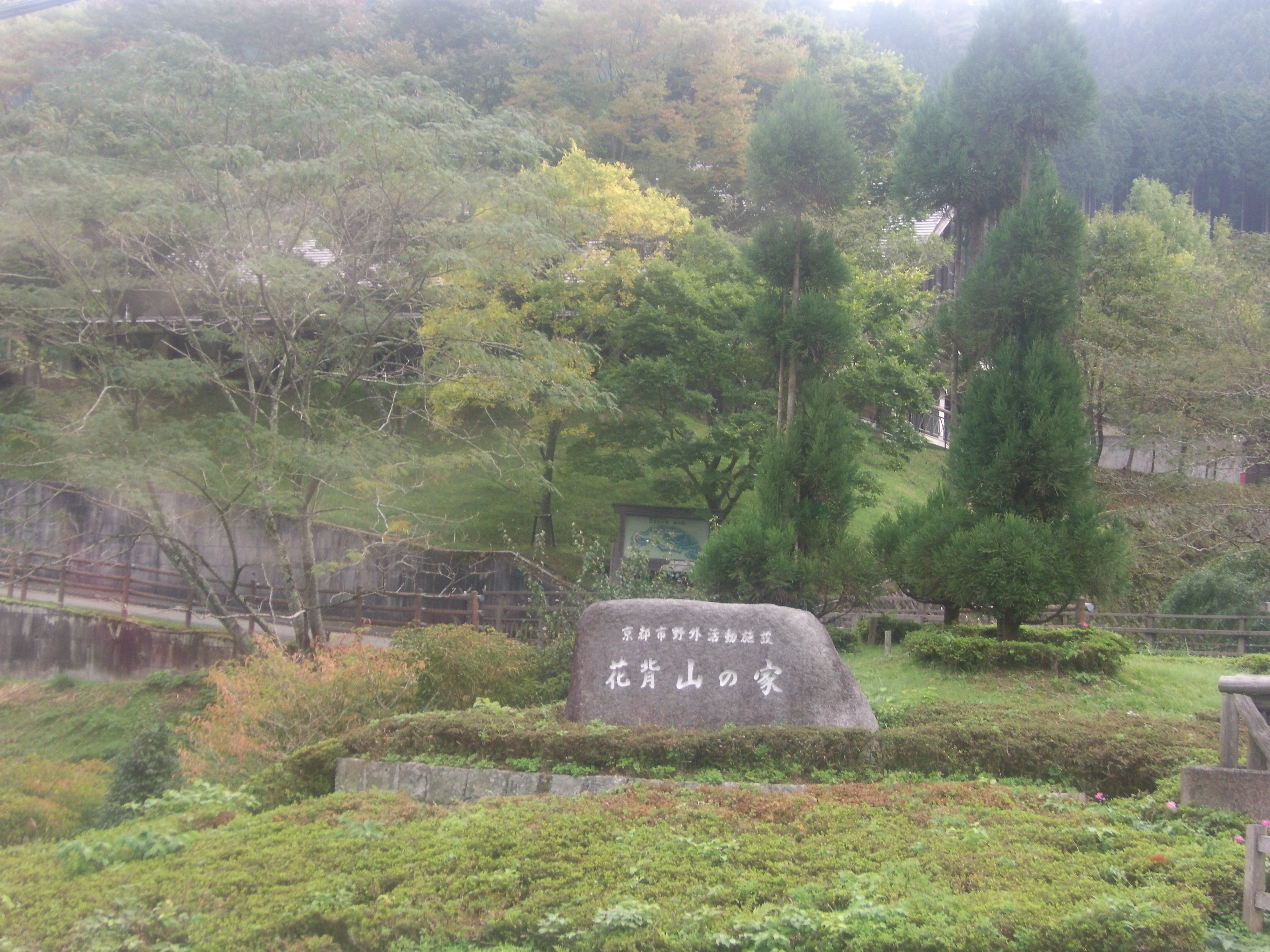
花脊山の家（京都市左京区）
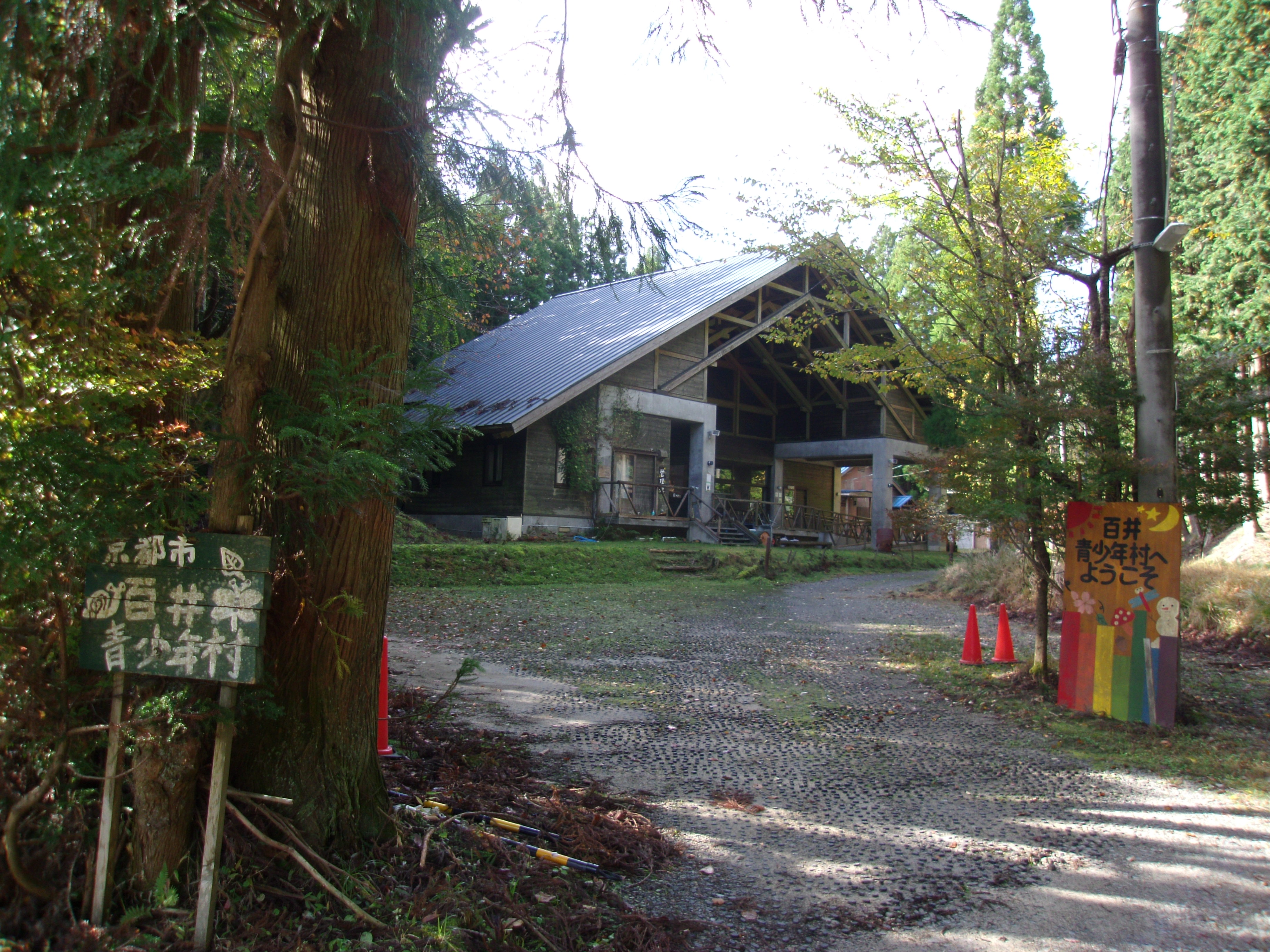
百井青少年村（京都市左京区）
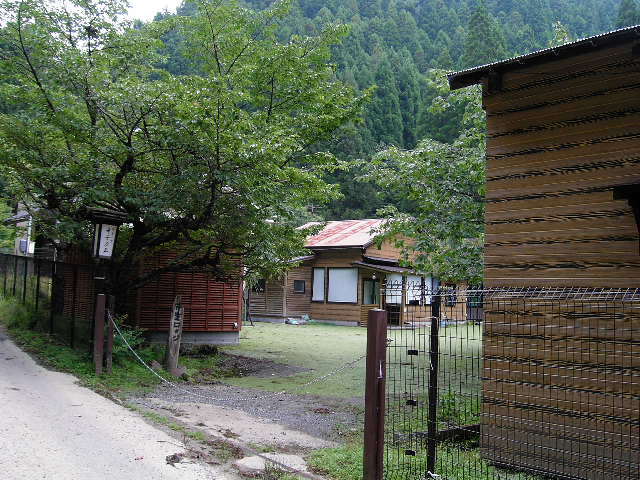
芹生ロッジ（京都市左京区）
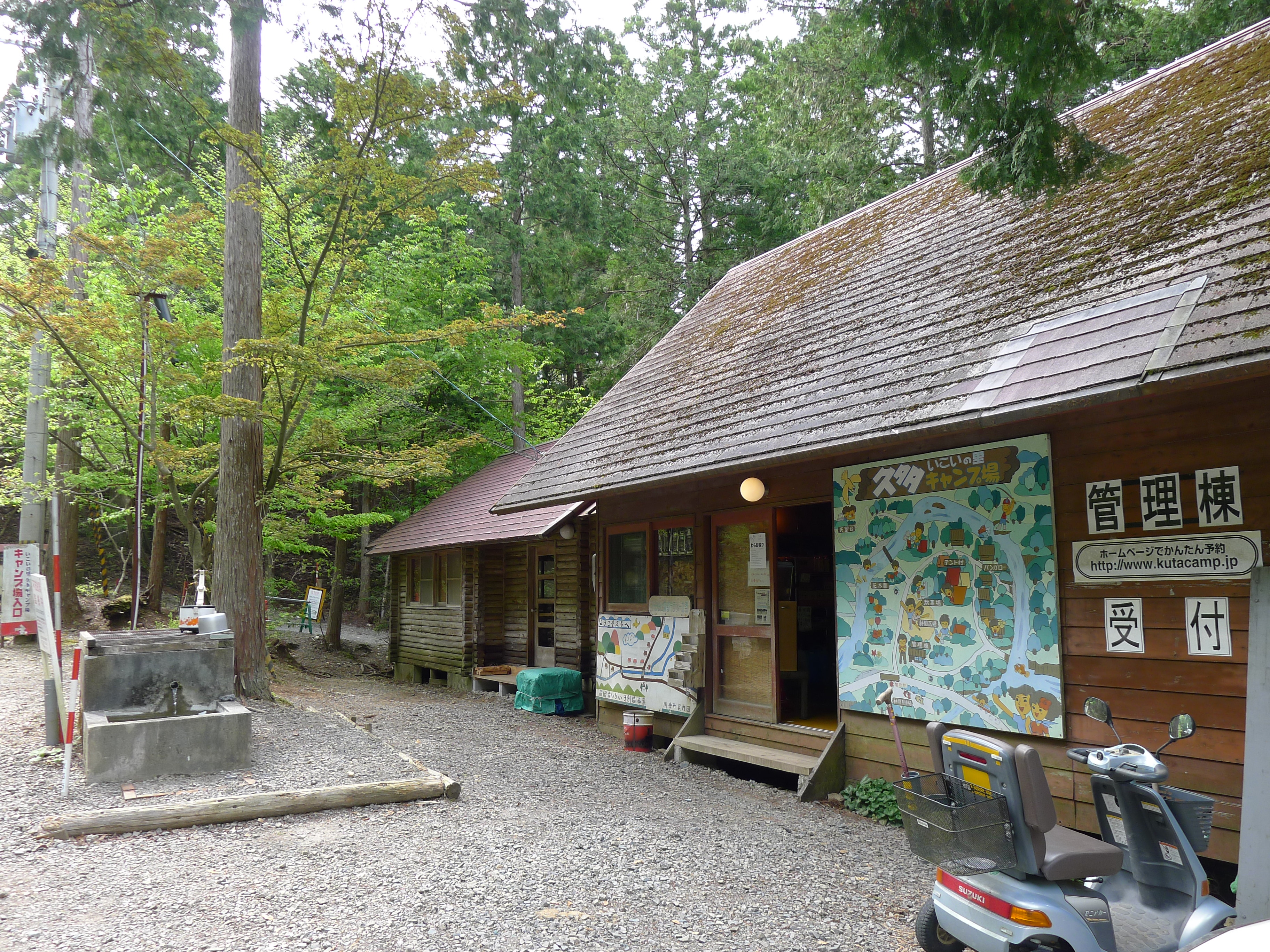
久多キャンプ場（京都市左京区）

## 環境破壊
国定公園の中核を成す芦生周辺ではナラが枯れる現象が続いており、その影響でドングリを餌とするツキノワグマが絶滅の危機に瀕し、食物連鎖の頂点に立つクマが減ったことで生態系全体への余波がみられるほか、シカが人里へ下りてきて作物を荒らす獣害や外来生物の侵入も確認されている。
花脊では特定外来生物のオオハンゴンソウの繁殖が深刻化している。
虹の湖はブラックバスフィッシングが有名だが、そのため大野ダム周辺では鮎が絶滅し、温暖化による水温の上昇が進めばブラックバスが由良川を溯上することを漁協は危惧している。
伝統家屋の屋根材である茅は有機成分を吸収する水辺の浄化作用があるが、茅葺きが減り刈り込まれなくなった茅が腐り、逆に水質汚濁を招いてもいる。
北山杉営林地では土砂崩れなどから栽培樹木を守るために治山ダムが設けられているが、堰による水生生物（ここではカワヨシノボリ）の遡上を妨げる障害物になっている。
1970年（昭和45年）の日本万国博覧会開催に合わせ美浜発電所から送電線が引かれた際、現在の国定公園内を通過させたため鉄塔が多く、景観破壊が指摘される。送電線は滋賀県高島市朽木から入り、久多→桑谷山東麓→大悲山西麓→花脊→灰屋→石仏峠→祖父谷峠→桟敷ヶ岳北麓（ナベクロ峠）→河原峠南辺と進み、京北開閉所で三方向へ分岐する。
北陸新幹線敦賀以西のルート選定は当初の整備計画どおり小浜-京都ルートに決定し国定公園内を通過することになるが、大深度地下トンネル掘削により地下水等の環境への影響が懸念され、今後緻密な環境アセスメントが求められ、芦生の森直下はルートから除外されることが決まった。また丹波に新駅を誘致する運動もあり、その場合プラットホームは地下でも駅舎と駅前ロータリーなどは地上に作らねばならず、明確な環境破壊が行われることになる。2024年時点で新駅は具体化していないが、京都市右京区京北の桂川沿い（普通地域）に地上での線路建設が想定されている。
2018年7月の台風7号とそれに続く平成30年7月豪雨の影響で国定公園内の各地で河川氾濫や土砂災害が発生し、9月の台風21号では京都一周トレイル（後述）随所において倒木があり国定公園内でも通行支障が生じた。
南丹市では貯水池が少なく2018年から2019年にかけての降雪量が少なかったこともあり、2019年の10連休となったゴールデンウィークでは、かやぶきの里・美山を訪れた観光客が例年より増加したことで水不足が生じ、住民生活に影響を及ぼす観光公害もみられた。

### 世界遺産化運動頓挫による影響

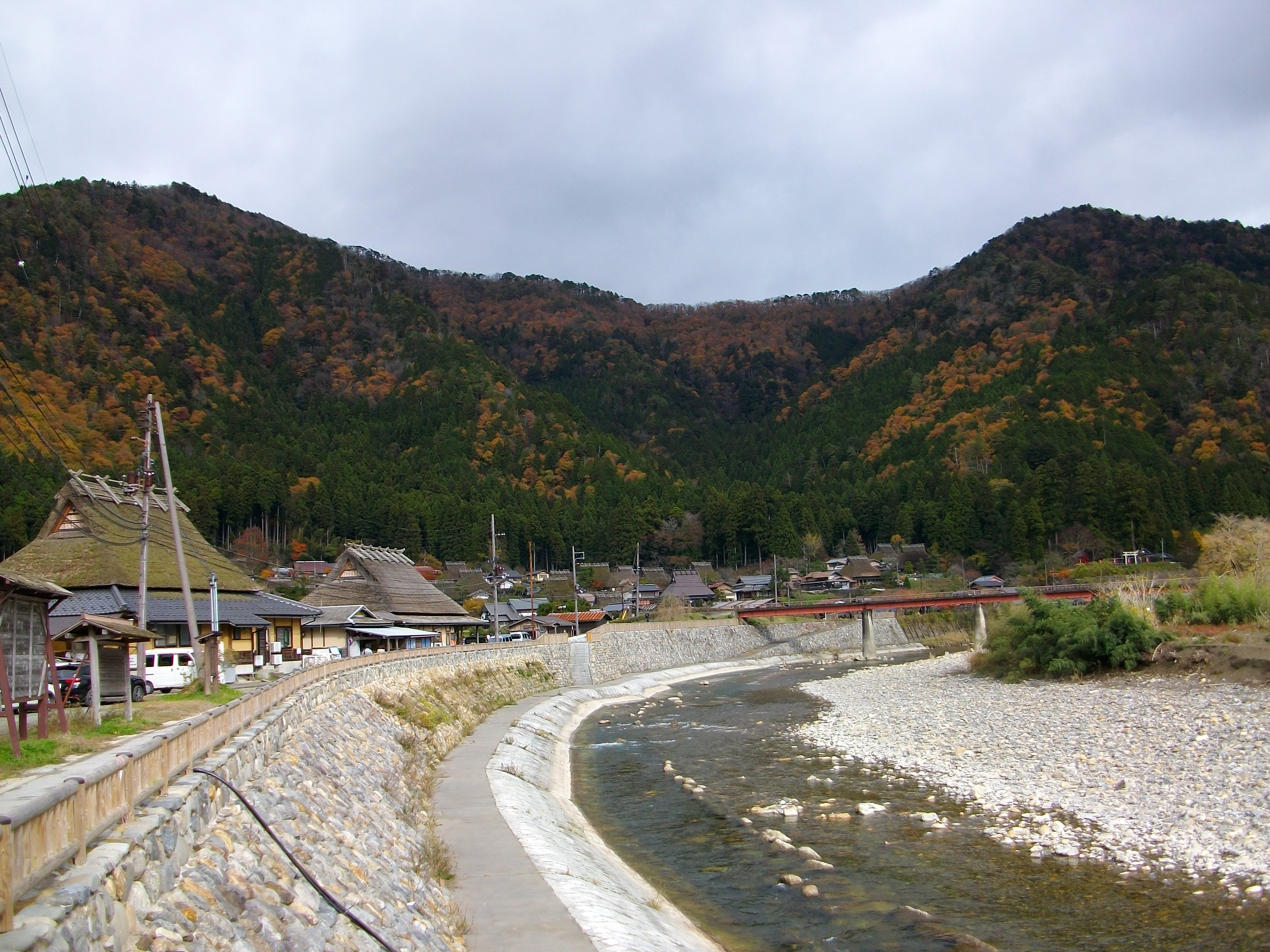
護岸整備された由良川。景観に配慮し玉石積みにしたが、周辺地域では見られない技法

1990年代後半に茅葺き集落・北村の住民が中心となり「芦生の森を世界遺産にする会」が結成され、芦生研究林と北村集落を世界遺産（複合遺産）に登録しようという運動を展開していたが、研究林を所有する京都大学の合意が得られず、研究林内に関西電力による揚水発電所を建設する計画もあり旧美山町（南丹市合併前）が推進役を果たしていたため行政の支援を受けられない状態にあった。その後、2003年（平成15年）に環境省と林野庁が「世界自然遺産候補地に関する検討会」を開催した際、芦生の森は候補にも選定されなかったため自然遺産としての可能性が消え、世界遺産では同一国内での先行登録物件に類似した案件の追従登録は認められておらず、茅葺家屋は白川郷・五箇山の合掌造り集落で既登録のため文化遺産としての可能性も低いことから登録運動は立ち消えとなり、やがて会が抑止していた由良川のコンクリート護岸工事が実施されたことで景観破壊が進み、茅葺屋根の文化資材となる茅場の一部が失われてしまった。

## 持続(存続)可能性
里山はローカル・コモンズにより持続可能性が形成されているが、人口減少により地域コミュニティが崩壊し、存続が危ぶまれてもいる。芹生の里は京都市に属しているものの、二世帯ほどしか暮らしておらず、冬季は無人になる消滅可能性集落のため、芹生の里保存会が結成された。
綾部市が認定する「水源の里」の第一号である古屋地区は、現在三世帯四人しか暮らしていない過疎地域の限界集落だが、国土緑化推進機構の「森の名人・名手」任命住民による栃の実加工品が人気で年間三千人超の訪問者がある。
廃村八丁のようにトタン製の簡素な山小屋が建てられ、ハイカーが目指すようになった場所もあるが、人の暮らしがない場所は手入れが行きわたらず荒廃が進む。

## その他の課題

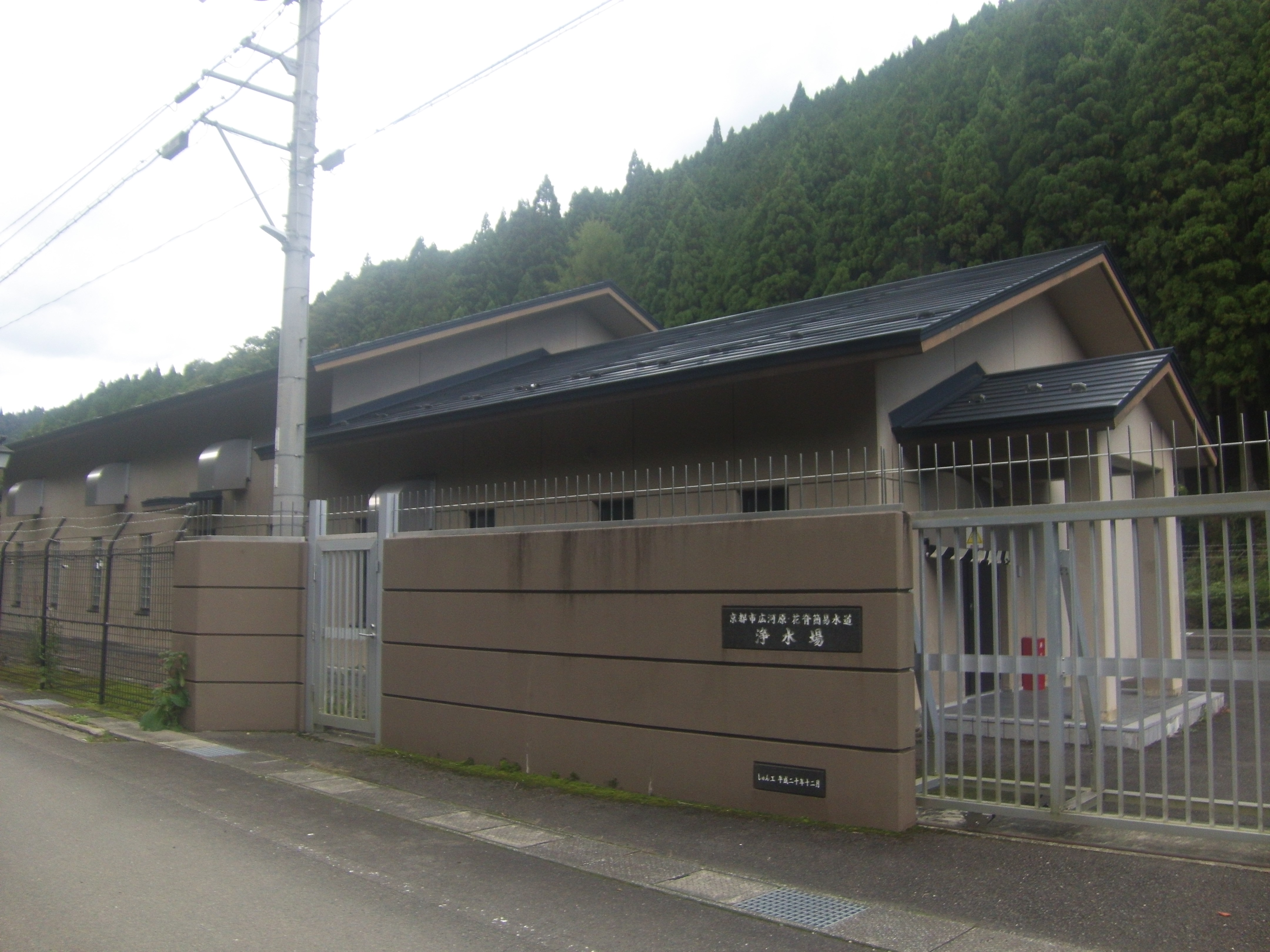
京都市編入後に請願が市会で採択され整備された広河原浄水場。広河原・花脊地域の給水区域内人口は237人で給水量は75m3/日だが住民の多くは沢の水などを利用する

京都市は2028年にも財政再生団体に転落する恐れがあることを明らかにした。要因は京都市は大学生が人口の1割と多いこと、京都丹波高原国定公園を含む市域の4分の3が森林であること、歴史的資源・木造家屋が多いこと、地方交付税の減少、福祉、子育て支援、教育、安心・安全などの市独自サービスなどとされたが、2022年度決算で黒字化した。市街地における観光地としての年間観光関連消費は1兆円を超えたが（新型コロナウイルス感染症の流行前）、府庁所在地や観光地としてのインフラ整備などの歳出が税収を上回っていることに加え、京北や花脊・広河原の合併による行政サービスの拡大も一因と示唆される。財政再生団体に陥ると市政で独自の予算編成ができなくなり、文化・環境対策が後退し、結果として荒廃しかねない危惧・危機感もある。

## その他の広報
2021年3月より、JR西日本が「森の京都QRトレイン〜Quality and Relaxing Train〜」の運行を開始した。外観デザインは「森の京都」のコンセプトカラーである赤みの茶色と黒・金をベースに、花・木・鳥の模様が描かれたものとなっている。

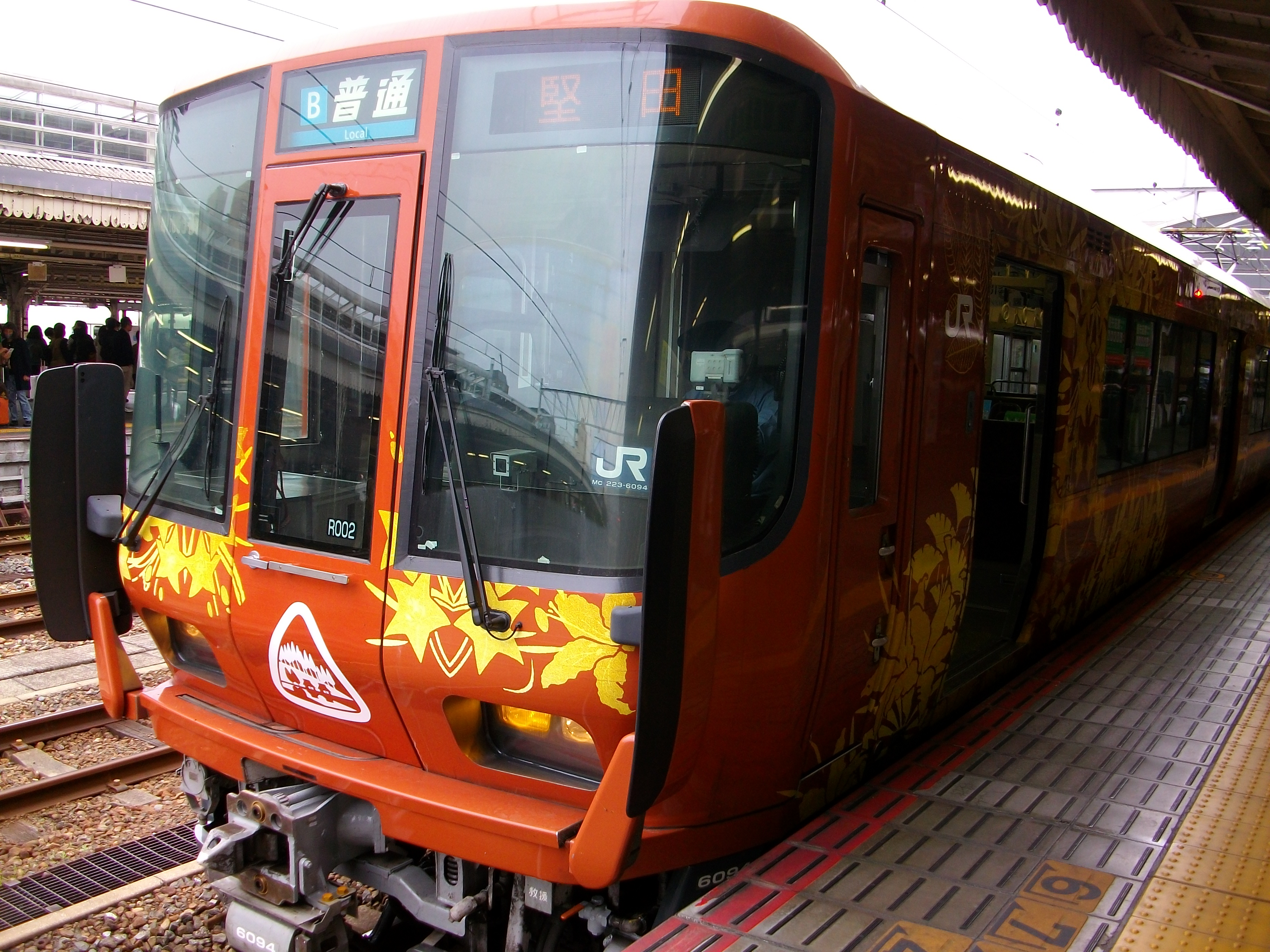
森の京都QRトレイン（先頭部）
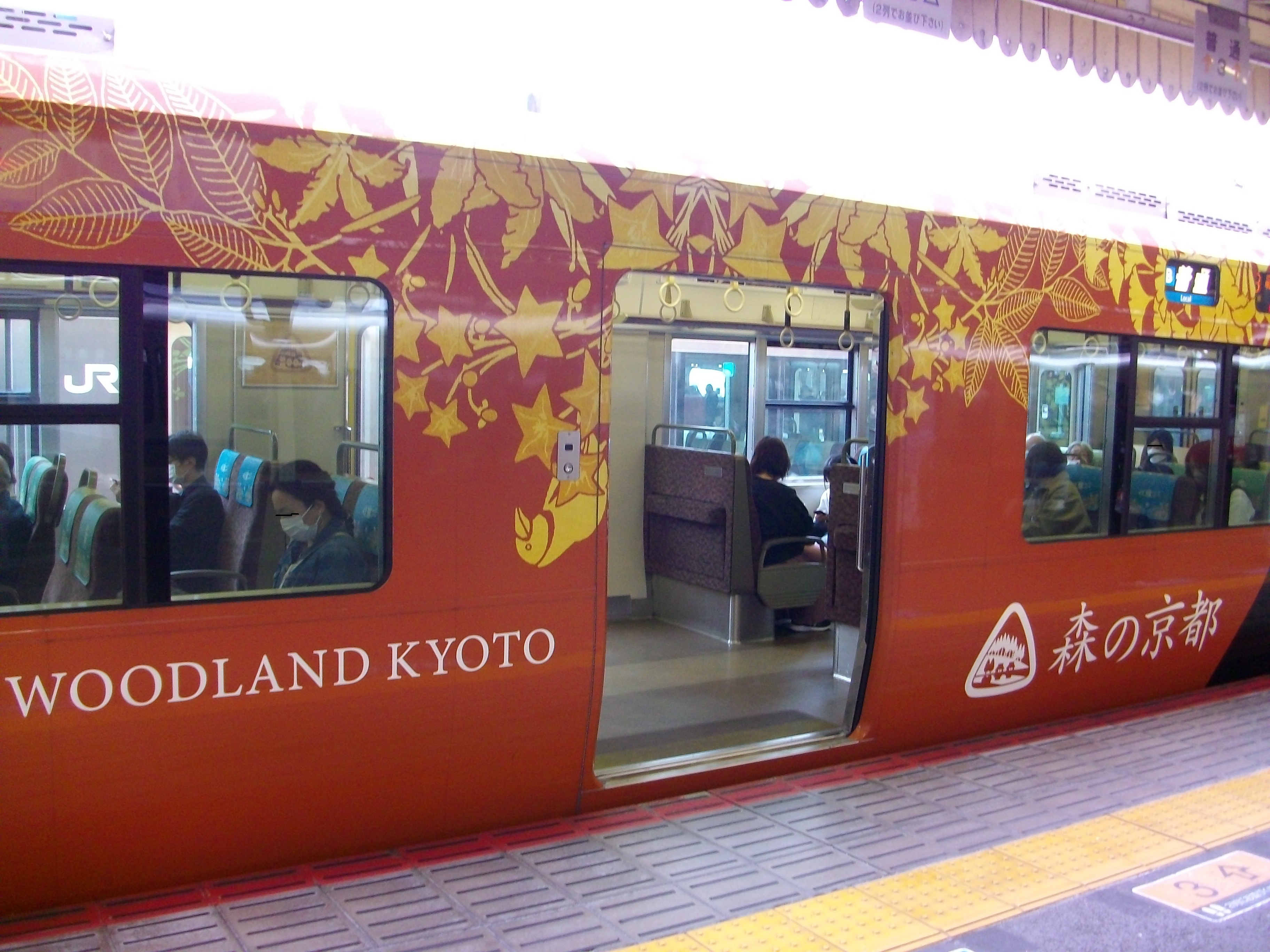
「WOODLAND」の文字
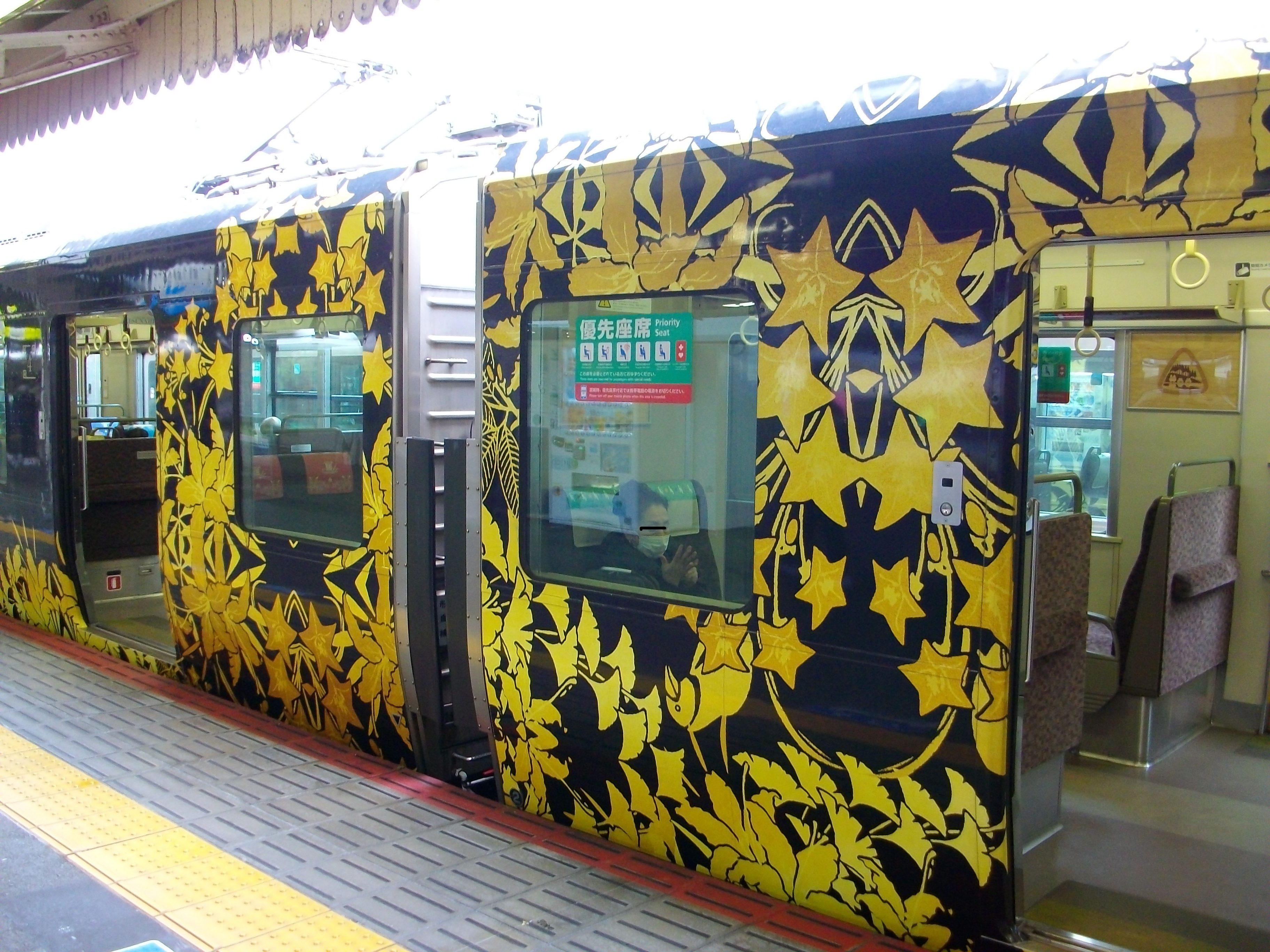
黒地に金の植物模様

## 域内を通過する主要道
- 国道162号(小浜街道／周山街道＝西の鯖街道)
- 国道477号
- 京都府道1号小浜綾部線（綾部市睦寄町内のみ）
- 京都府道12号綾部宮島線（南丹市側のみ）
- 京都府道19号園部平屋線（神楽坂トンネル以北の美山町内のみ）(西の鯖街道)
- 京都府道34号綾部美山線
- 京都府道38号京都広河原美山線（花脊峠以南は除く）(鞍馬街道＝鯖街道)
- 京都府道50号京都日吉美山線（美山町・日吉町・八木町のみ）
- 京都府道61号京都京北線（井戸峠以東）(雲ケ畑街道＝鯖街道)
- 京都府道110号久多広河原線(小浜街道＝鯖街道)
- 京都府道361号上黒田貴船線（京北内のみ）
- 京都府道362号愛宕弓槻線
- 京都府道363号宮ノ辻神吉線（京北内のみ）
- 京都府道364号中地日吉線（京北下宇津町内のみ）
- 京都府道365号中地熊田線（京北中地町・京北明石町内のみ）
- 京都府道366号塔下弓削線（京北下弓削町内は除く）(西の鯖街道)
- 京都府道367号常照寺上台線
- 京都府道368号和泉宮脇線(西の鯖街道)
- 京都府道369号八原田上弓削線(小浜街道＝鯖街道)
- 京都府道370号佐々里井戸線(雲ケ畑街道＝鯖街道)
- 京都府道771号名田庄綾部線
- 京都府道781号麻生古屋梅ノ木線

※京都府道78号佐々江下中線(西の鯖街道)と京都府道443号佐々江京北線が通過する京北界隈は国定公園指定範囲外

### 京都一周トレイル
京北には、京都市と京都市観光協会や京都府山岳連盟による「京都一周トレイル会」が整備した京都一周トレイルの京北コース（全長約48.7キロの周回ルート）が設定されており、区間の約⅔が国立公園域内を通過している。井戸峠を挟む筒江橋～常照皇寺間は京都府道61号京都京北線。コース上には滝又ノ滝・高瀬の道・魚ヶ淵吊橋・黒尾山などがある。

### 近畿自然歩道
近畿自然歩道の内、「桂川源流のみち」丹後・大坂ルートの宇津峡コース（世木ダム～宇津峡～魚ヶ渕吊橋～周山、15.6キロ）と九重桜コース（周山～山国神社～山国御陵前～常照皇寺、8.8キロ）が国道477号に沿って整備されている。国定公園域外になるが隣接する北区において東海自然歩道と接続する。

### 丹波散策の道
京都府が散策道を府民から公募し、京都市北西部・南丹市・京丹波町の国定公園内外（および亀岡市）総延長約250キロを指定したもの。かやぶき民家の集落、ダム湖、城下町、由緒のある社寺、伝説地などが網羅され、丹波地域の歴史と文化を訪ねる散策ルートとして整備されている。

### 西の鯖街道

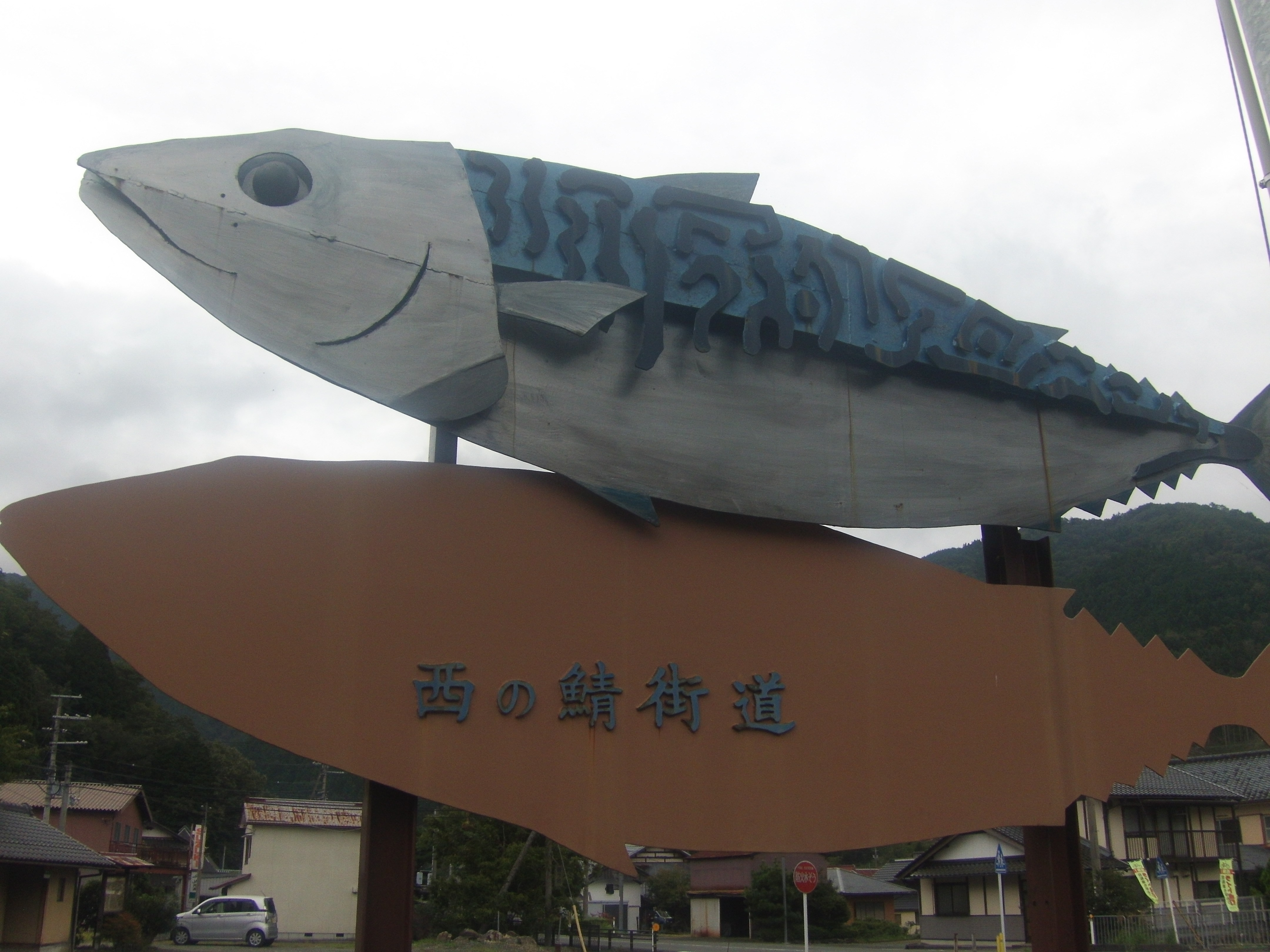
西の鯖街道（鶴ヶ岡）

若狭湾で水揚げされた鯖を京都まで運ぶ複数ある鯖街道の一つで唯一小浜市を起点とせず、高浜町を発ち福井県道16号坂本高浜線（高浜街道）でおおい町を経て、頭巾山を越えて国定公園域に入り国道162号（周山街道）～京都府道368号和泉宮脇線～京都府道19号園部平屋線～京都府道78号佐々江下中線～京都府道366号塔下弓削線を抜け、京都府道31号西陣杉坂線（鷹峯街道）で洛中に至るルート。国定公園域を通過する他の鯖街道（鞍馬街道・雲ケ畑街道・小浜街道）が車道として貫通しておらず、登山道・遊歩道としても区間寸断されているのに対し、西の鯖街道は一貫していることからロングトレイルやドライブ・ツーリングコースとして紹介されている。

### 鮎の道
桂川で獲れた鮎を洛中まで運んだ「鮎の道」 の顕彰が近年行われている。禁裏御領であった京北の山国郷からは毎年京都御所へ献上鮎が届けられた。この鮎は天日干しされた乾物であった。運搬ルートは鯖街道（鞍馬街道・雲ケ畑街道・小浜街道）と重複する。また、京都市井の人々向けは、日吉ダムによって水没した天若・世木で獲れたものを水を張った桶に入れ天秤棒で担ぎ活きたままで嵯峨鳥居本の鮎問屋まで運ばれ、ここから市中へと卸された。漁場を発つと概ね現在の国道477号線に沿って進み、国定公園域外となる南丹市八木町神吉を通り、越畑から愛宕山へ向かう道をたどり、清滝から嵯峨鳥居本へ抜けたほか、京北細野町から愛宕山へと至る愛宕裏参道も利用された。
一方で由良川では、美山町田歌で魚体に傷がつかない手づかみで獲ったものを園部藩の藩主に献上していた（鮎を探すための目印となる苔の食み跡を「道しるべ」と呼んだ）。また、北大路魯山人が由良川水系の和知川の鮎を最上級と評したことで、近代以降は多くの文化人に愛されたこともあり、その顕彰が始められている。

### 愛宕裏参道
国定公園域内外の文化に大きな影響を与えた愛宕信仰だが、一般的には鳥居本からの表参道が有名だが、北陸方面から京北を経て愛宕山へ向かう裏参道がある。なお、参拝道口から先、愛宕神社までの区間は国定公園域外となる。

## 国定公園未指定の山
前述の愛宕山や桟敷ヶ岳のように国定公園指定域に跨りながら編入されなかった山が複数ある。
- 飯森山（公園域の右京区と域外の北区）
- 天童山（公園域の右京区と域外の北区）
- 朝日峯（公園域の右京区と域外の北区）
- 鎌ヶ岳（公園域の右京区と域外の南丹市）
- 黒尾山（公園域の右京区と域外の南丹市）
- 鎌倉山（公園域の左京区と域外の滋賀県）

※桟敷ヶ岳～飯森山～天童山は山城国と丹波国の境界となる城丹国境尾根と呼ばれる

## ガイダンス施設

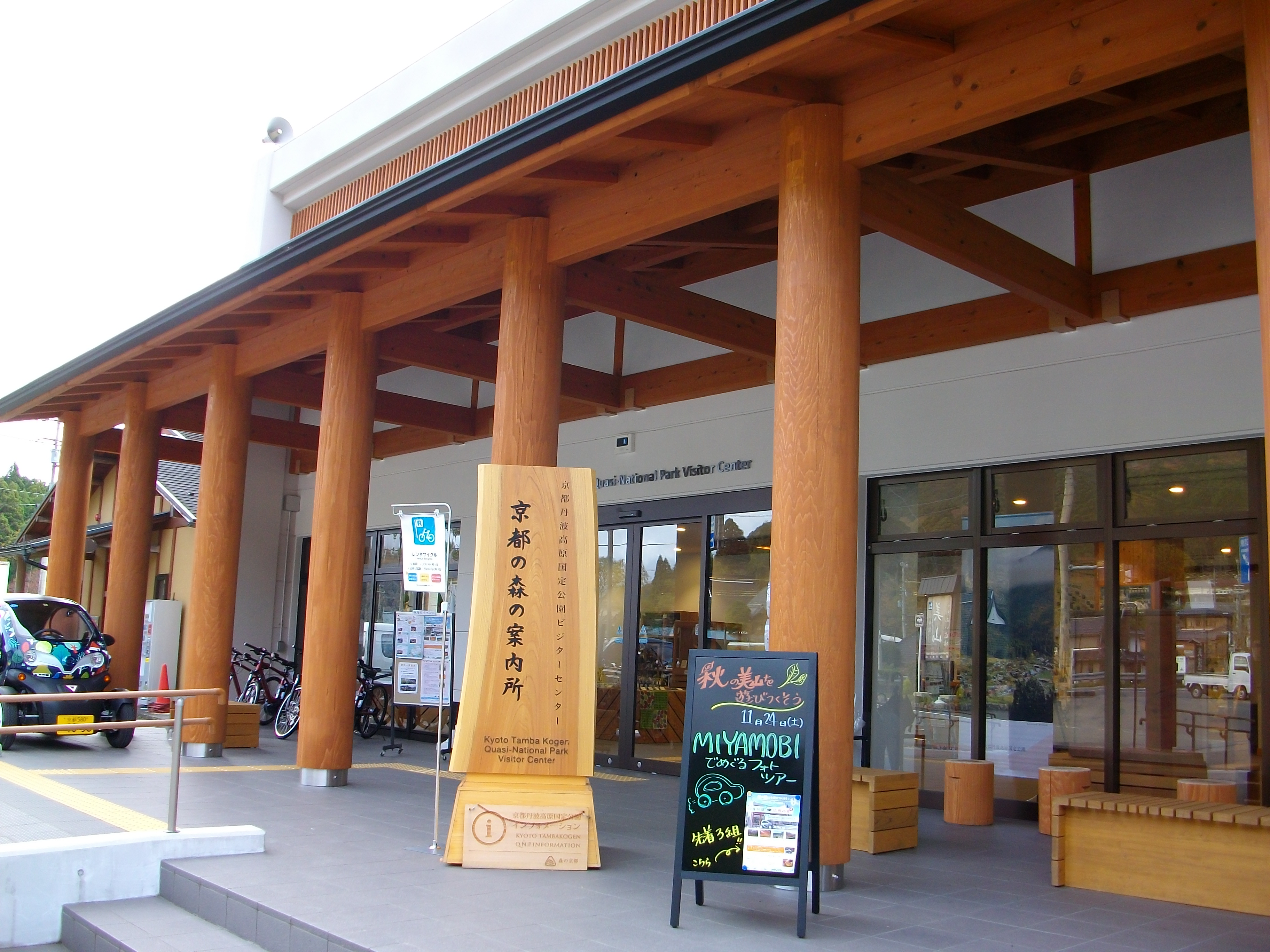
ビジターセンター（京都の森の案内所）

2018年（平成30年）3月28日、南丹市美山町安掛の道の駅美山ふれあい広場に京都丹波高原国定公園ビジターセンター（愛称・京都の森の案内所）を開設した。
建物は旧美山町農業振興総合センターを改修したもので、鉄筋コンクリート造2階建。建築面積383.884平方メートル、延床面積556.149平方メートル。外観ファサードのピロティには、地域の森を守る神殿をイメージする地場産木材を利用した列柱を配している。
〔利用案内〕開館時間9:00～17:00。水曜日が休館。入場無料。